# سیمون ووئه
سیمون ووئه (به فرانسوی: Simon Vouet) (فرانسوی: [vwɛ]; ۹ ژانویه ۱۵۹۰ – ۳۰ ژوئن ۱۶۴۹) یک نقاش فرانسوی بود که قبل از فراخوانده شدن توسط لوئی سیزدهم به عنوان نخستین نقاش پادشاه فرانسه، در ایتالیا تحصیل می‌کرد. او و هنرجویان کارگاه اش، نقاشی‌های مذهبی و اساطیری، پرتره‌ها، نقاشی‌های دیواری، نقاشی آبرنگی روی گچ و نقش‌های تزئینی گسترده‌ای را برای شاه و ولی نعمت‌های ثروتمند از جمله کاردینال ریشلیو خلق کردند. در این مدت، ووئه بدون شک هنرمند پیشرو در پاریس بود. وی در معرفی سبک نقاشی باروک ایتالیایی به فرانسه بسیار تأثیرگذار بود. او همچنین بدون تردید یکی از طراحان برجسته قرن هفدهم، هم تراز با آنیباله کاراچی و جووانی لانفرانکو بود.

## حرفه
سیمون ووئه در ۹ ژانویه ۱۵۹۰ در پاریس به دنیا آمد. پدرش لوران نقاش در پاریس بود و نکات مهم هنر را به او آموزش می‌داد. برادر سیمون، اوبین ووئه نیز نقاش بود، هم چنین همسر سیمون، ویرجینیا دا وتزو، پسرش لوئی-رنه ووئه، دو دامادشان، میشل دورینی و فرانسوا تورتبا و پسر آن‌ها لودوویکو دوریونی همگی نقاش بوند.

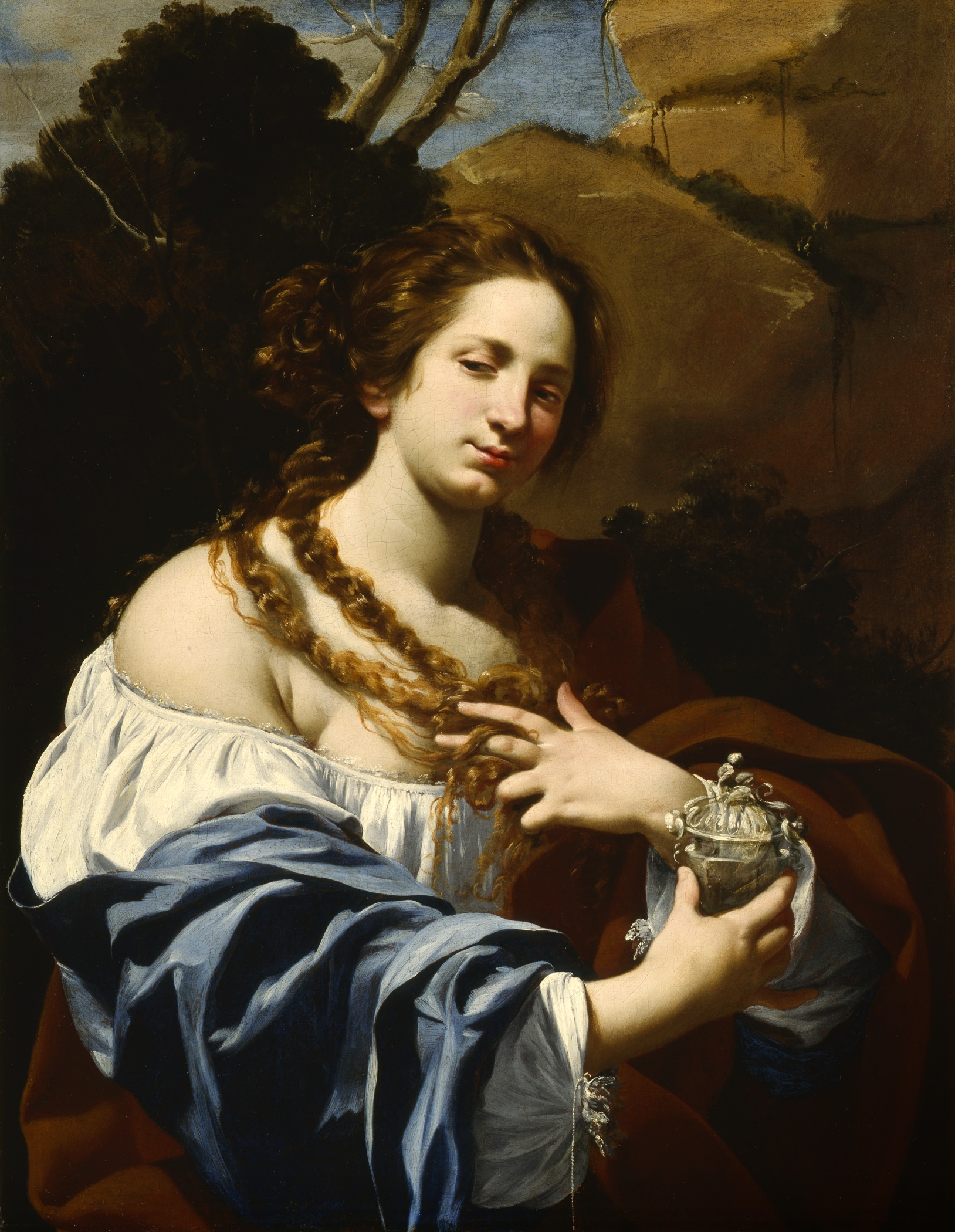
ویرجینیا دا وتزو، همسر هنرمند، به عنوان مگدالن (حدود ۱۶۲۷), موزه هنر شهرستان لس‌آنجلس

سیمون کار خود را به عنوان نقاش پرتره آغاز کرد. در ۱۴ سالگی برای نقاشی یک پرتره مأموریت پیدا کرد تا به انگلستان سفر کند و در سال ۱۶۱۱ بخشی از همراهان بارون دو سانسی، سفیر فرانسه در امپراتوری عثمانی، به همین منظور بود. از قسطنطنیه در سال ۱۶۱۲ به ونیز رفت و تا سال ۱۶۱۴ در روم بود.

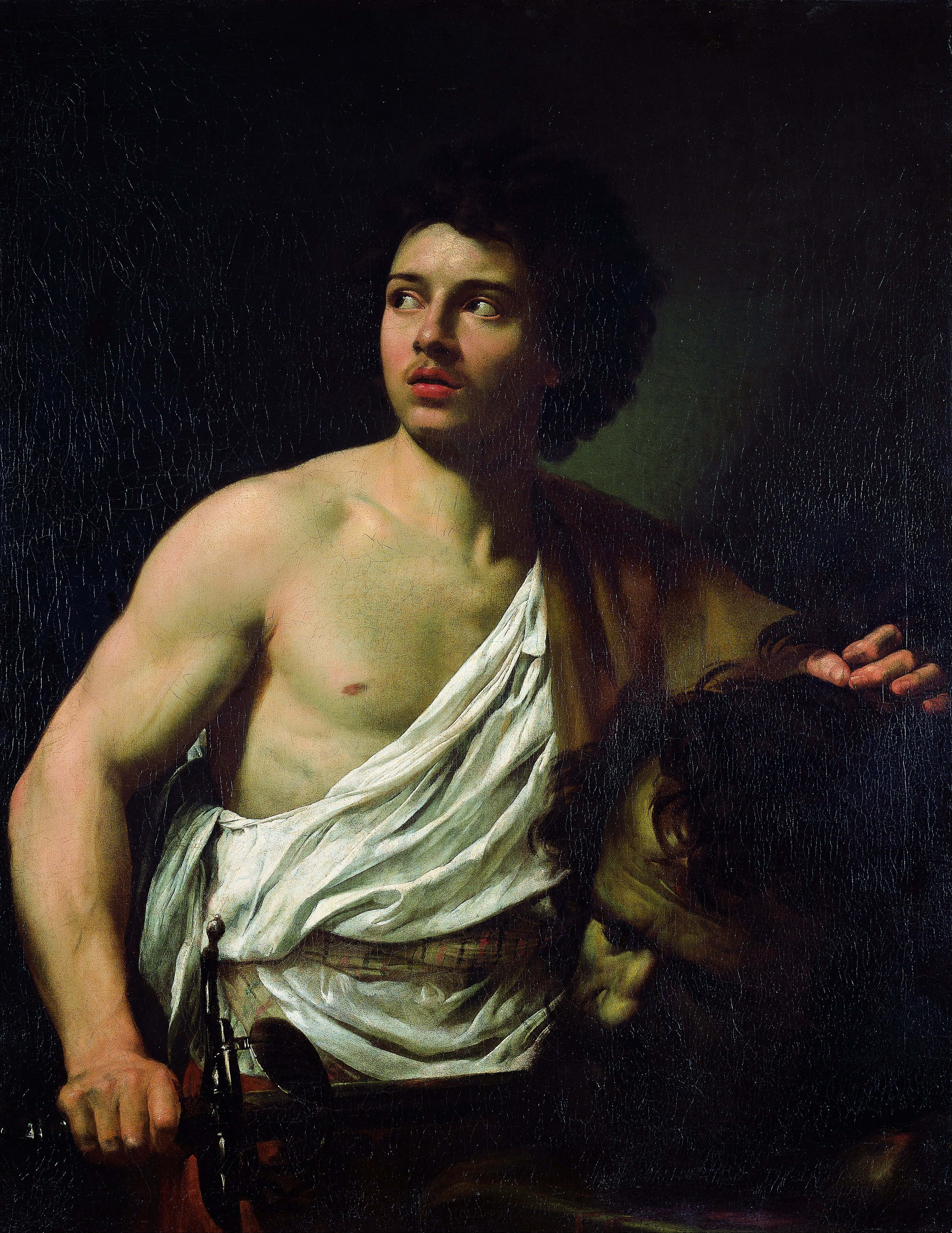
داوود با سر جالوت (۱۶۲۰–۱۶۲۲), پالاتزو بیانکو، جنوا

او تا سال ۱۶۲۷ در ایتالیا ماند و بیشتر در رم که در آن جا سبک باروک حاکم بود. وی مستمری از پادشاه فرانسه دریافت کرد و حامیان وی شامل خانواده باربرینی، کاسیانو دال پوتزو، پائولو جوردانو اورسینی و وینچنتزو جوستینیانی بودند. وی هم چنین از مناطق دیگر ایتالیا بازدید کرد: ونیز؛ بولونیا (جایی که خانواده کاراچی آکادمی خود را داشتند)؛ جنوا (جایی که، از سال ۱۶۲۰ تا ۱۶۲۲، برای شاهزادگان دوریا کار کرد). و ناپل.
موفقیت بی حد و حصر ووئه در رم منجر به انتخاب وی به عنوان رئیس آکادمی سن لوکا (Accademia di San Luca) در سال ۱۶۲۴ شد. برجسته‌ترین کمیسیون رسمی اش در ایتالیا، ایجاد یک اثر هنری، به ویژه نقاشی روی چوب، در بالا و پشت محراب برای سن پیتر در رم بود (۱۶۲۶–۱۶۲۵) که در برخی از زمان پس از ۱۷۲۵ نابود شد (هر چند قطعات باقی مانده‌است)

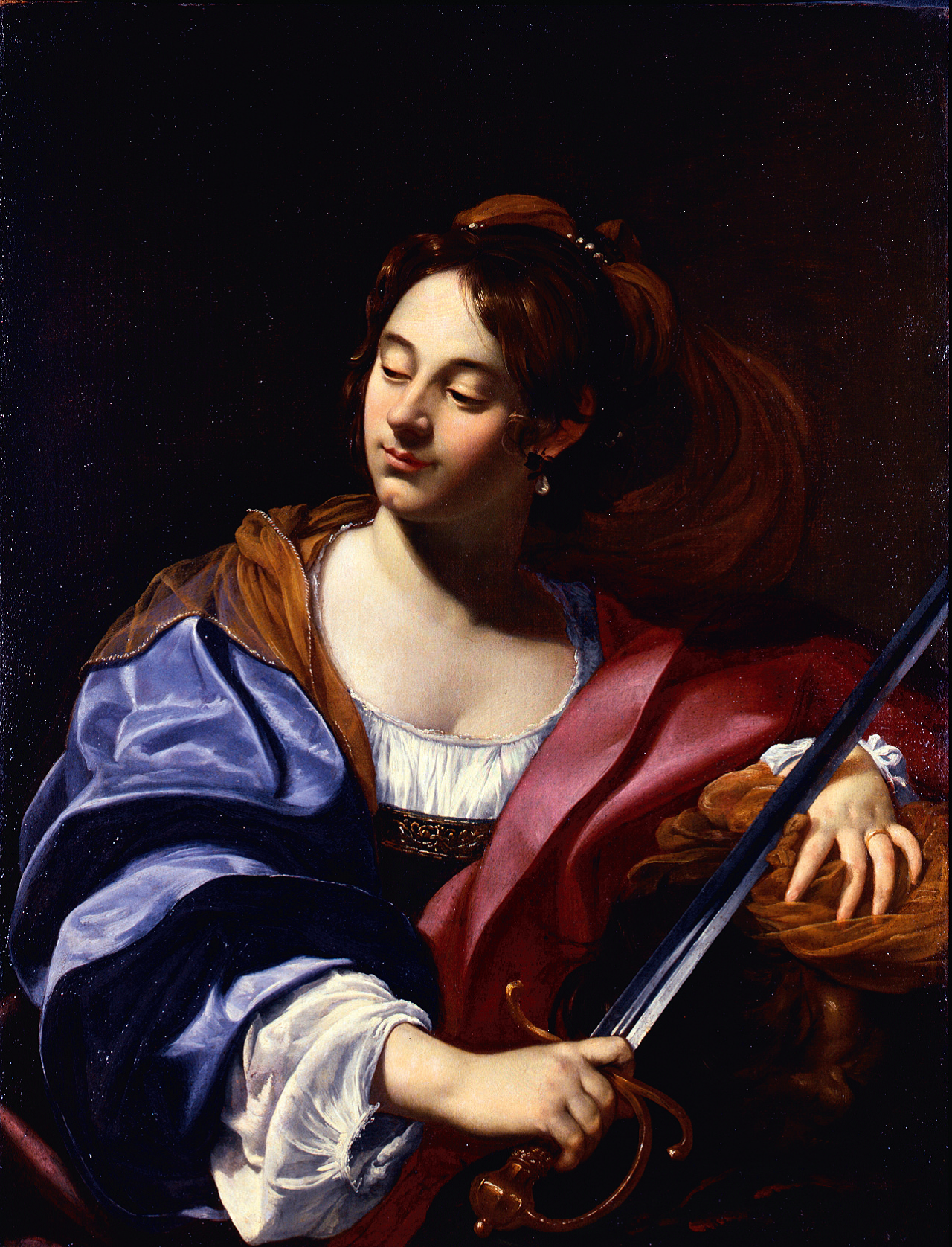
جودیت با سر هولفرنس (حدود ۱۶۲۴–۱۶۲۶)، نقاشی شده توسط ویرجینیا دا وتزو، همسر اول سیمون وو ئه، در موزه هنرهای نانت

در پاسخ به احضار سلطنتی، ووئه در سال ۱۶۲۷ به فرانسه بازگشت، جایی که او به عنوان نقاش برتر پادشاهی برتر شناخته شد. لوئی سیزدهم مأموریت نقاشی پرتره‌ها، داستان‌های مصور پرده‌های نقش دار و نقاشی‌هایی را برای کاخ لوور (امروزه موزه لوور)، کاخ لوکزامبورگ و شاتو دو سن-ژرمن-آن-له به عهده وی گمارد. در سال ۱۶۳۲، او برای کاردینال ریشلیو در پله روایال و شاتو دو مالمزون کار کرد. در سال ۱۶۳۱ او خانه‌های مجلل رئیس فورسی را در شسی، هتل بولیون، کاخ مارشال دفیات در شیلی-ماررن، هتل‌های دوک دمون، نمازخانه سهگه و گالری شاتو دو ویدویل تزئین کرد.
امروزه تعدادی از نقاشی‌های ووئه گم شده‌اند و «فقط دو طرح اصلی تزئینی زنده مانده‌است، آن‌هایی که برای محوطه‌های کلوم و شسی انجام داده‌است»، اما جزئیات و تصاویر بسیاری از آثار گمشده از حکاکی‌های میشل دورینی و Dorigny، فرانسوا تورتبا. کلود ملان شناخته شده‌است.

## زندگی شخصی

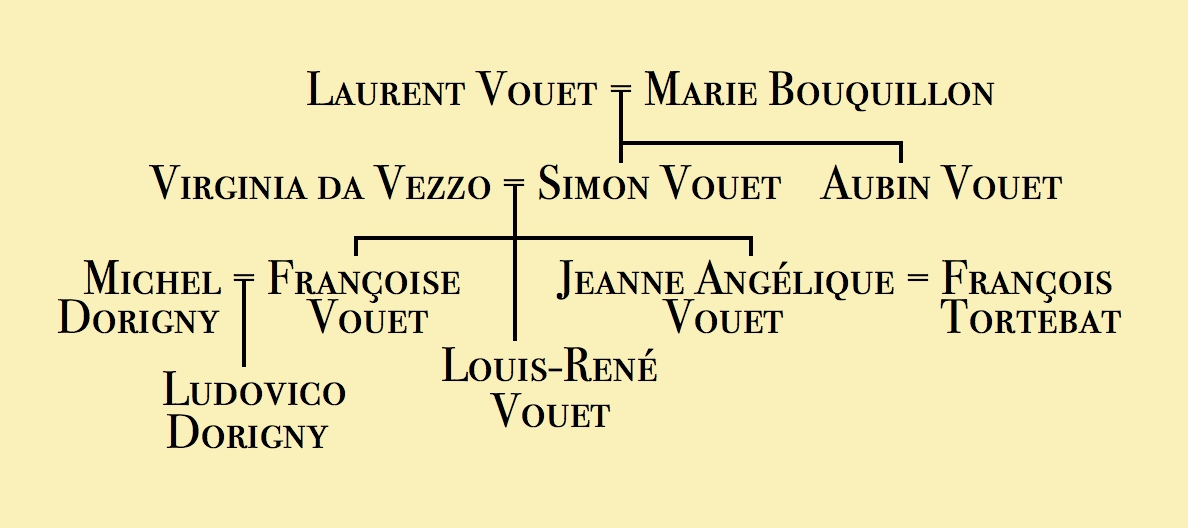
درخت خانوادگی ووپه، ساده شده برای نشان دادن هنرمندان شناخته شده: سیمون و پدر، برادر، همسر، فرزند، داماد و نوه

در سال ۱۶۲۶ او با ویرجینیا دا وتزو ازدواج کرد، «یک نقاش در نوع خود … که به خاطر زیبایی اش مشهور است». وی در ماموریت‌های مذهبی ووئه به عنوان مدونا و مقدسین زن الگوسازی می‌کرد. این زن و شوهر پنج فرزند داشتند. ویرجینیا ووئه در سال ۱۶۳۸ در فرانسه درگذشت. دو سال بعد ووئه با یک زن بیوه فرانسوی به نام ردهگوند برانزه ازدواج کرد که با او سه فرزند دیگر داشت.

## میراث

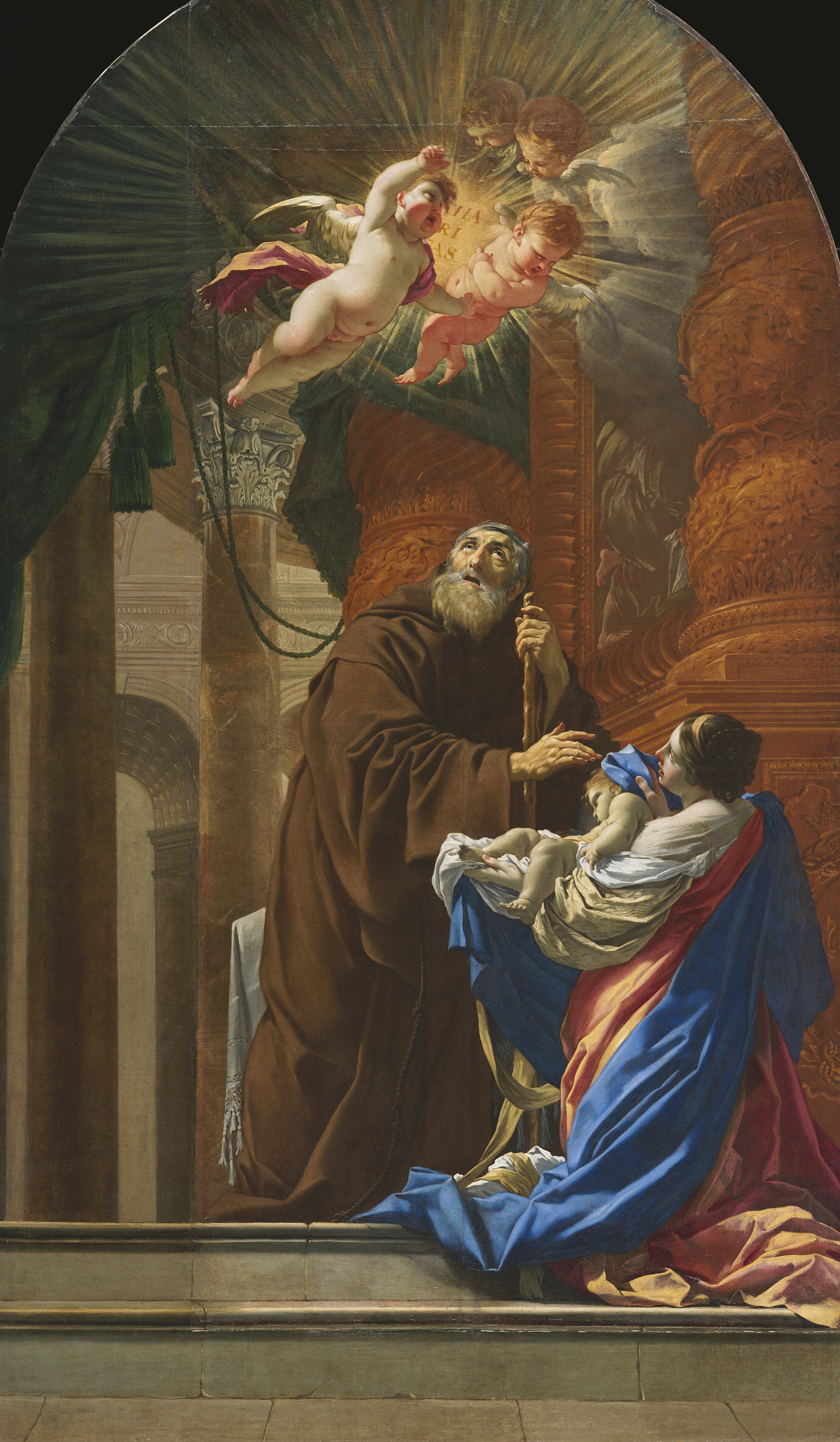
سن فرانسیس پائولا کودک را زنده می‌کند (۱۶۴۸), کلیسای سن آنری دو لویس، کبک، "اوج نقاشی قرن هفدهم فرانسه."

همان‌طور که یکی از مورخان هنری می‌نویسد: «هنگامی که ووئه در سال ۱۶۲۷ به پاریس بازگشت، هنر فرانسه با دردسرسازی ایالتی و طبق معیارهای ایتالیایی بیش از یک ربع قرن از زمان‌ها عقب مانده بود. ووئه با معرفی آخرین مدها، آموزش گروهی از هنرمندان جوان با استعداد و - همچنین به عموم مردم - و پاریس را به روز کرد."
سبک ووئه منحصر به فرد خودش شد، اما کاملاً ایتالیایی بود و باروک ایتالیایی را به فرانسه وارد می‌کرد. یک معاصر فرانسوی می‌گوید: «در زمان او هنر نقاشی در این‌جا به شیوه ای نجیب تر و زیباتر از گذشته تمرین می‌شد.» در آثارش برای دربار سلطنتی فرانسه، «اهمیت ووئه به عنوان سازنده تزیینات رسمی از جهاتی قابل مقایسه با پیتر پل روبنس است.»
آتلیه یا کارگاه بزرگ ووئه کل مکتب نقاشان فرانسوی را برای نسل بعدی تولید کرد. تأثیرگذارترین شاگرد وی شارل لو برن بود که تمام نقاشی‌های تزئینی داخلی را در ورسای سامان داد و سبک رسمی را در دربار لوئی چهاردهم فرانسه دیکته کرد، اما به خاطر حسادت، ووئه را از آکادمی رویال در سال ۱۶۴۸ محروم کرد.

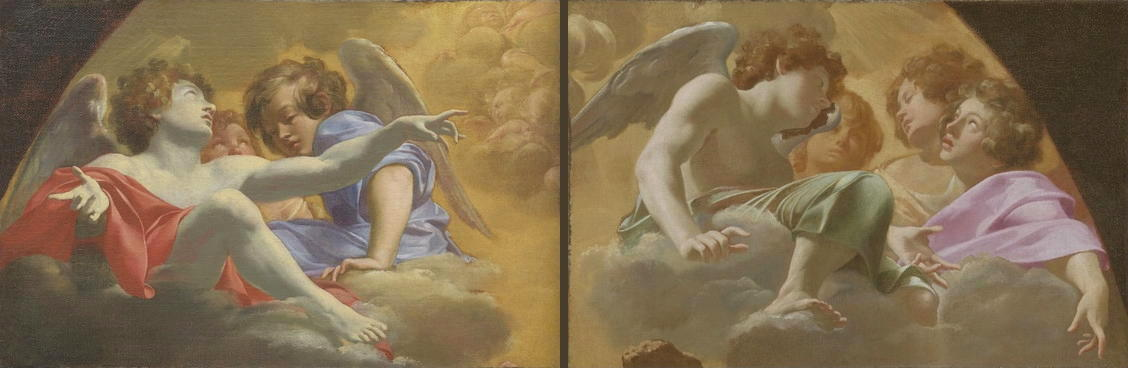
دو مودلی برای محراب در سن پیتر (۱۶۲۵)،  موزه هنر شهرستان لس‌آنجلس

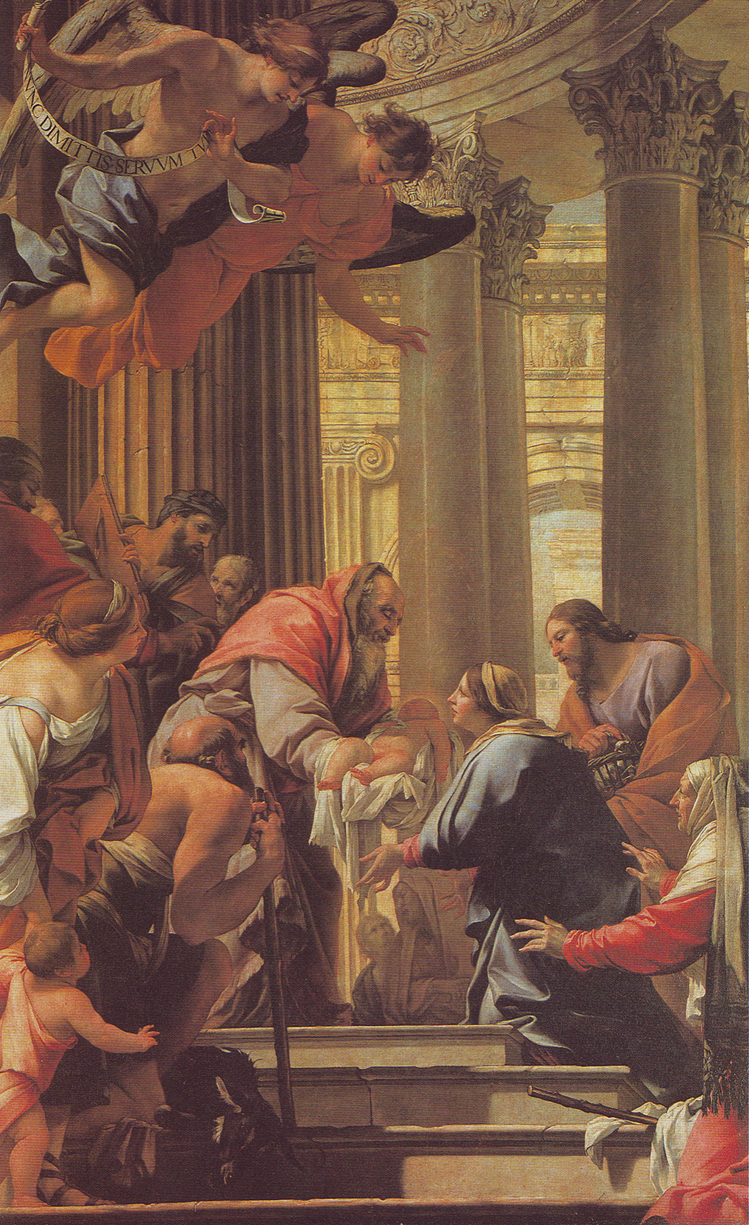
معرفی عیسی در معبد (۱۶۴۱), لوور، «از بزرگترین شاهکارهای نقاشی یادبود قرن هفدهم».

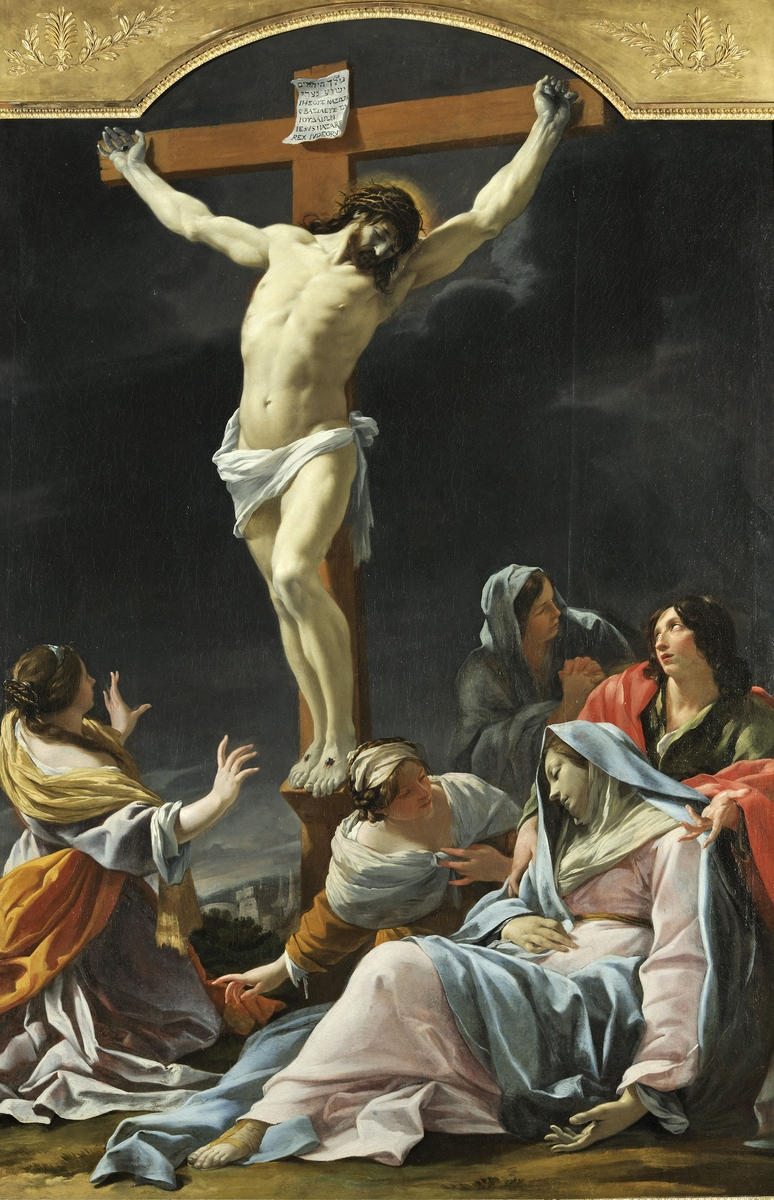
تصویر عیسی بر بالای صلیب (۱۶۳۶–۱۶۳۷), موزه هنرهای زیبای لیون

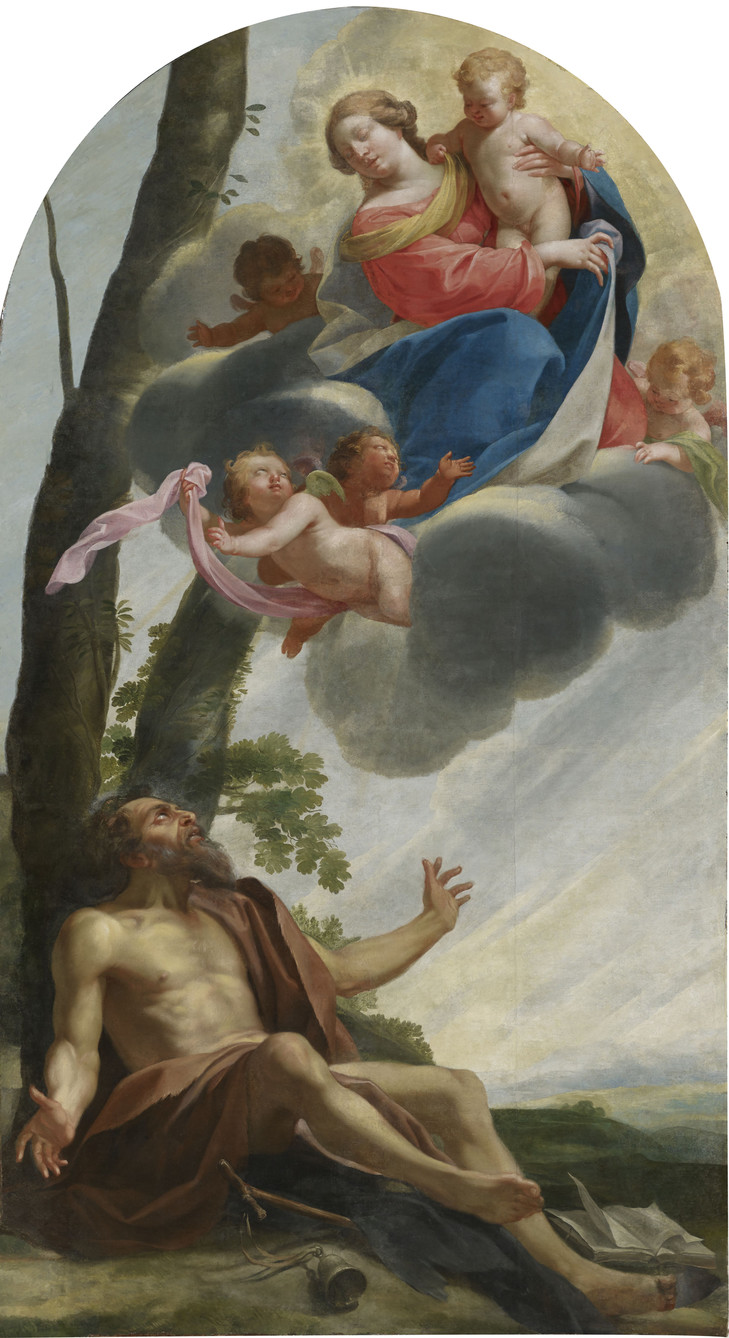
تجلی از باکره و نوزاد عیسی به سن آنتونی (۱۶۳۰–۱۶۳۱), کلیسای سن-روش کبک

## آثار

### نقاشی‌ها

#### پاریس،لوور
- شاهزاده مارکانتونیو دوریا دانگری (۱۶۲۱)
- سن ویلیام آکیتن  (۱۶۲۲–۱۶۲۷)
- خاندان مقدس با سنت الیزابت و نوزاد ژان باتیست (۱۶۵۰–۱۶۲۵)
- تمثیل ثروت (حدود ۱۶۳۵–۱۶۴۰)
- تمثیل خیریه (۱۶۳۰–۱۶۳۵)
- شتیون چپ دست (۱۶۳۵–۱۶۳۲)
- تمثیل فضیلت (حدود ۱۶۳۴)
- خیریه آسمانی (حدود ۱۶۴۰)
- نمایش عیسی در معبد (۱۶۴۱)
- Hesselin Madonna یا مدونا با بلوط برش خورده (حدود ۱۶۴۰–۱۶۴۵)
- پرتره لوئی سیزدهم بین دو چهره زن نمادی از فرانسه و ناوار (۱۶۴۳)

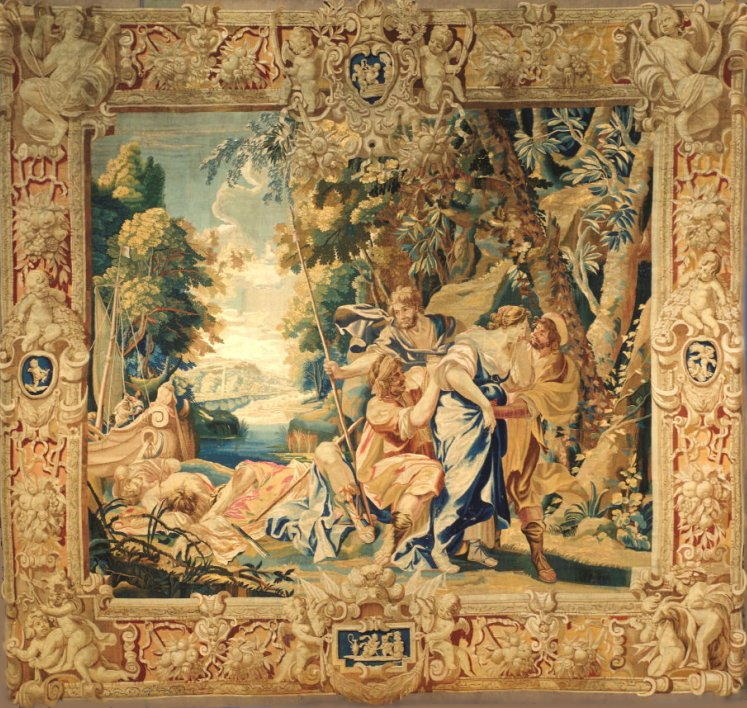
شریکلا توسط دزدان دریایی ربوده شد (حدود ۱۶۳۴–۳۵), یکی از شش طرح پرده نقش دار ووئه در لژیون هونر، سان فرانسیسکو

- پرتره یک مرد جوان

## گالری نقاشی (به ترتیب زمانی)

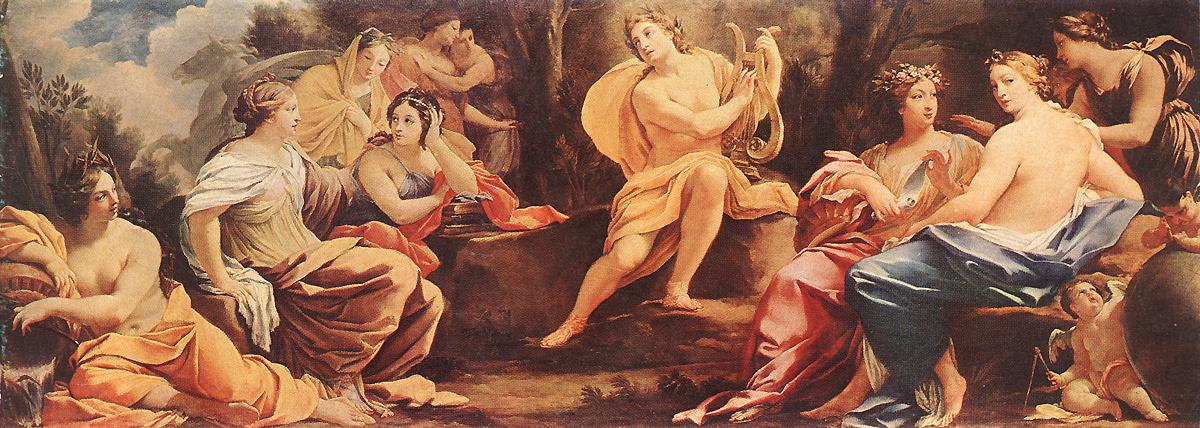
پارناسوس ، یا آپولو و موزها (حدود ۱۶۴۰), موزه هنرهای زیبا، بوداپست

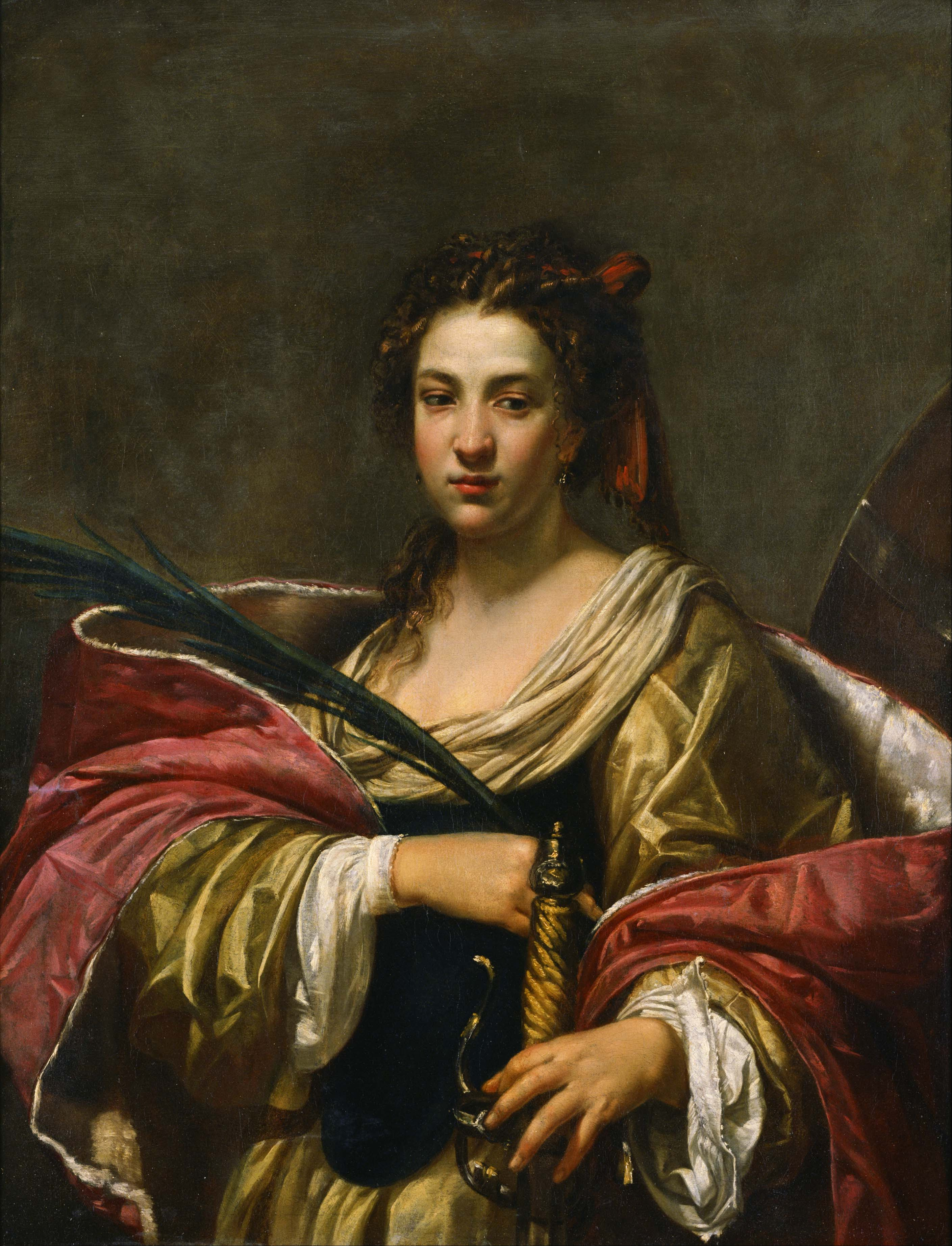
سنت کاترین، موزه ملی هنر غرب، توکیو
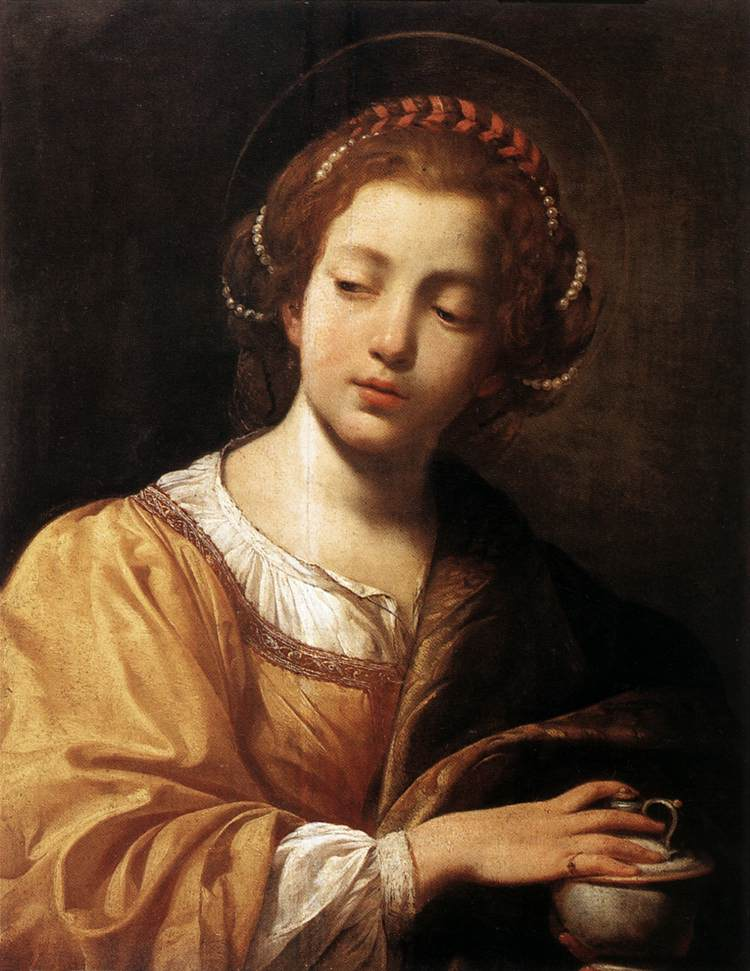
ماری مگدالن (۱۶۱۴–۱۶۱۵), کورینل پالاس، رم
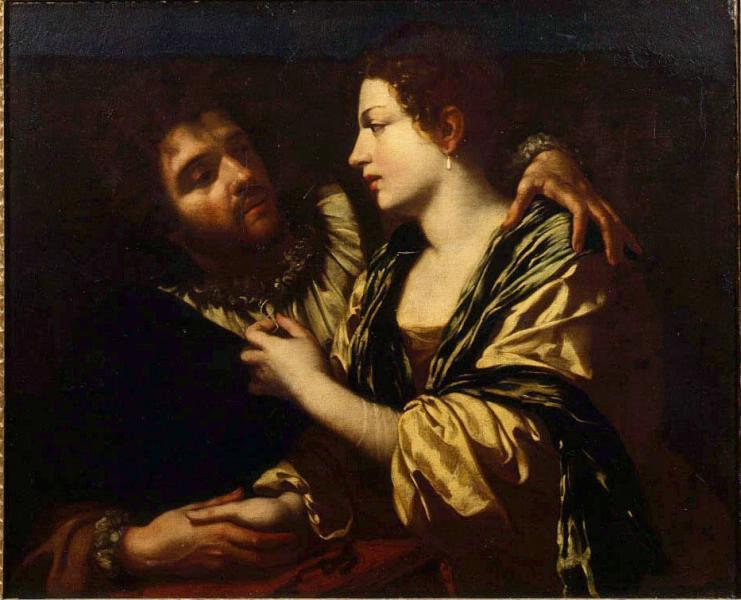
عاشقان (۱۶۱۴–۱۶۱۸), موزه پوشکین، مسکو
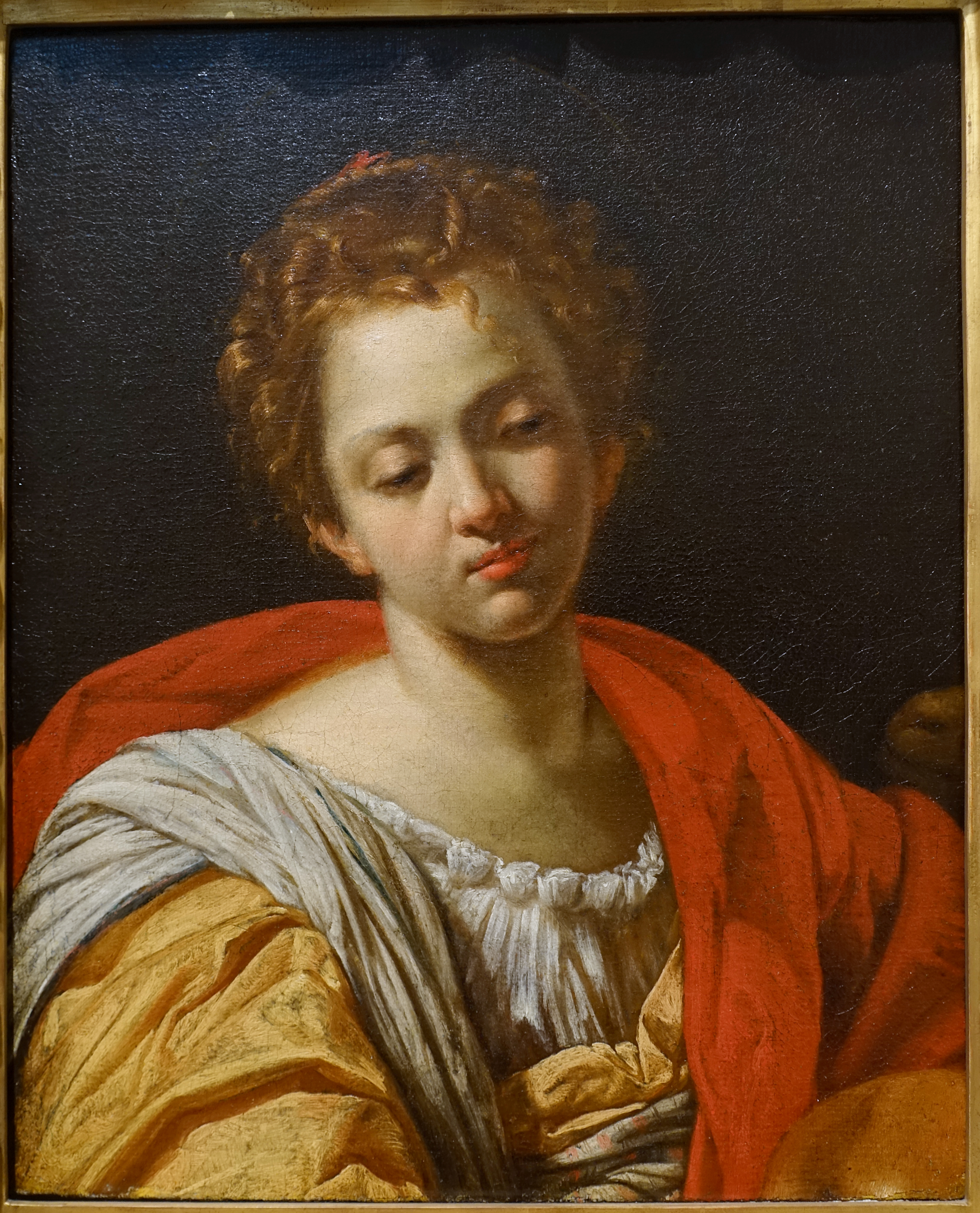
سنت اگنس (حدود ۱۶۱۵), موزه هنر بلنتون
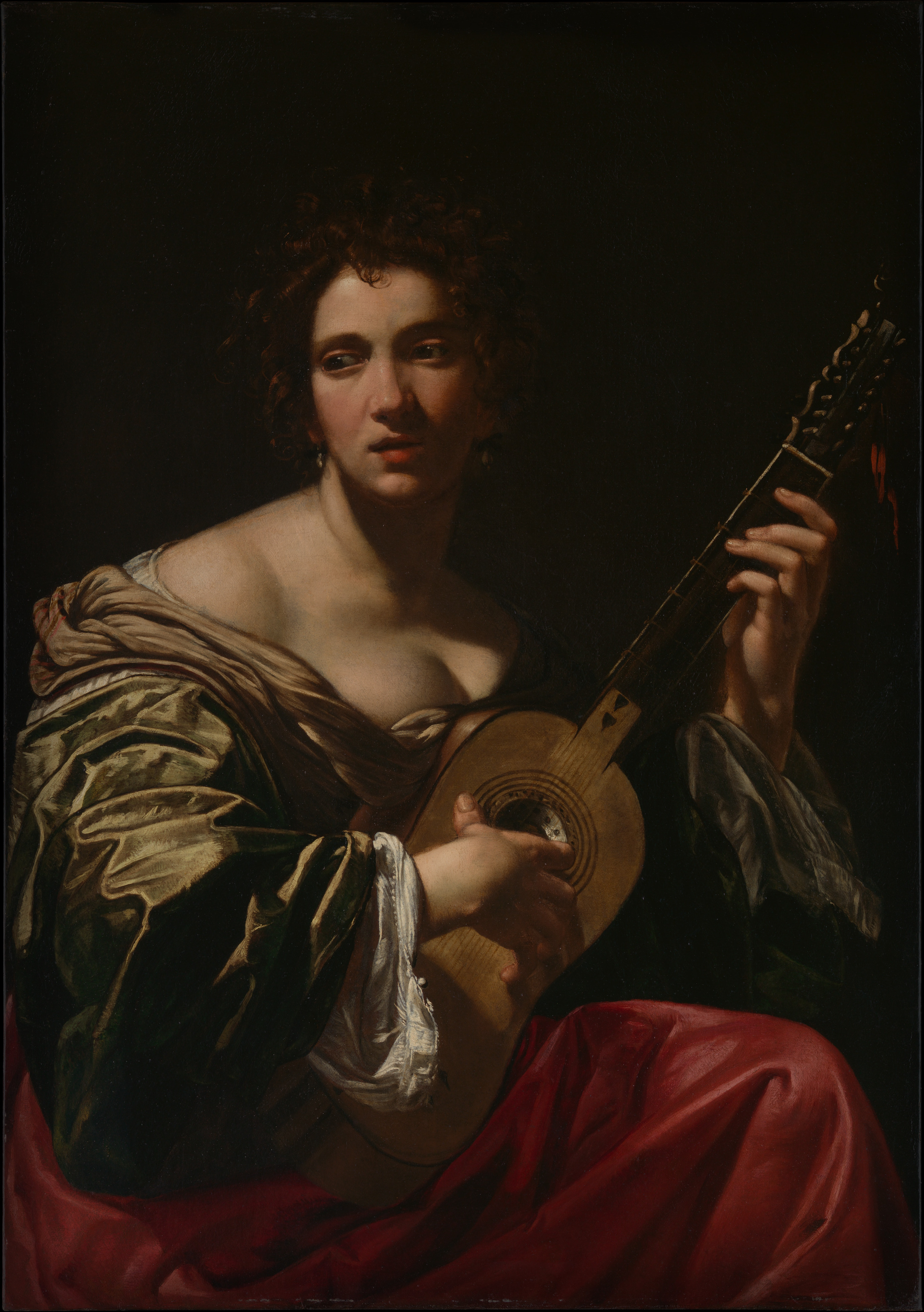
زن در حال نواختن گیتار (حدود ۱۶۱۸), موزه متروپولیتن نیویورک
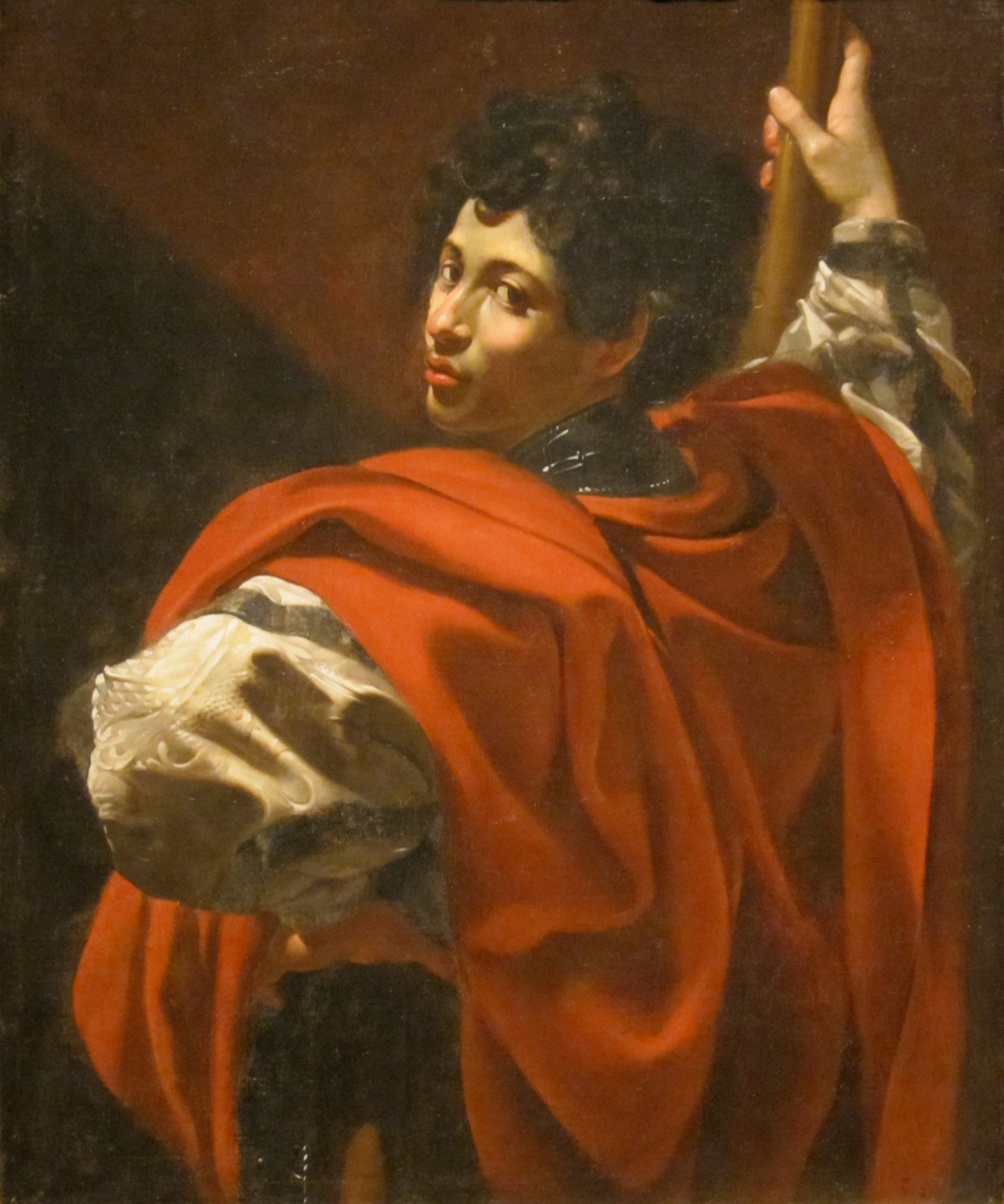
هالبردیه (حدود ۱۶۱۵–۱۶۲۰), موسسه هنری دیتون
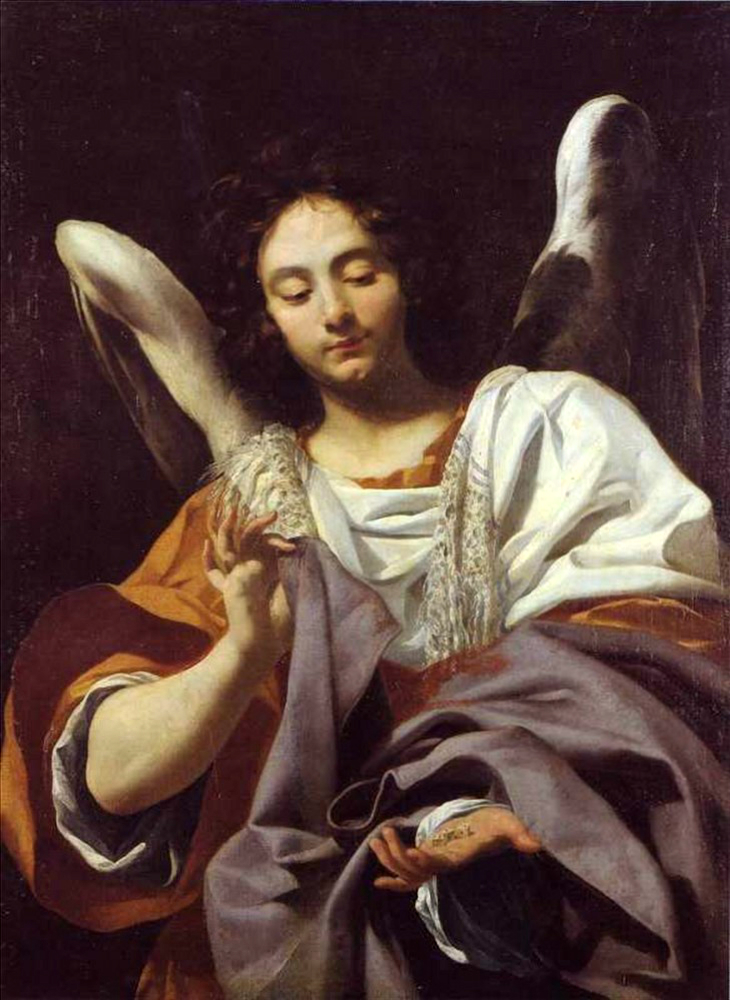
فرشته با تاس و تونیک (۱۶۱۵–۱۶۲۵), موزه کاپودیمونته، ناپل
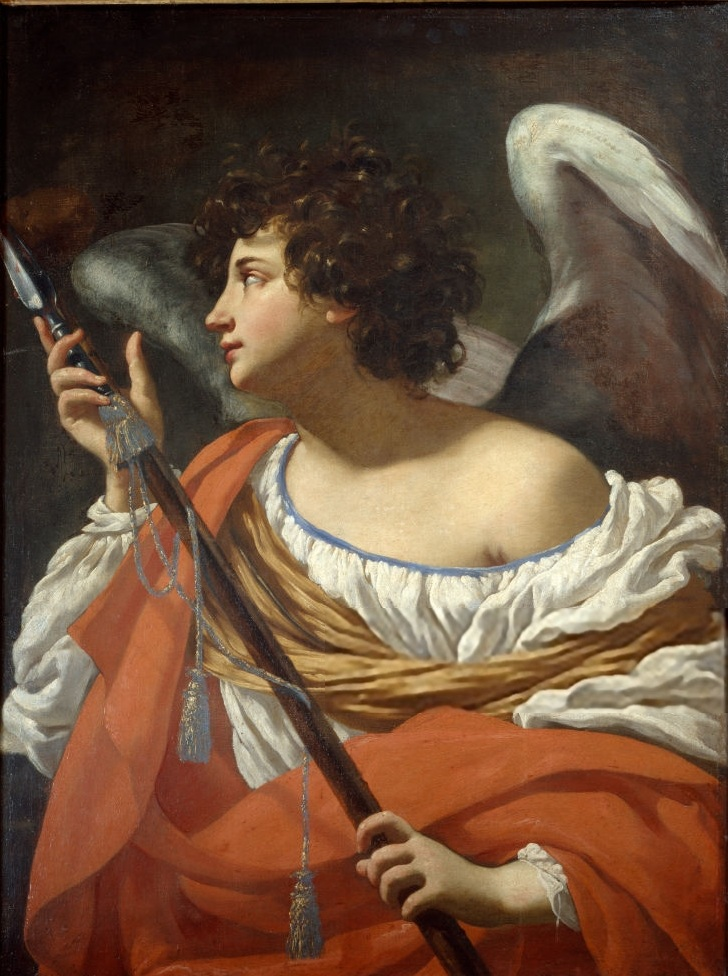
فرشته با نیزه و احساسات شدید (۱۶۱۵–۱۶۲۵), موزه کاپودیمونته، ناپل
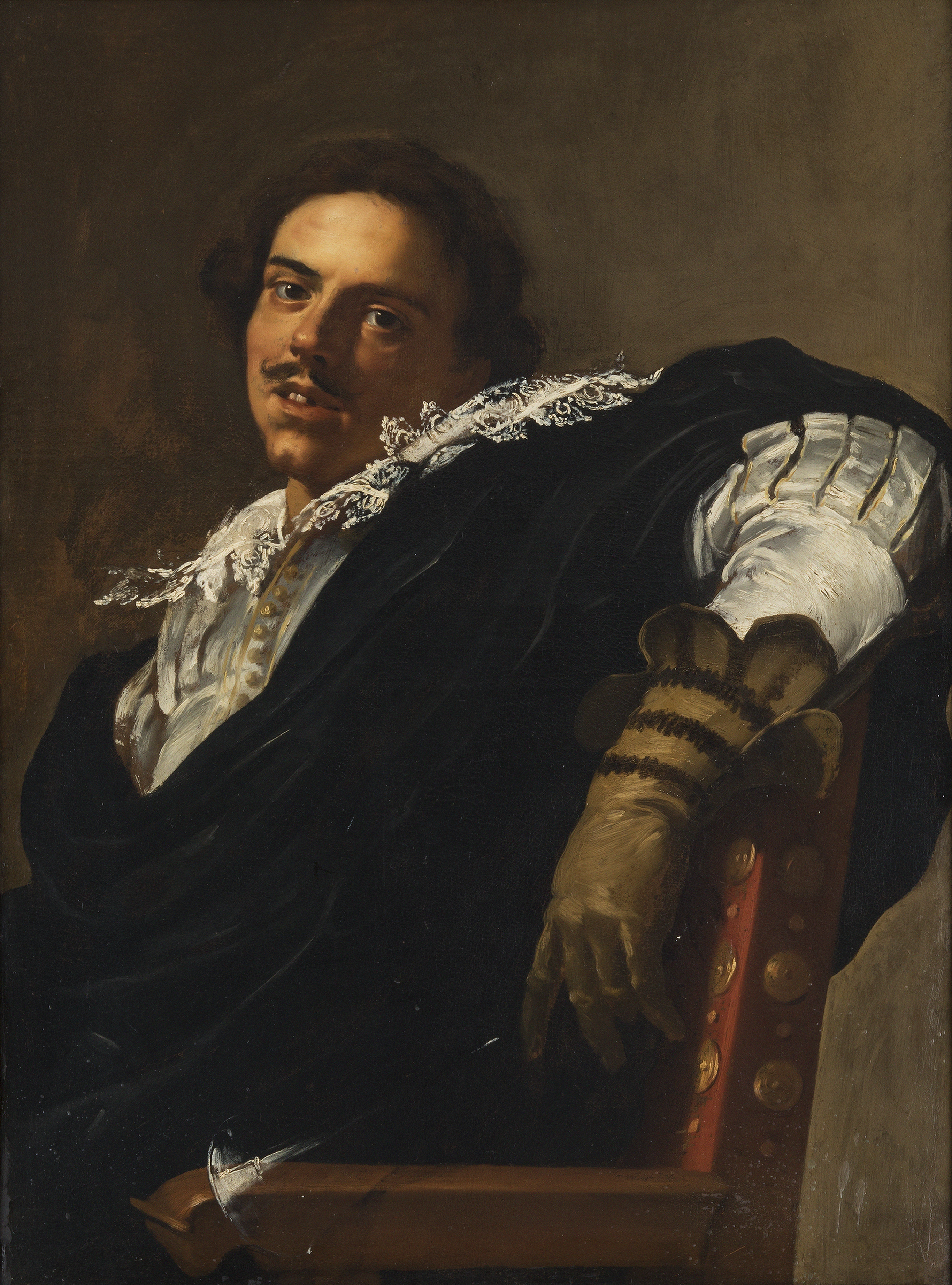
پرتره یک جنتلمن (حدود ۱۶۲۰), موزه هنر بلنتون
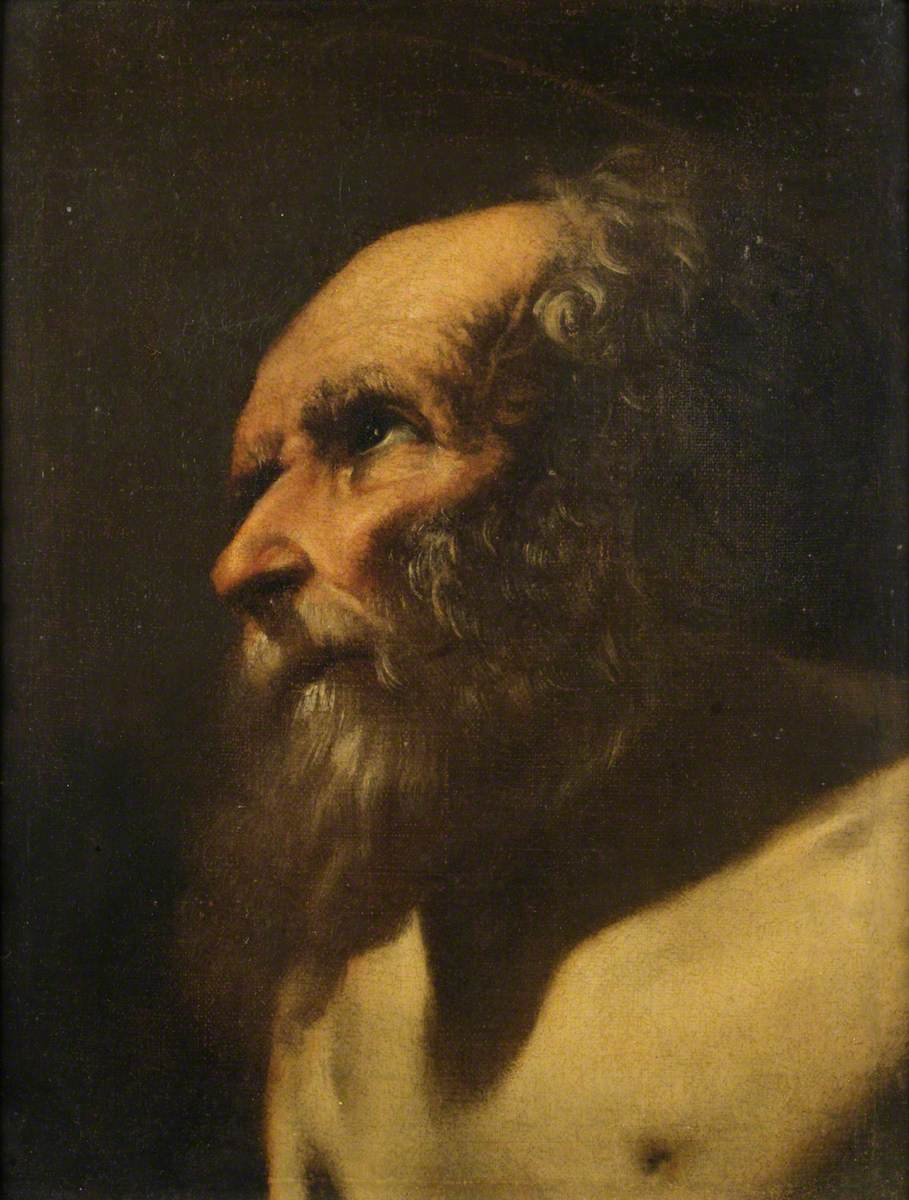
سن ژروم ( حدود ۱۶۲۰), کتابخانه ملی ولز، ولز
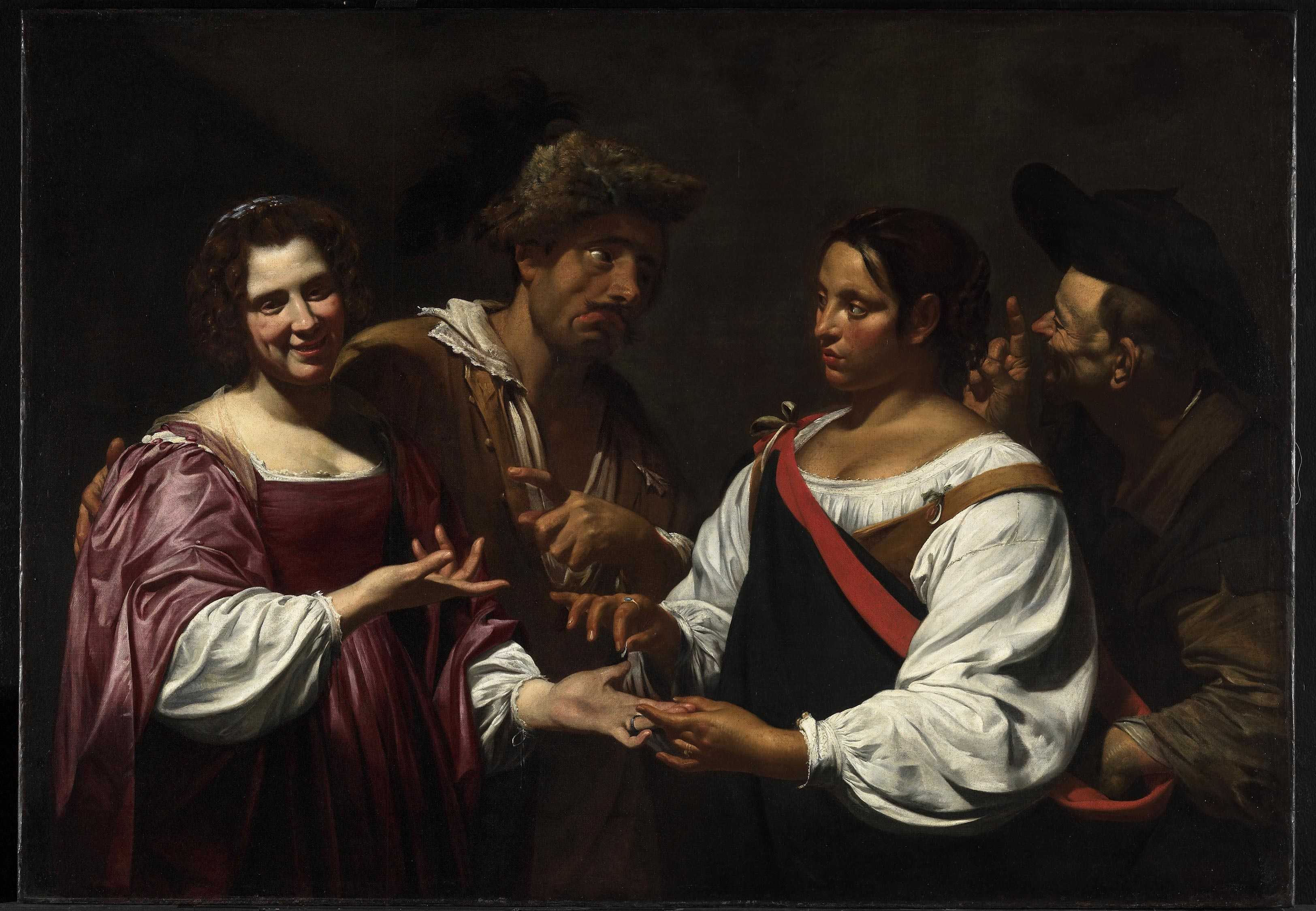
پیشگو (حدود ۱۶۲۰), گالری ملی کانادا
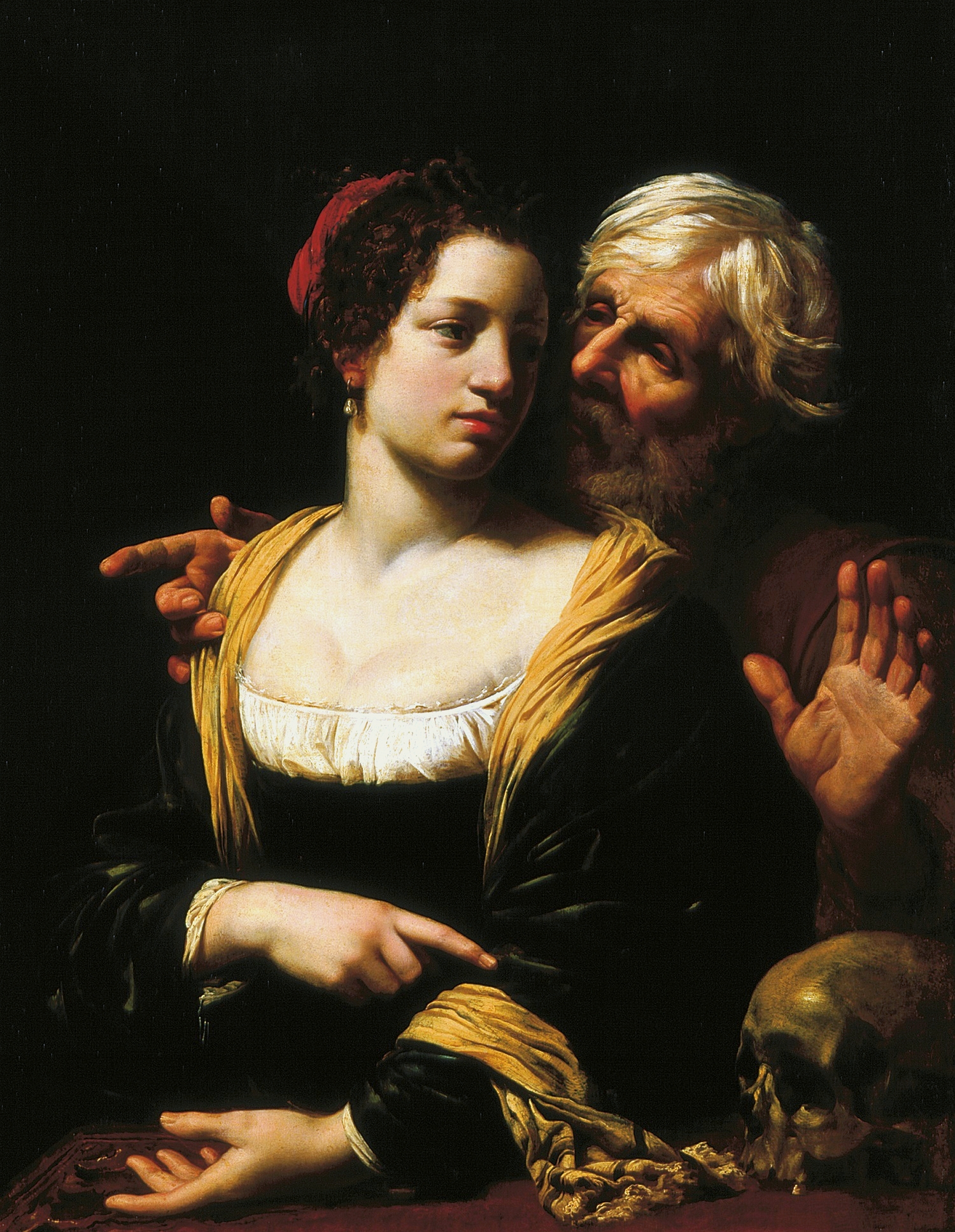
زن و شوهر نامناسب یکدیگر (وانیتاس) (حدود ۱۶۲۱), موزه ملی، ورشو
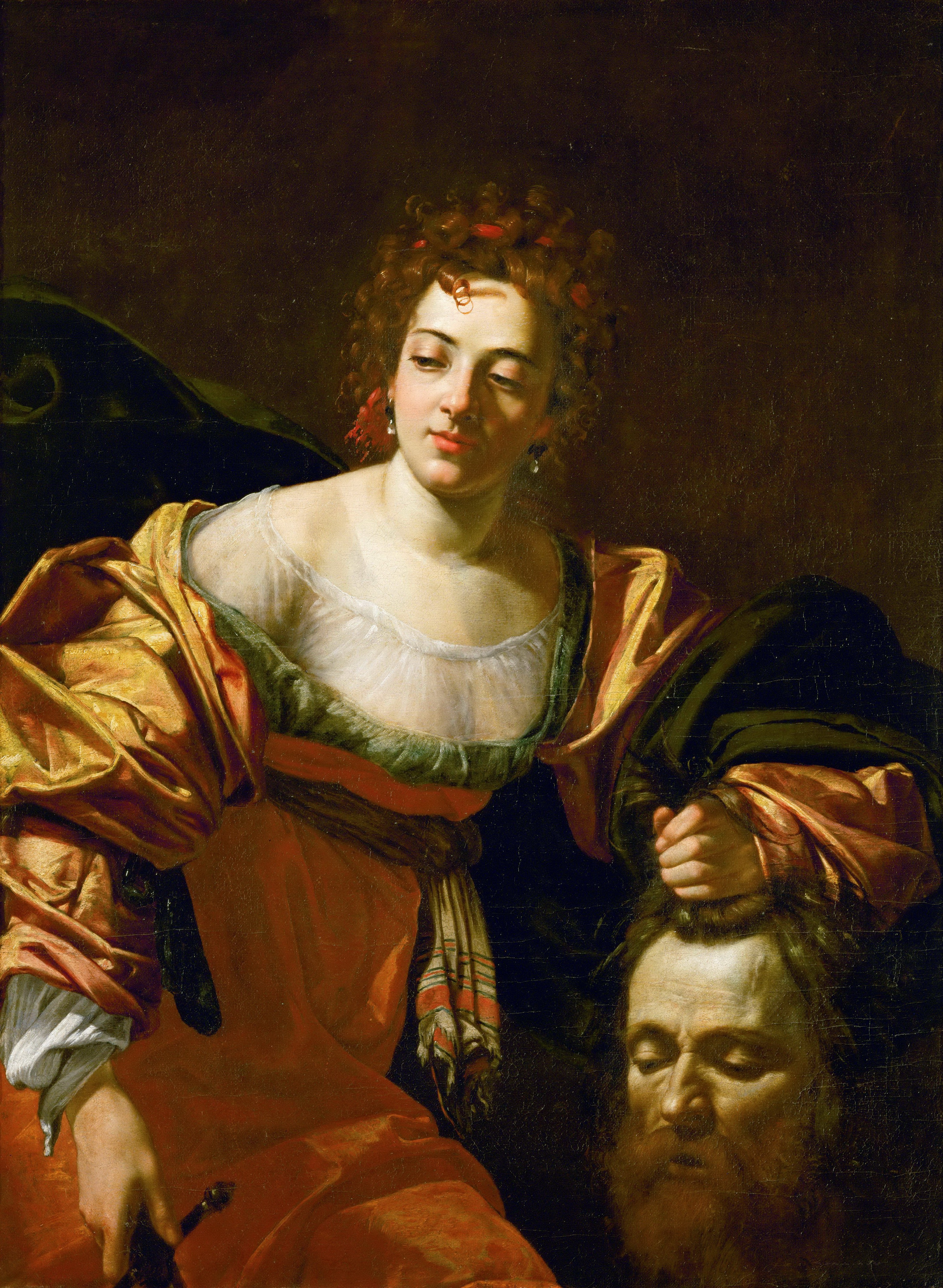
ژودیت (۱۶۲۰–۱۶۲۲), موزه تاریخ هنر، وین
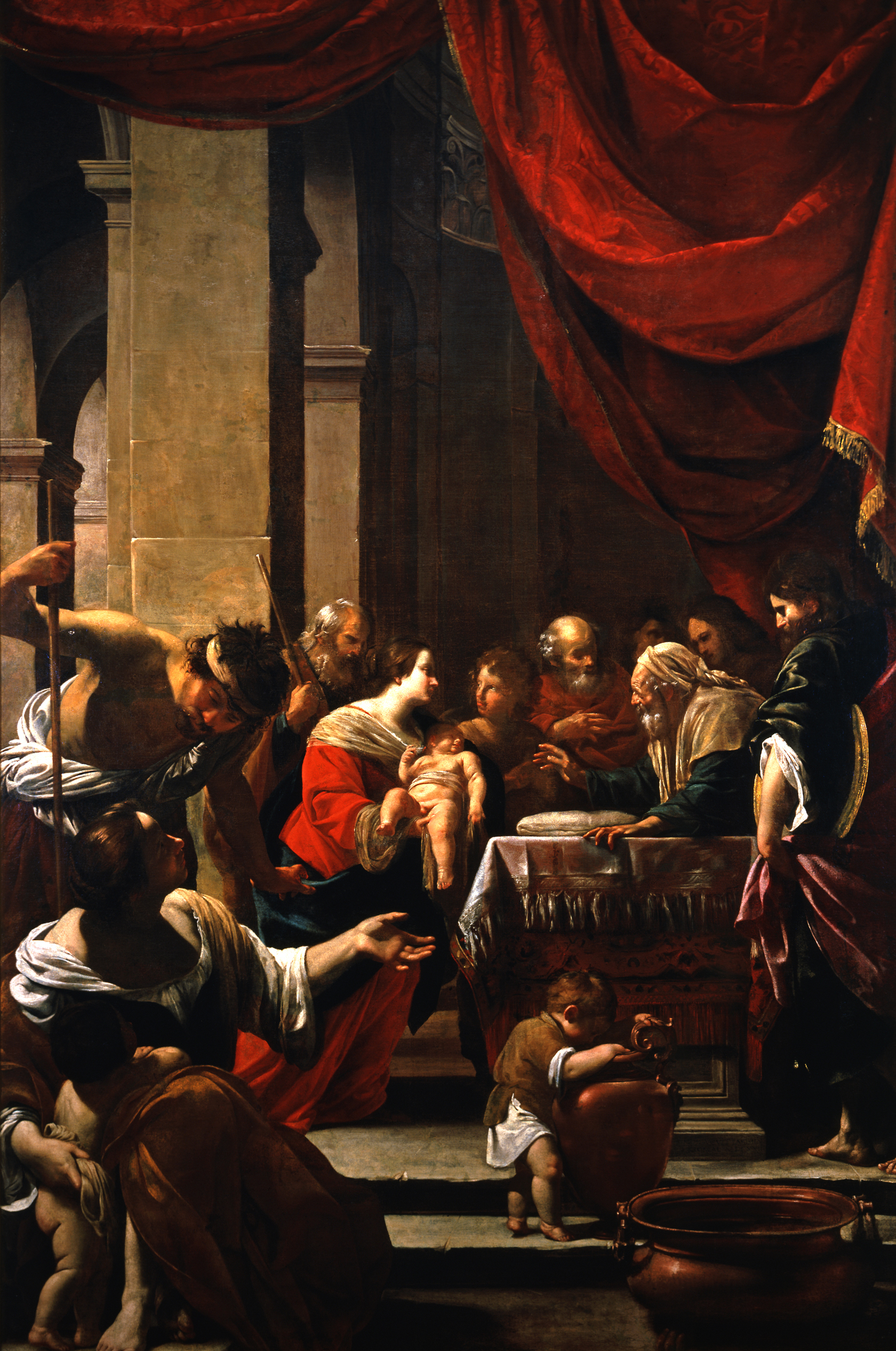
ختنه عیسی (۱۶۲۲), موزه کاپودیمونته، ناپل
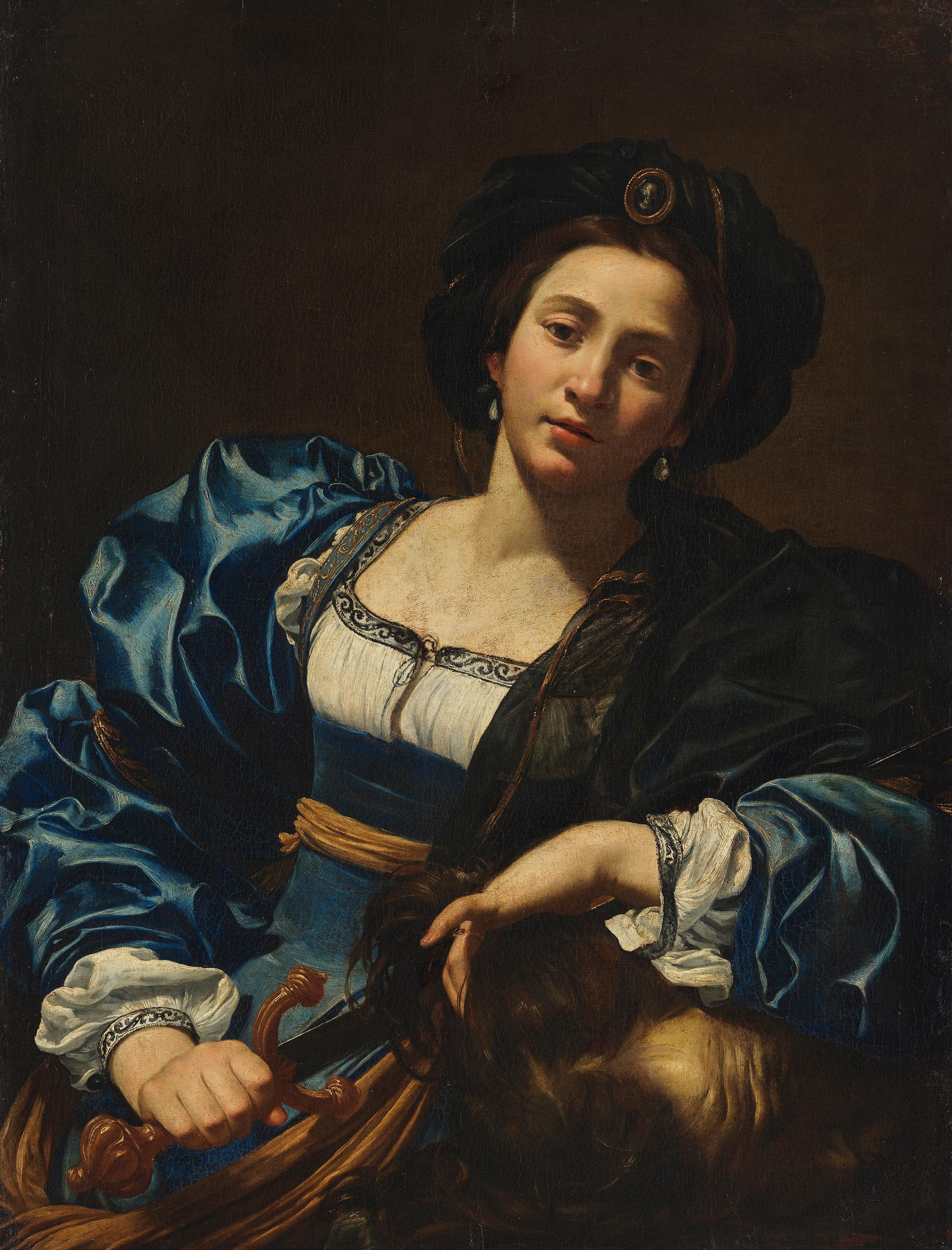
ژودیت (حدود ۱۶۲۰-۱۶۲۵), آلته پیناکوتک، مونیخ
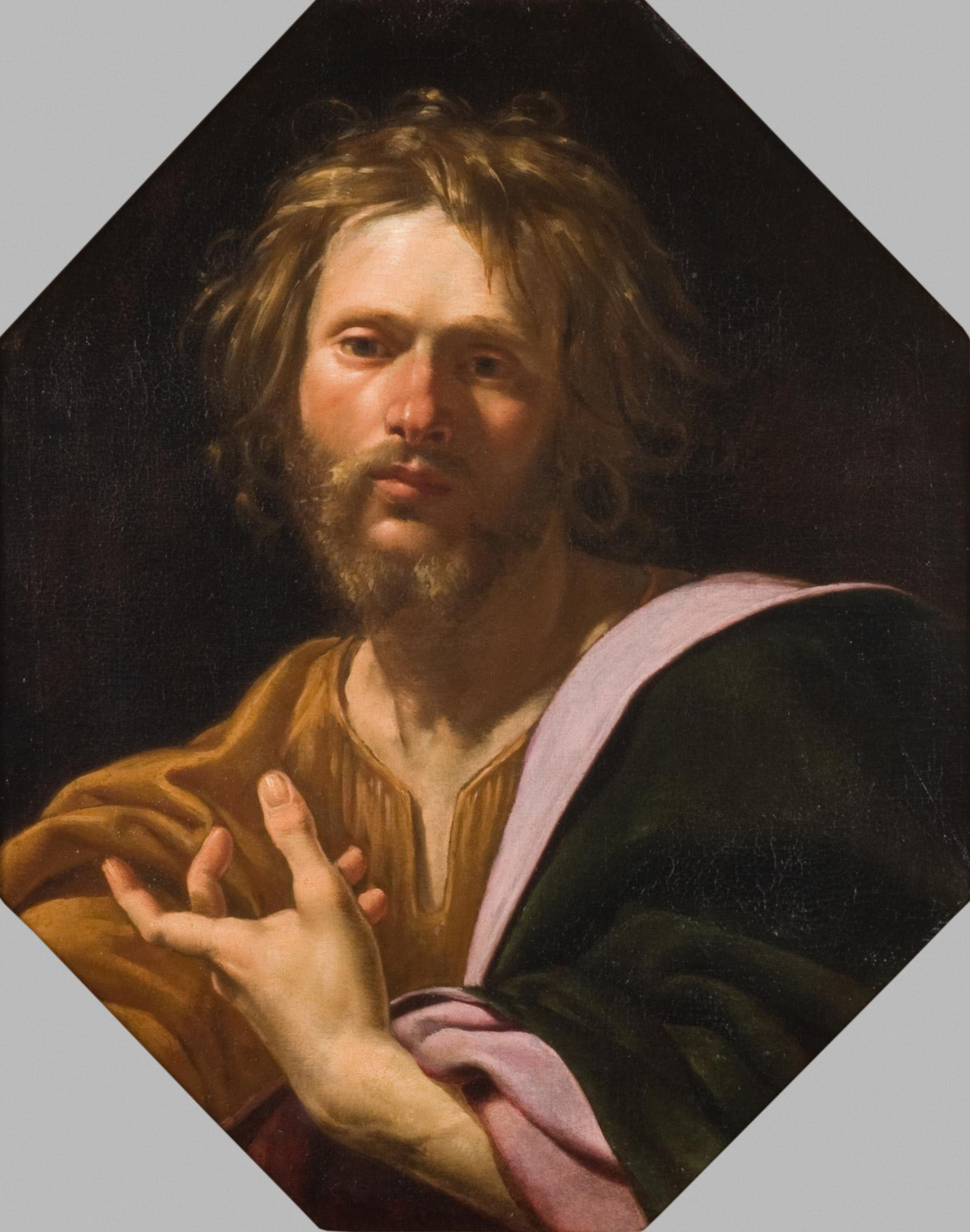
سن لوک (۱۶۲۲–۱۶۲۵), موزه هنر فیلادلفیا
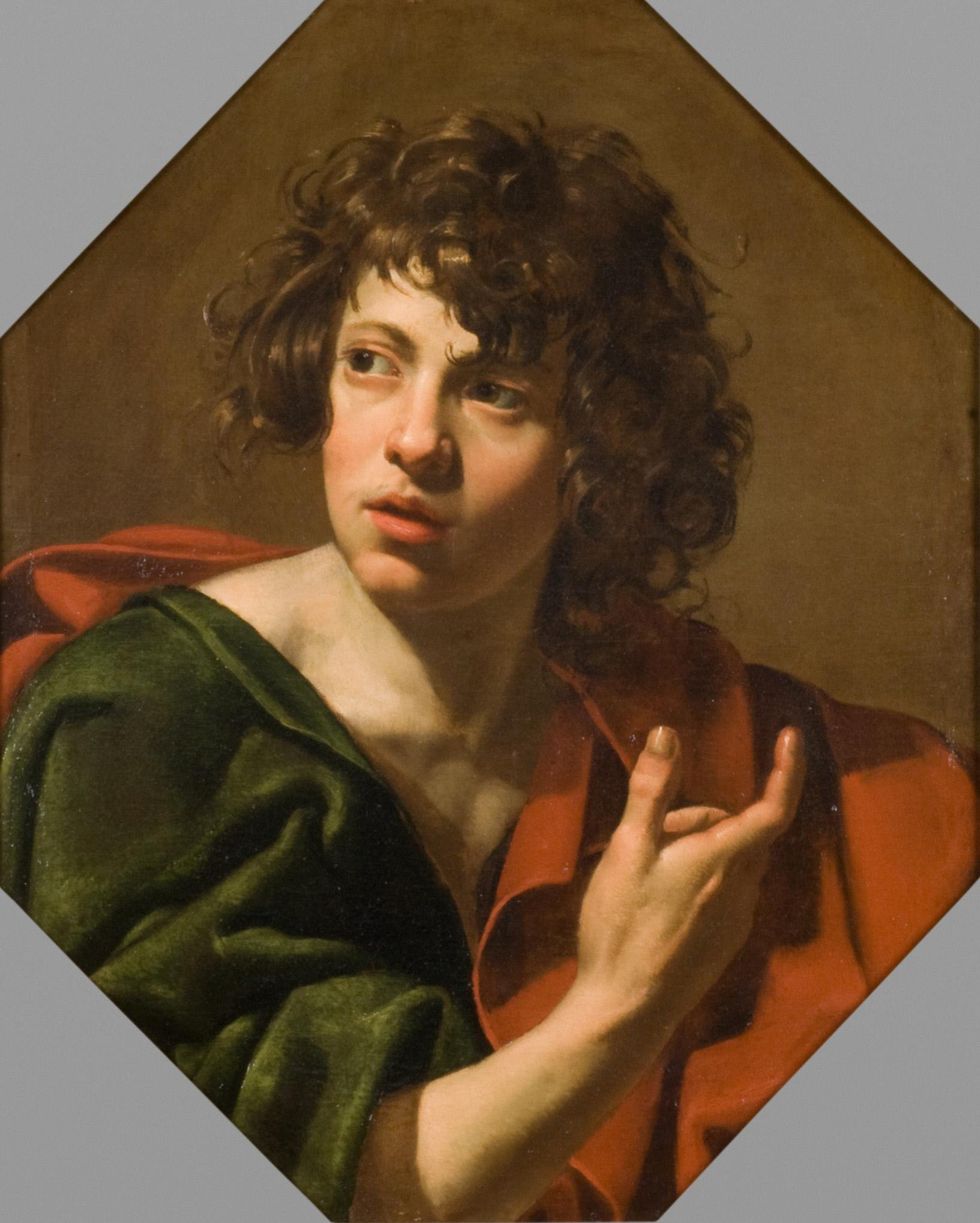
یوحنای مقدس (۱۶۲۲–۱۶۲۵), موزه هنر فیلادلفیا
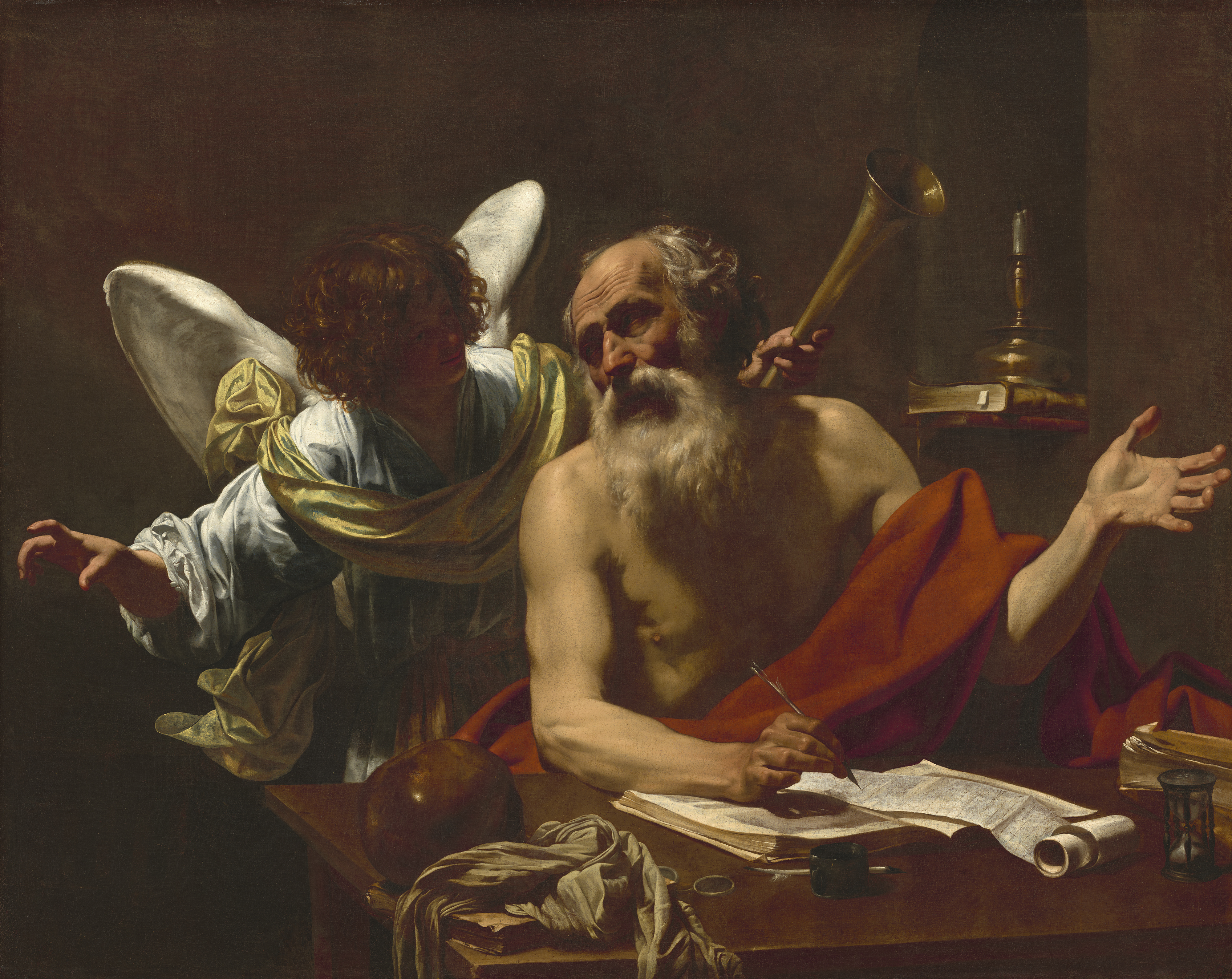
سن ژروم و فرشته (حدود ۱۶۲۲–۱۶۲۵), نگارخانه ملی هنر، واشنگتن دی سی.
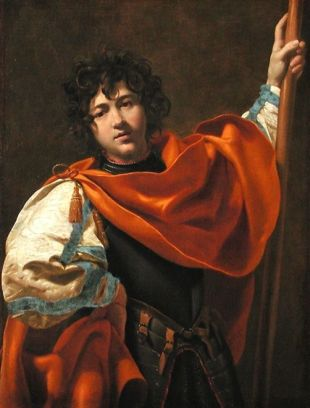
سن ویلیام آکیتن (۱۶۲۲–۱۶۲۷), لوور
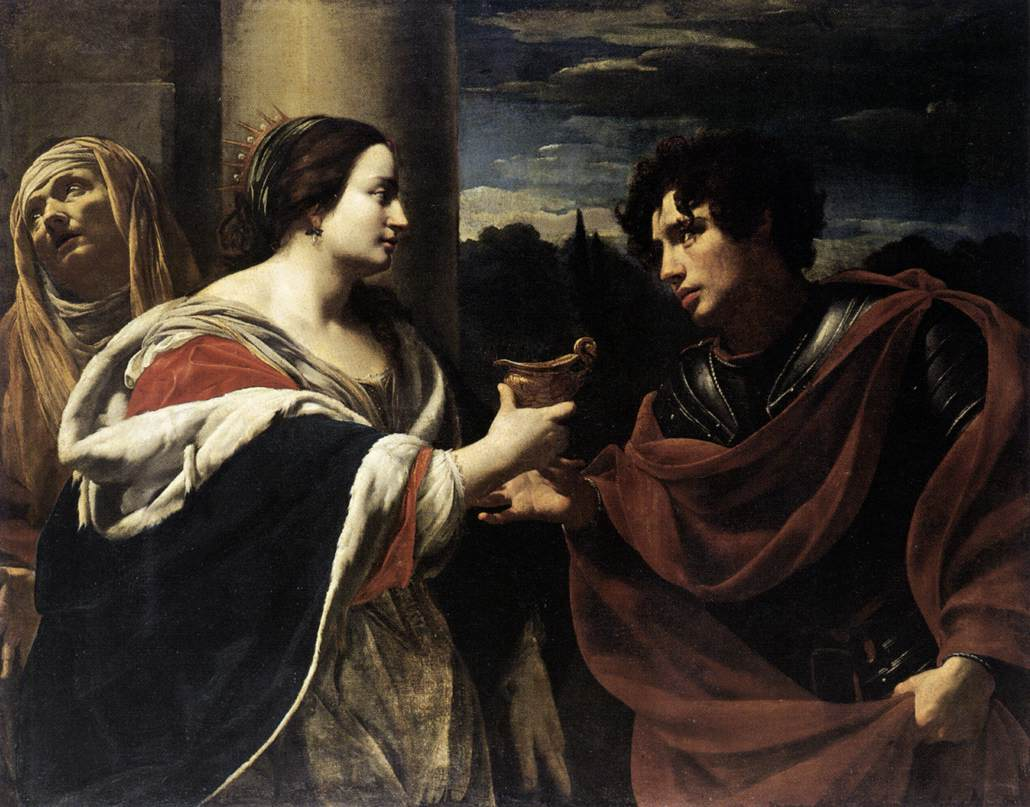
سوفونیسبا در حال دریافت جام مسموم (حدود ۱۶۲۳), گالری نقاشی استادان قدیمی
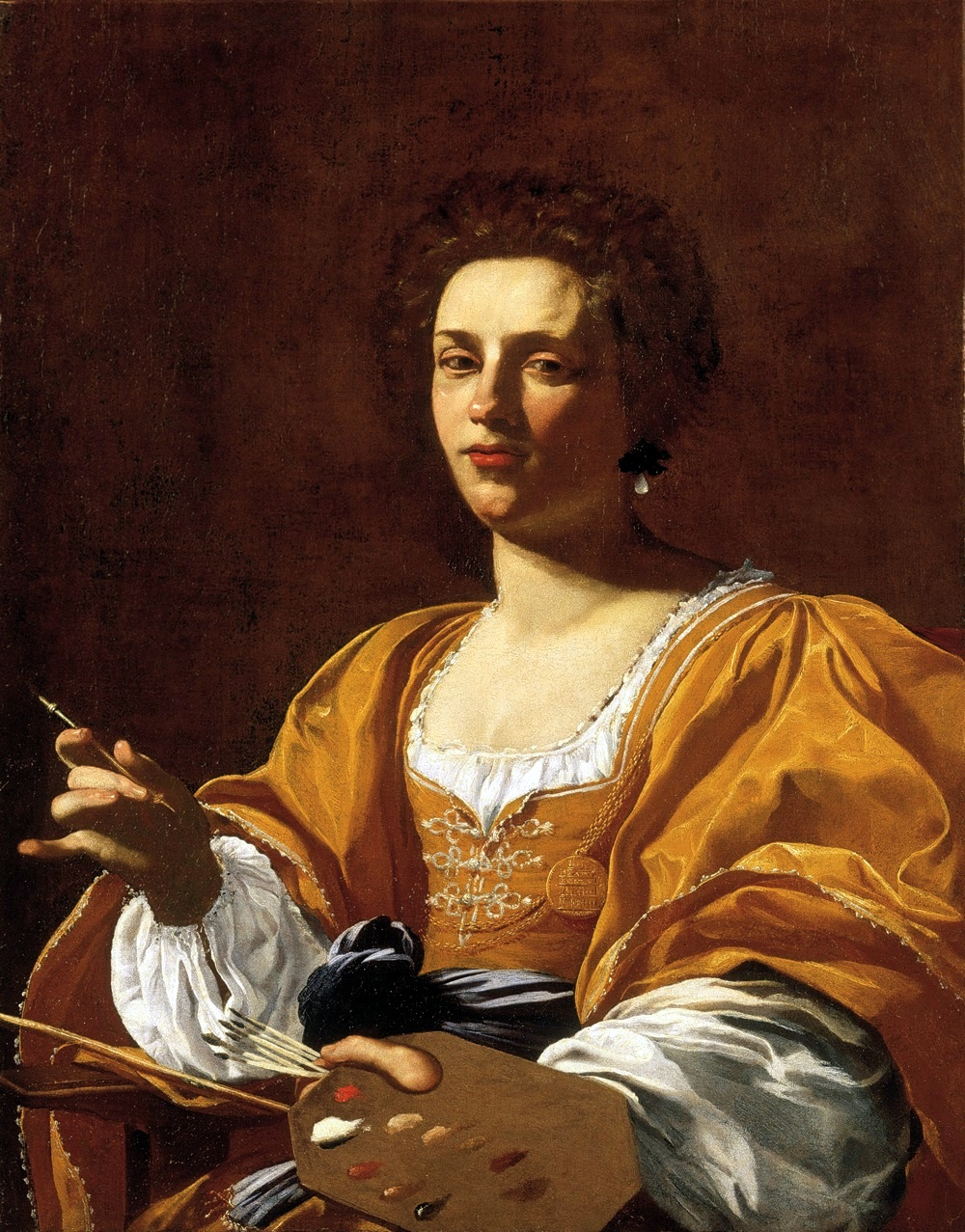
پرتره آرتمیزیا جنتیلسکی با لوازم نقاشی (حدود ۱۶۲۳–۱۶۲۵), کلکسیون شخصی
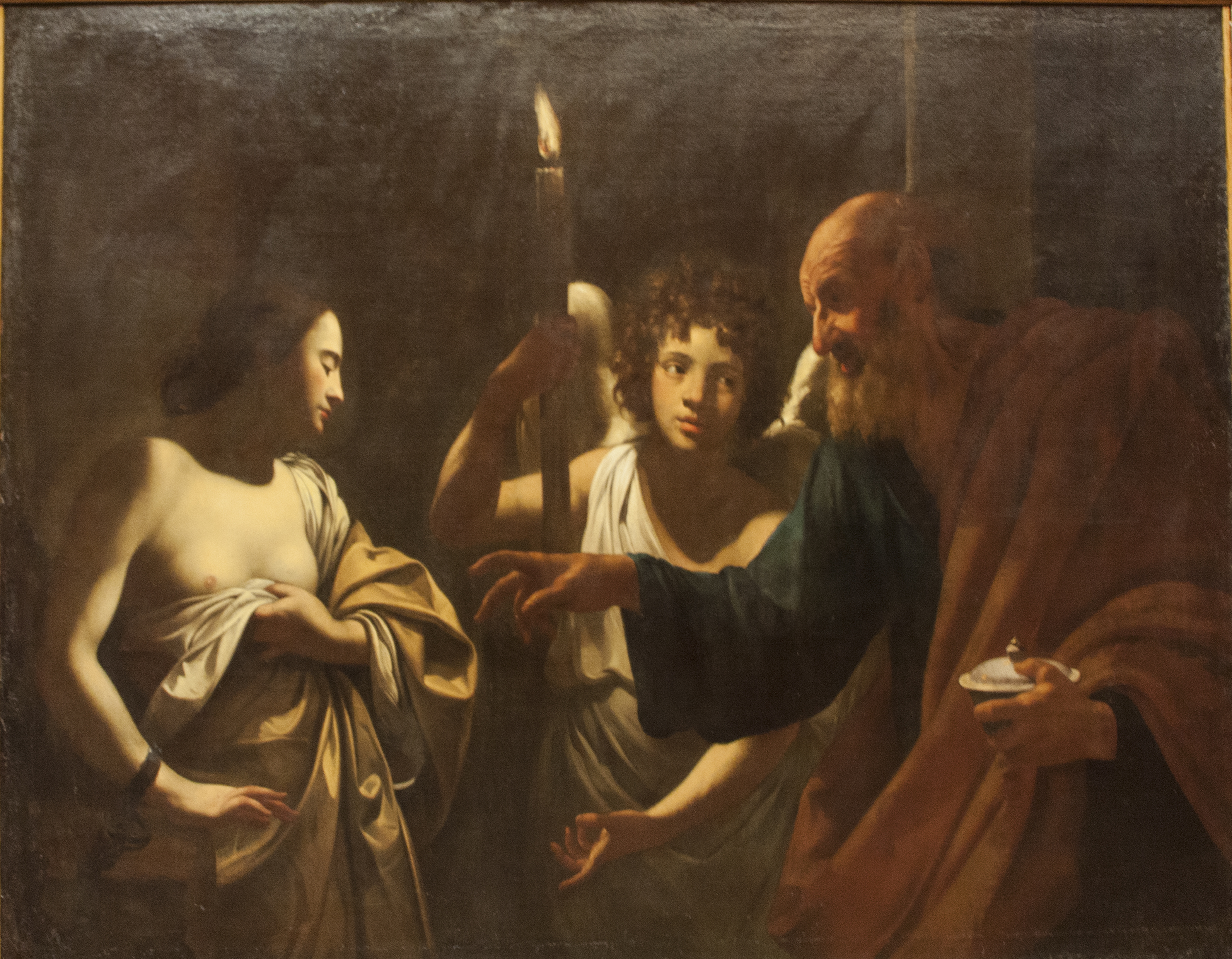
چشم انداز سنت آگاتا از سن پیتر در زندان (حدود ۱۶۲۵), پالاتزو اباتیلیس , پالرمو
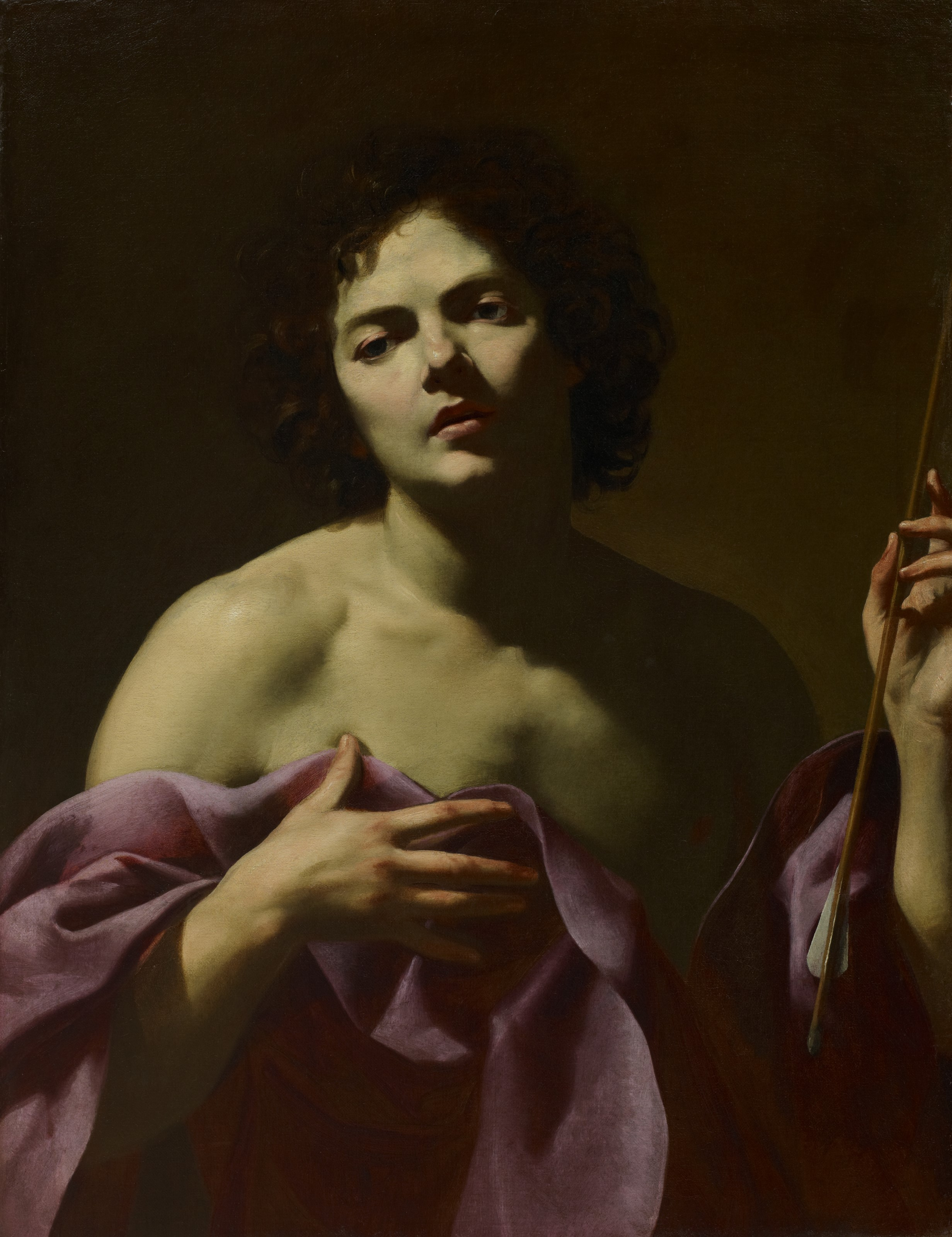
سن سباستین (حدود ۱۶۲۵), موزه هنرهای زیبا (هیوستون)
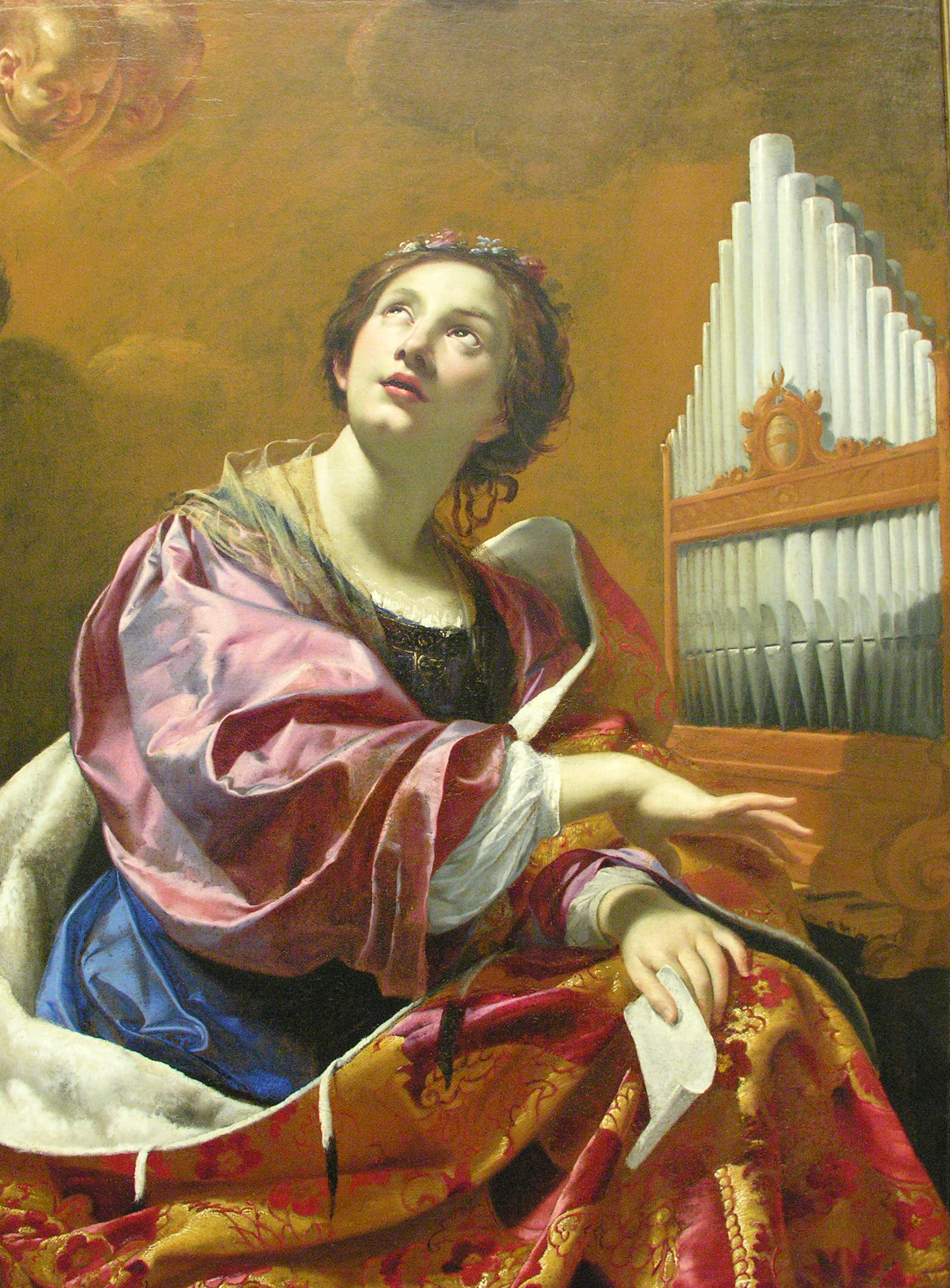
سنت سیسیلیا (حدود ۱۶۲۶), موزه هنر بلنتون
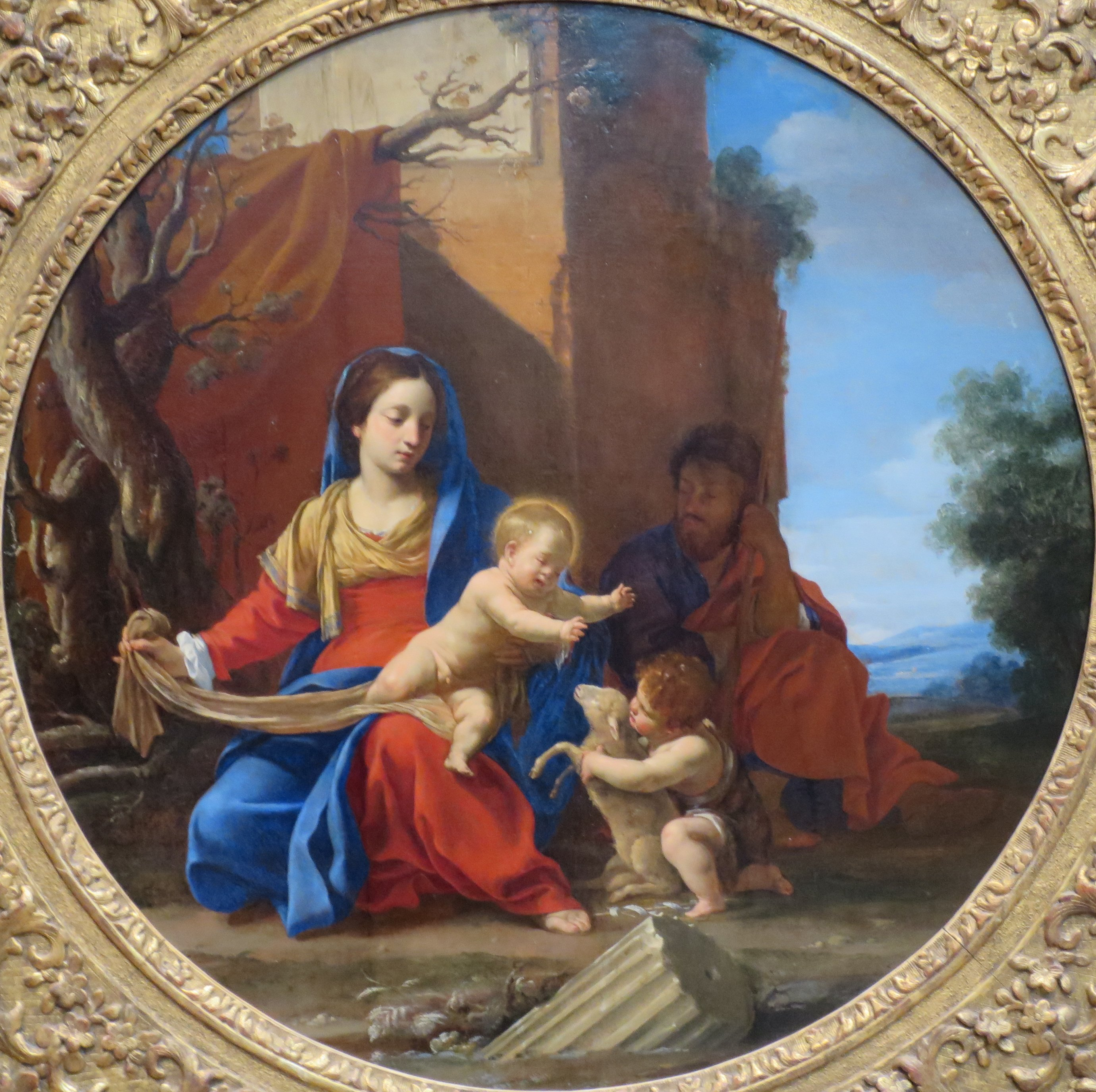
خانواده مقدس با نوزاد مقدس ژن باتیست (۱۶۲۶), لژیون هونر، سانفرانسیسکو
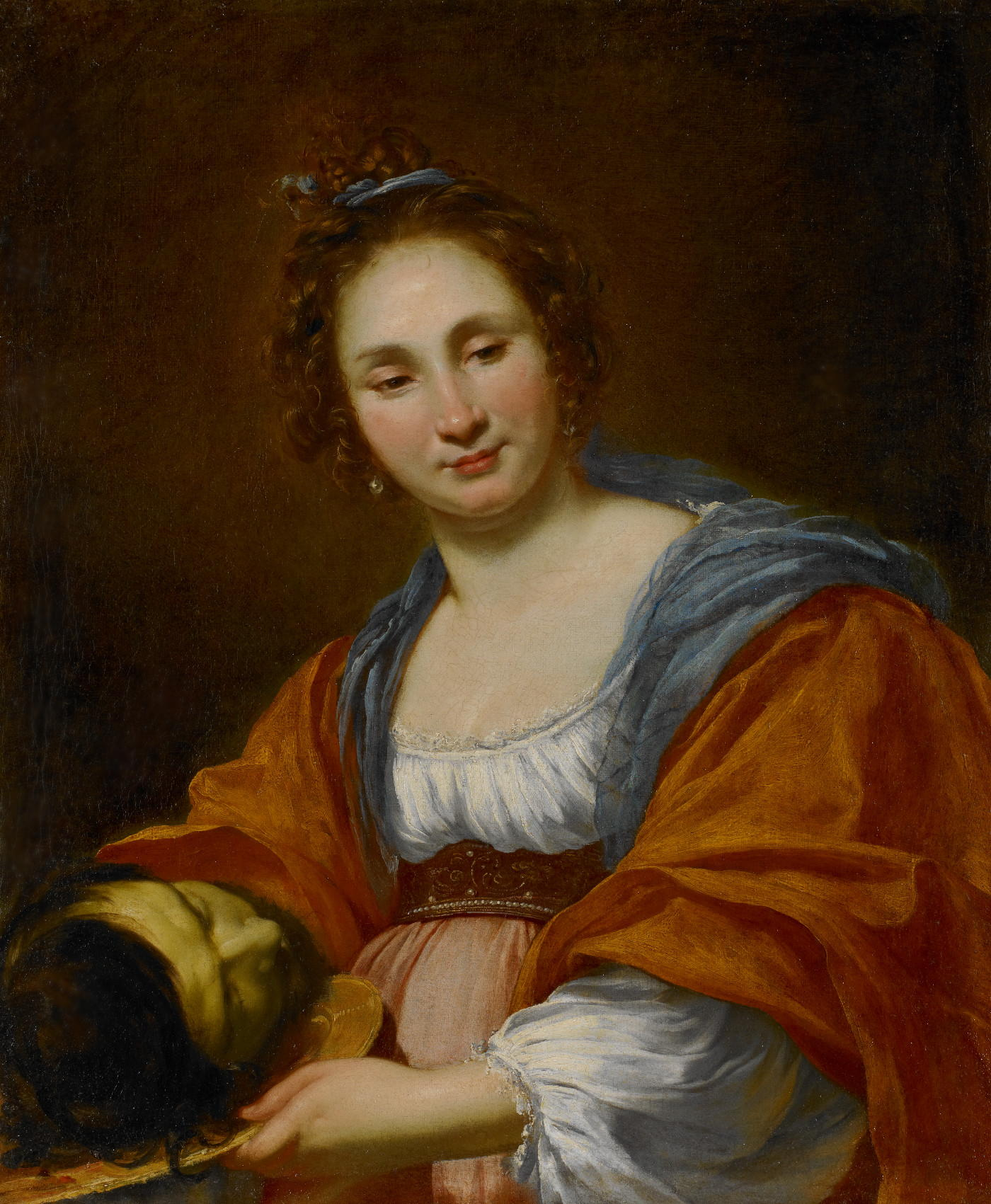
Salome (1626–1627), موزه هنر کراکر، ساکرامنتو
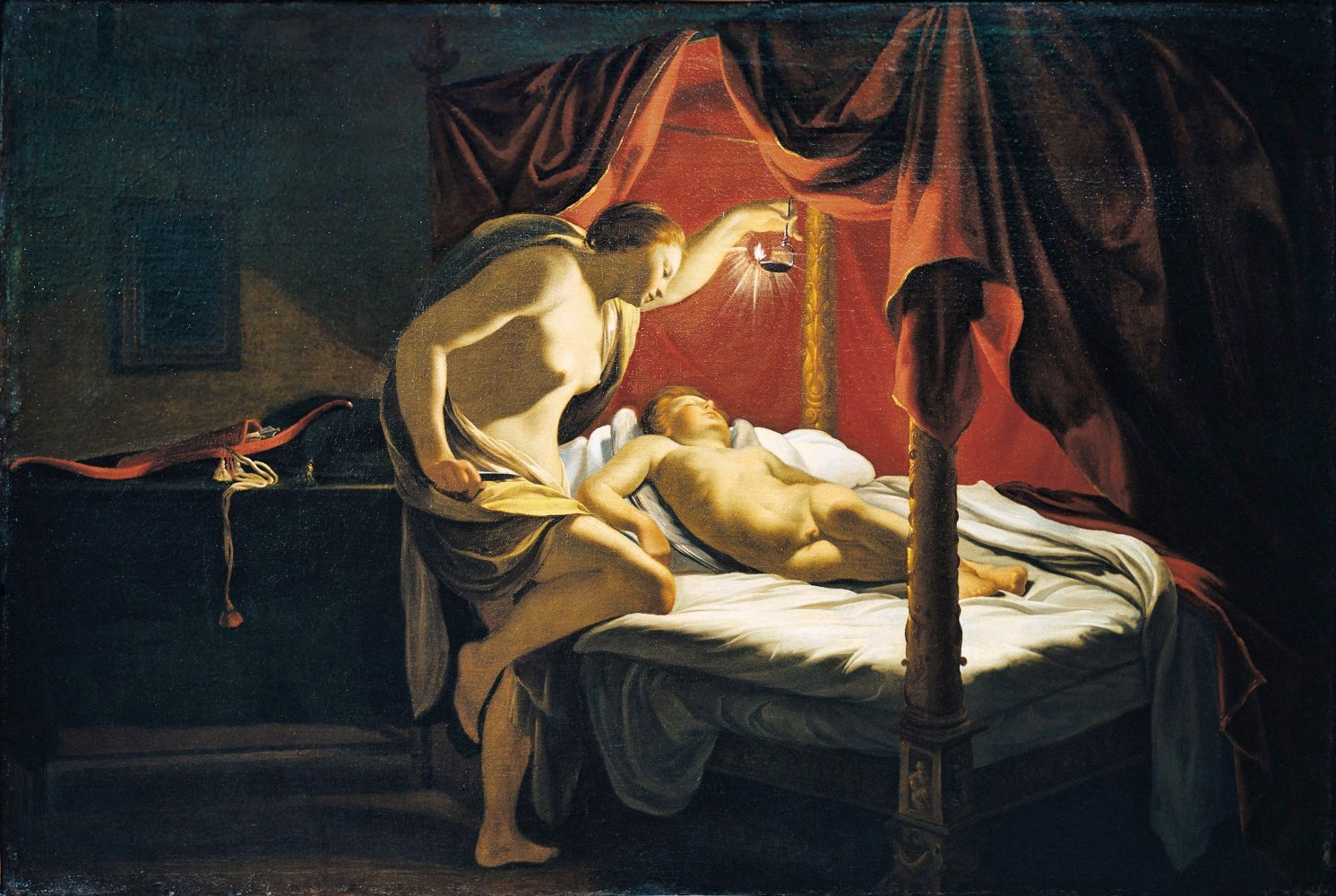
کوپید و پسیش (۱۶۲۶-۱۶۲۹), موزه هنرهای زیبای لیون
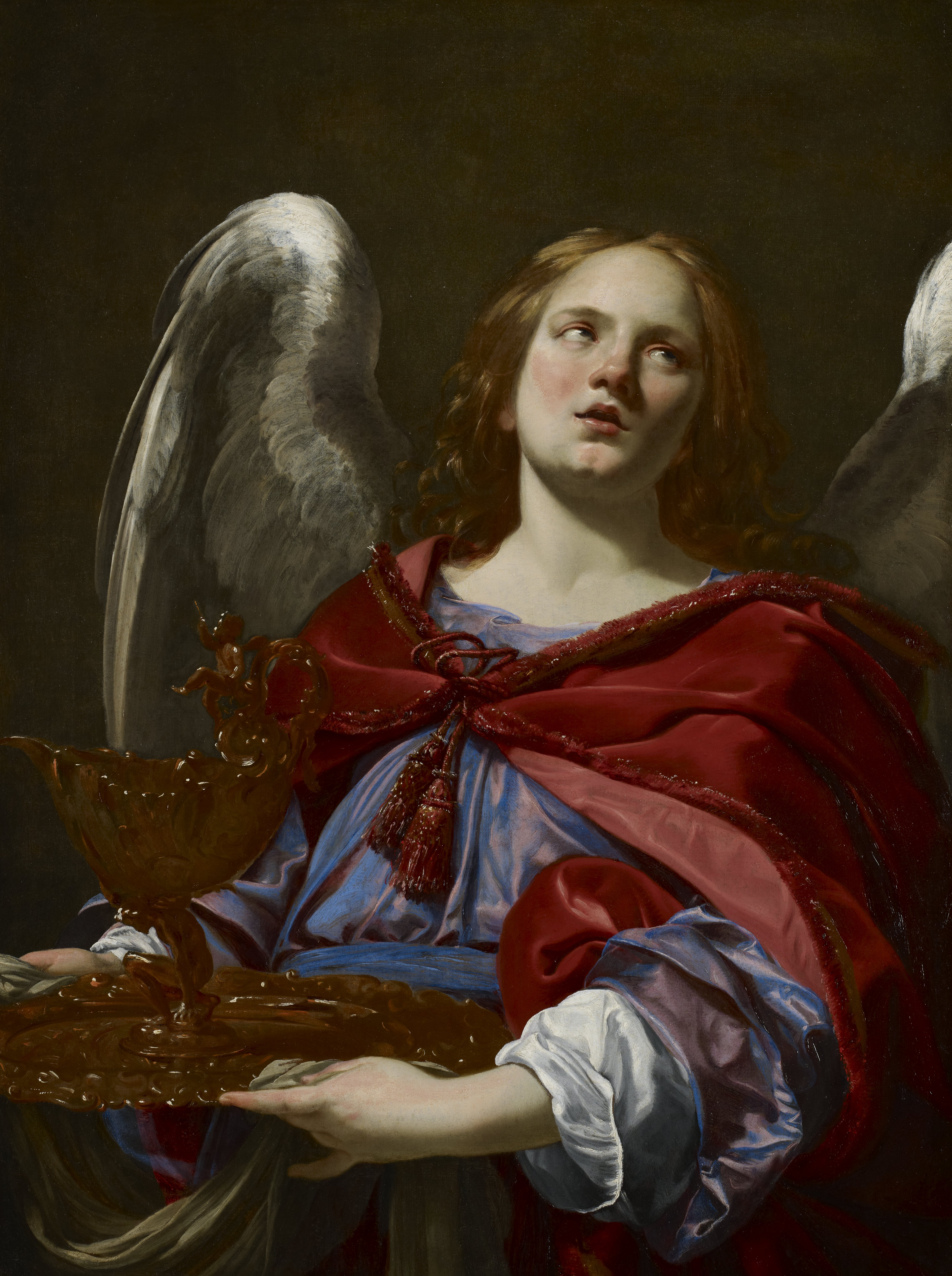
فرشته نگهبان ظرف و حوله برای شستن دستهای پونتیوس پیلات (۱۶۲۷), مؤسسه هنر مینیاپولیس
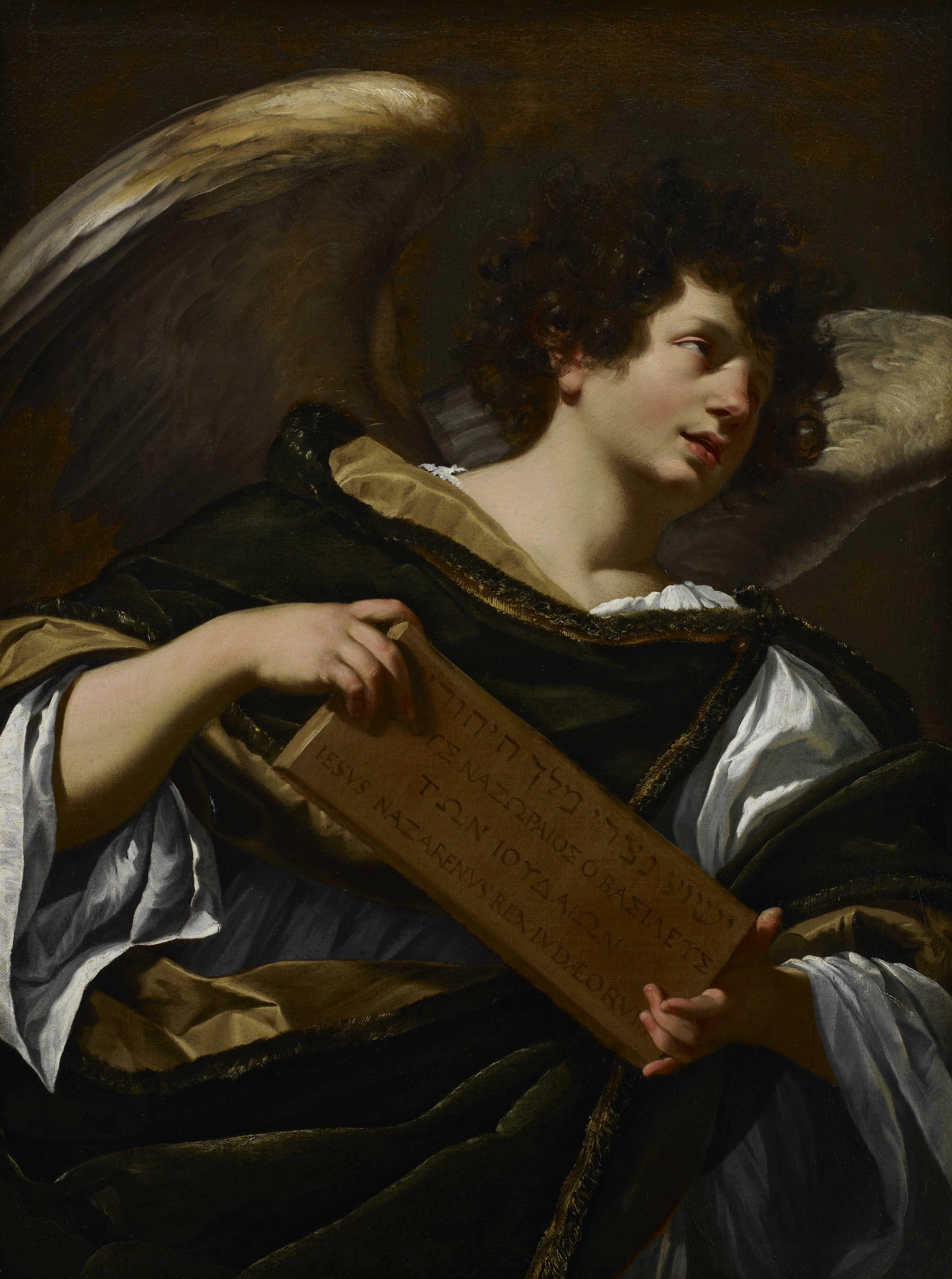
فرشته با سرنامه از صلیب (۱۶۲۷), مؤسسه هنر مینیاپولیس
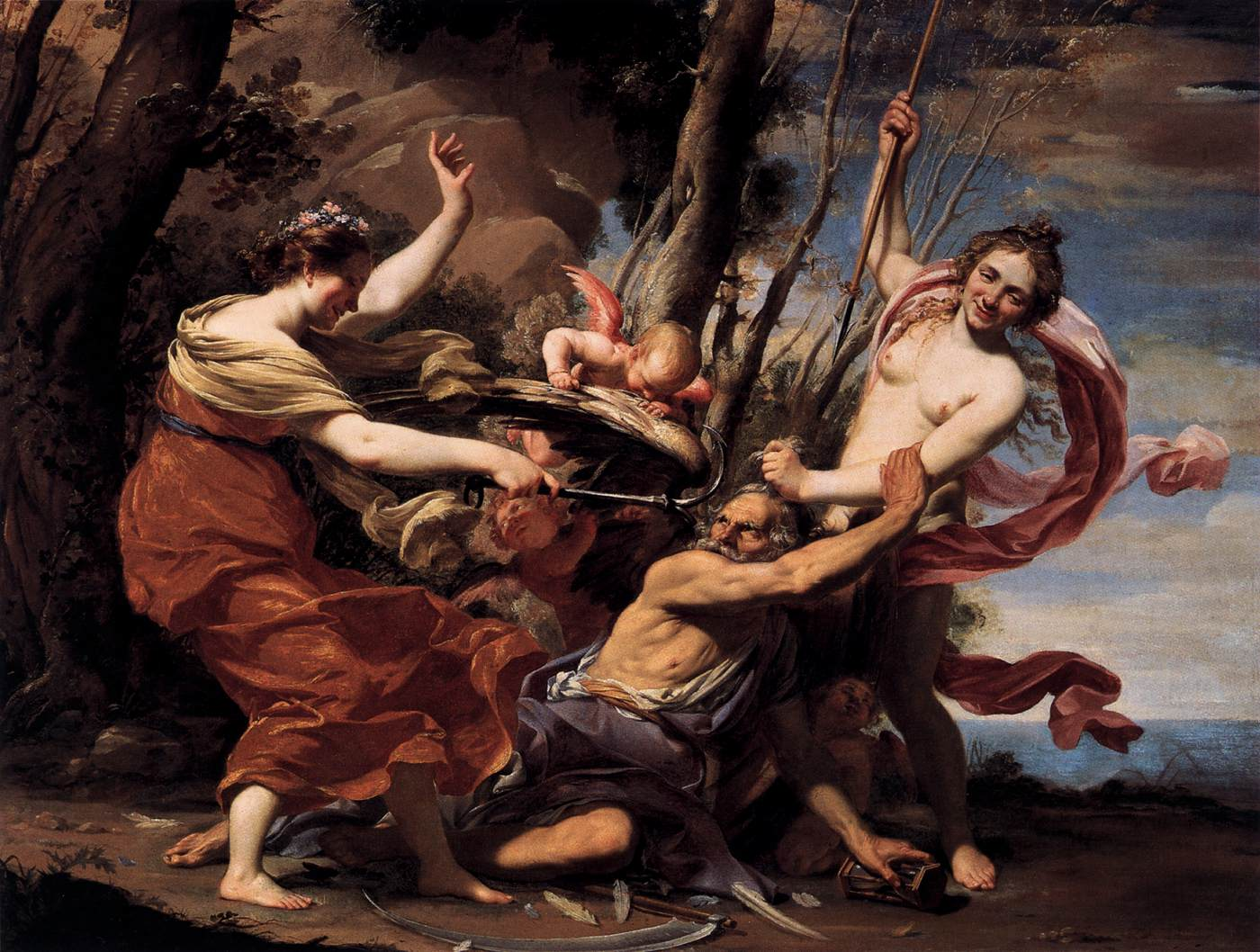
لحظه پیروزی با عشق، زیبایی و امید (۱۶۲۷), پرادو
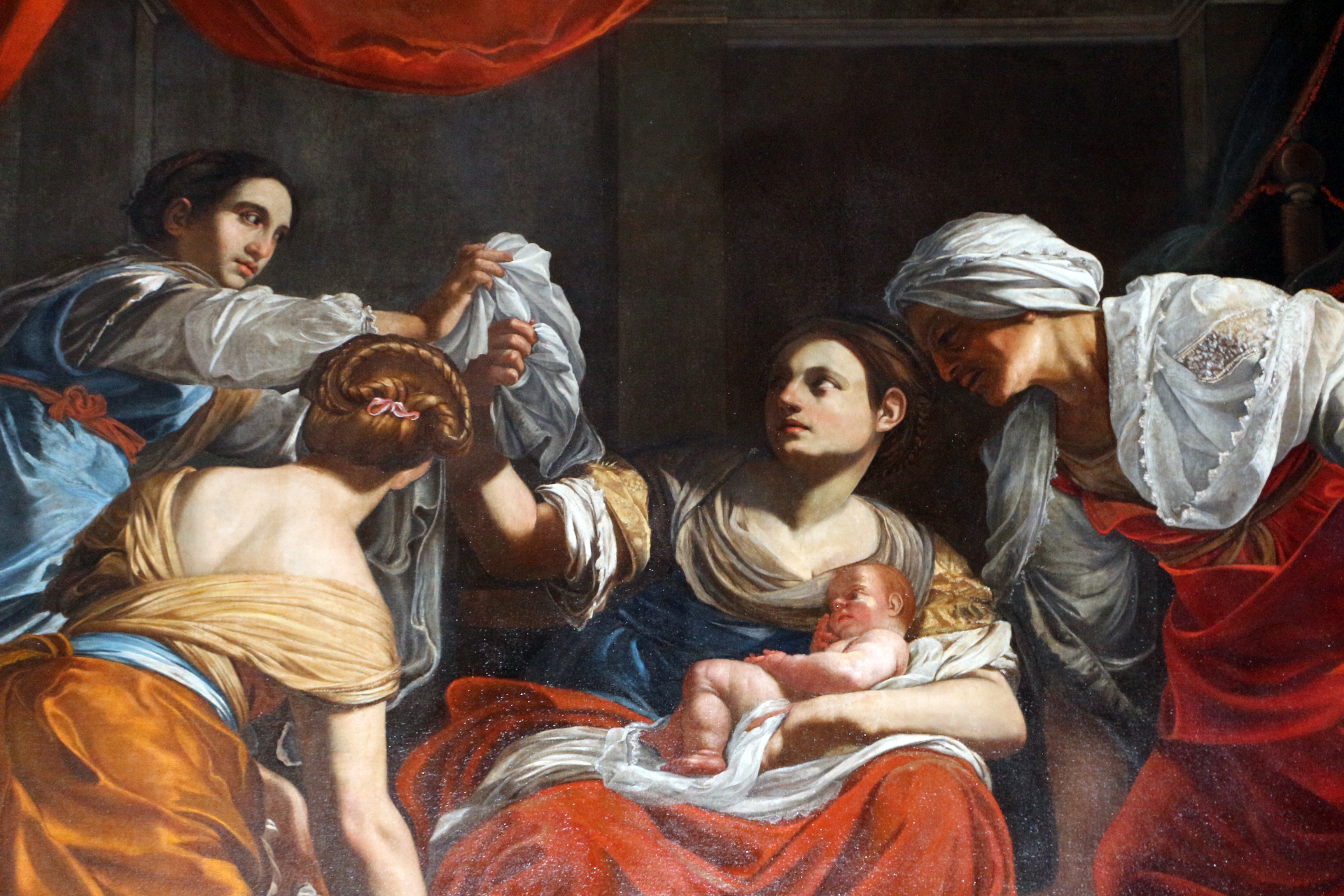
زاد و ولد باکره (حدود ۱۶۲۹), سان فرانچسکو و ریپا، رم
سنت ماری مگدالین (حدود ۱۶۳۰), موزه هنر کلیولند
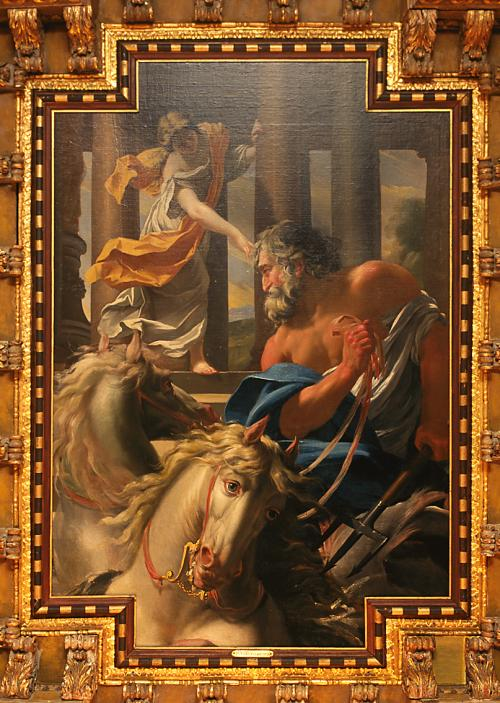
نپتون و آمفیتریت (دهه ۱۶۳۰) قصر هرست
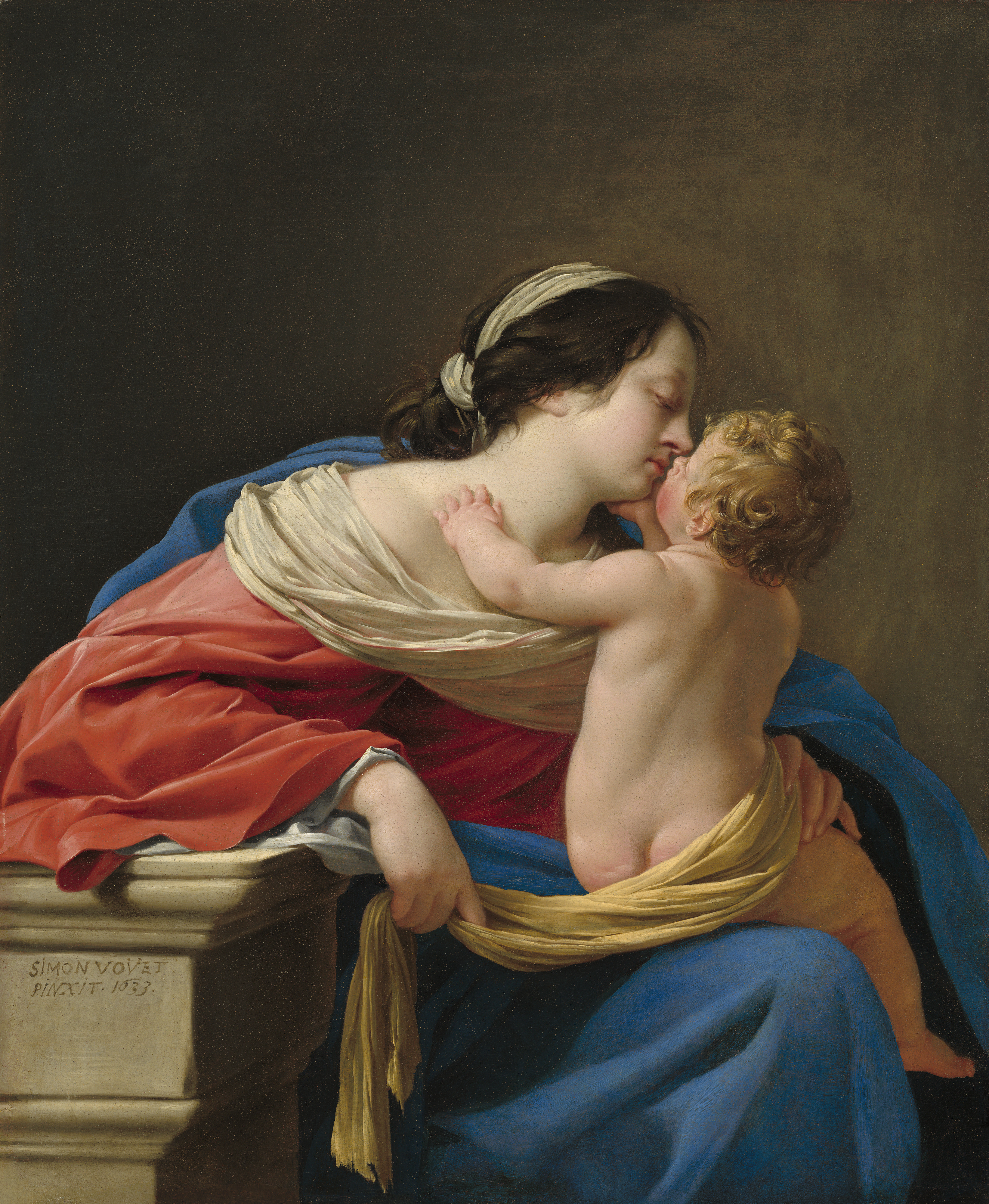
مدونا و فرزند (۱۶۳۳), نگارخانه ملی هنر، واشنگتن دی سی.
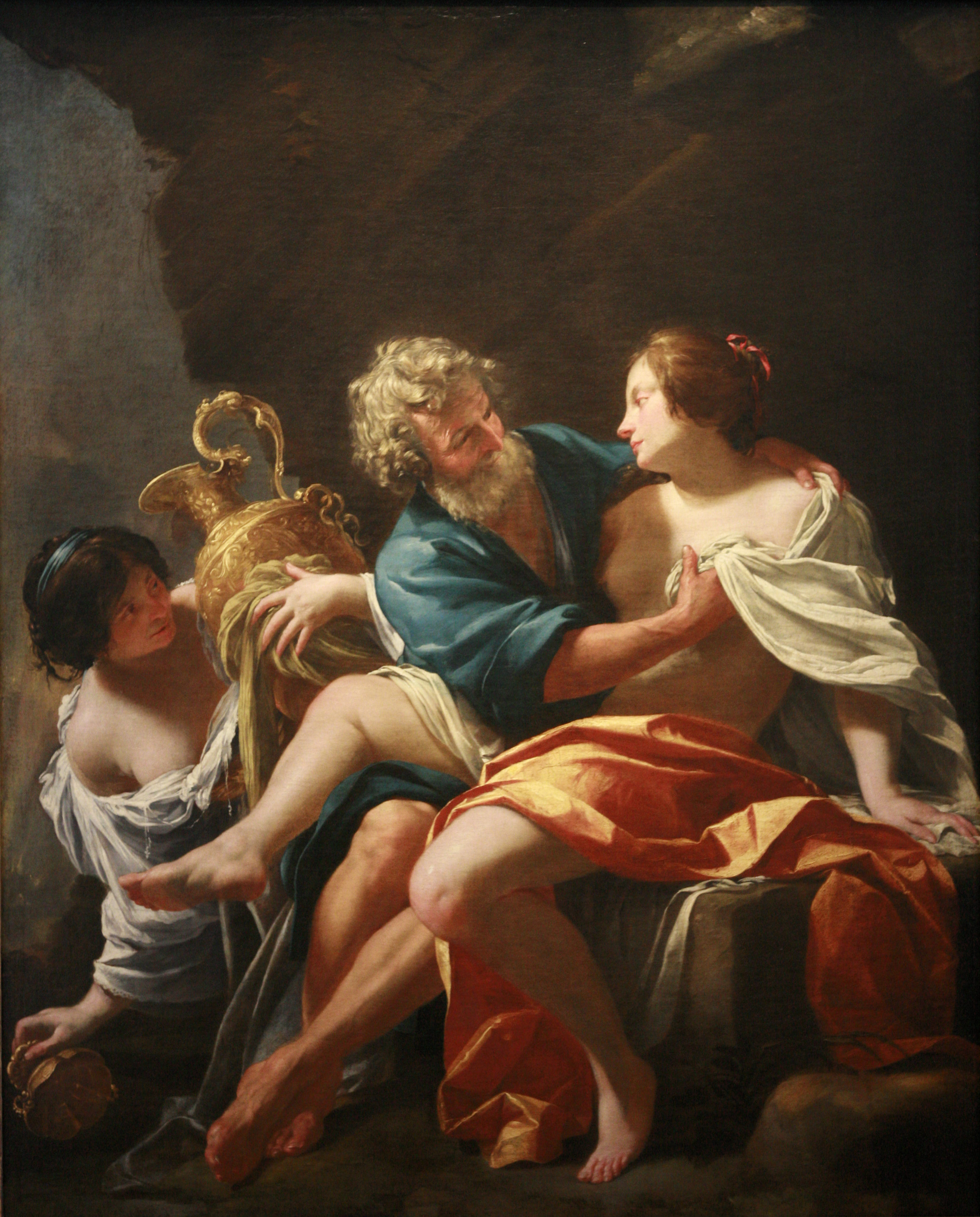
لوط و دخترانش (۱۶۳۳), موزه هنرهای زیبای استراسبورگ
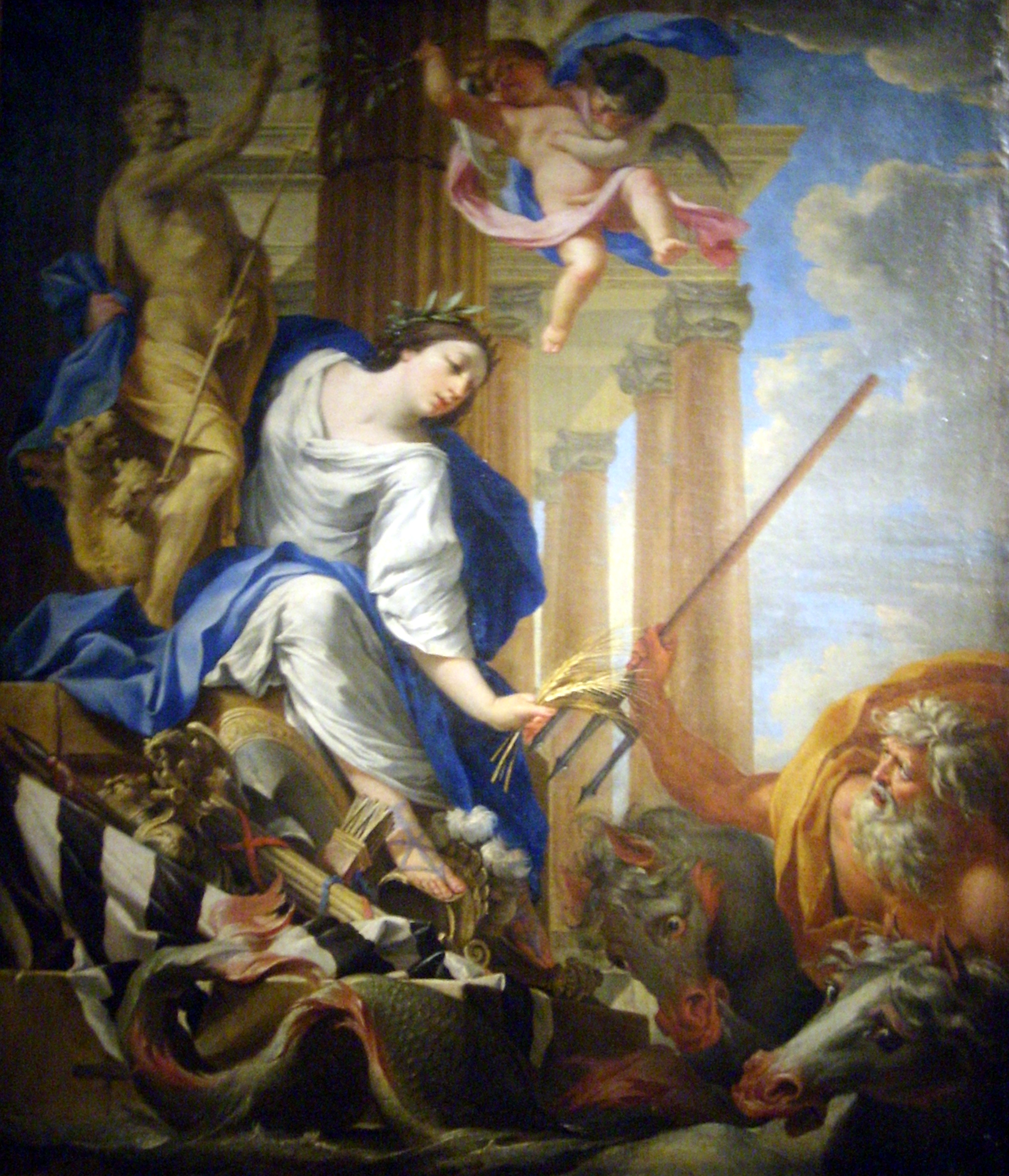
سرس به نقض ویژگی‌های جنگ (۱۶۳۵), موزه هنرهای زیبا توماس هنری، شربور-اوکتویل
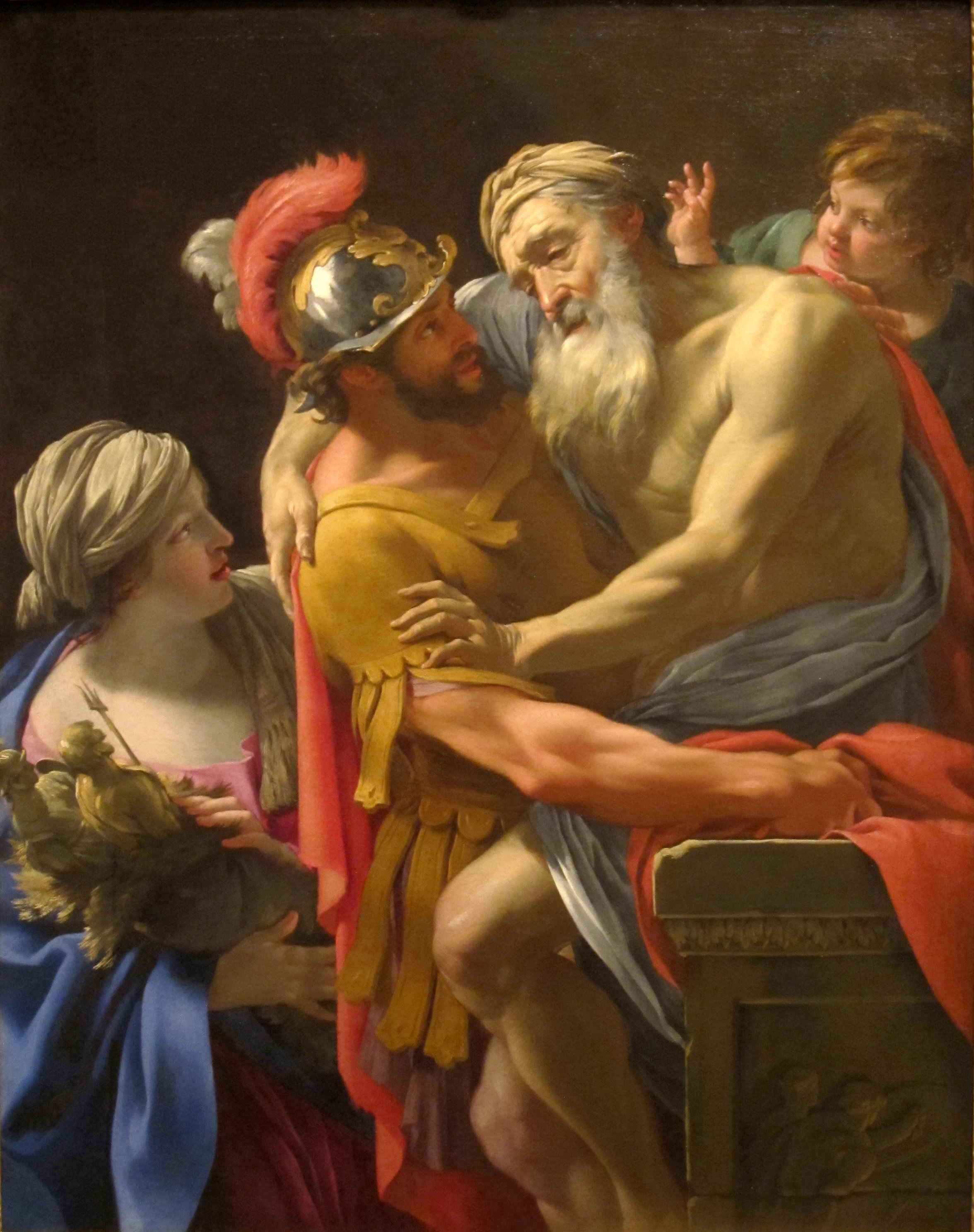
آنائیس و پدرش در فرار از تروی (حدود ۱۶۳۵), موزه هنر سن دیگو
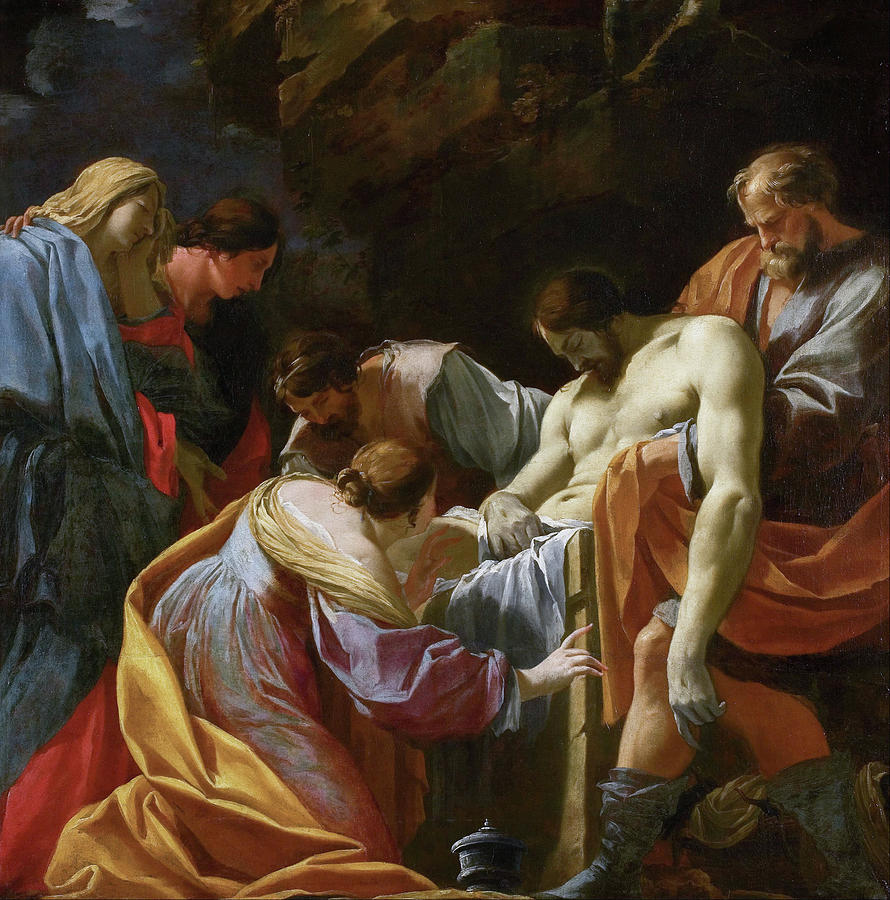
شهادت مسیح (حدود ۱۶۳۵), Musée d'art moderne André Malraux, لو آور
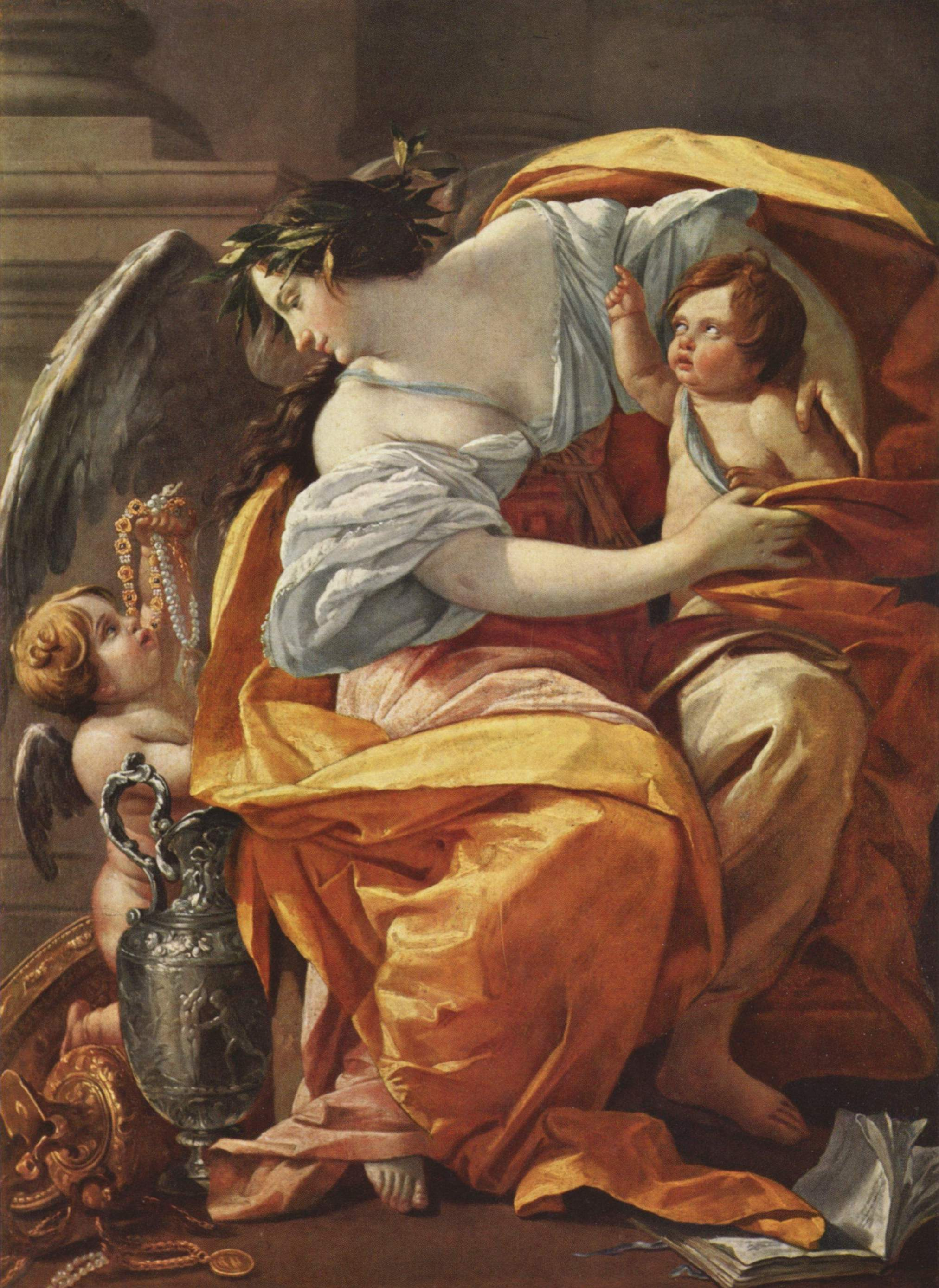
تمثیل ثروت (حدود ۱۶۳۵–۱۶۴۰), لوور
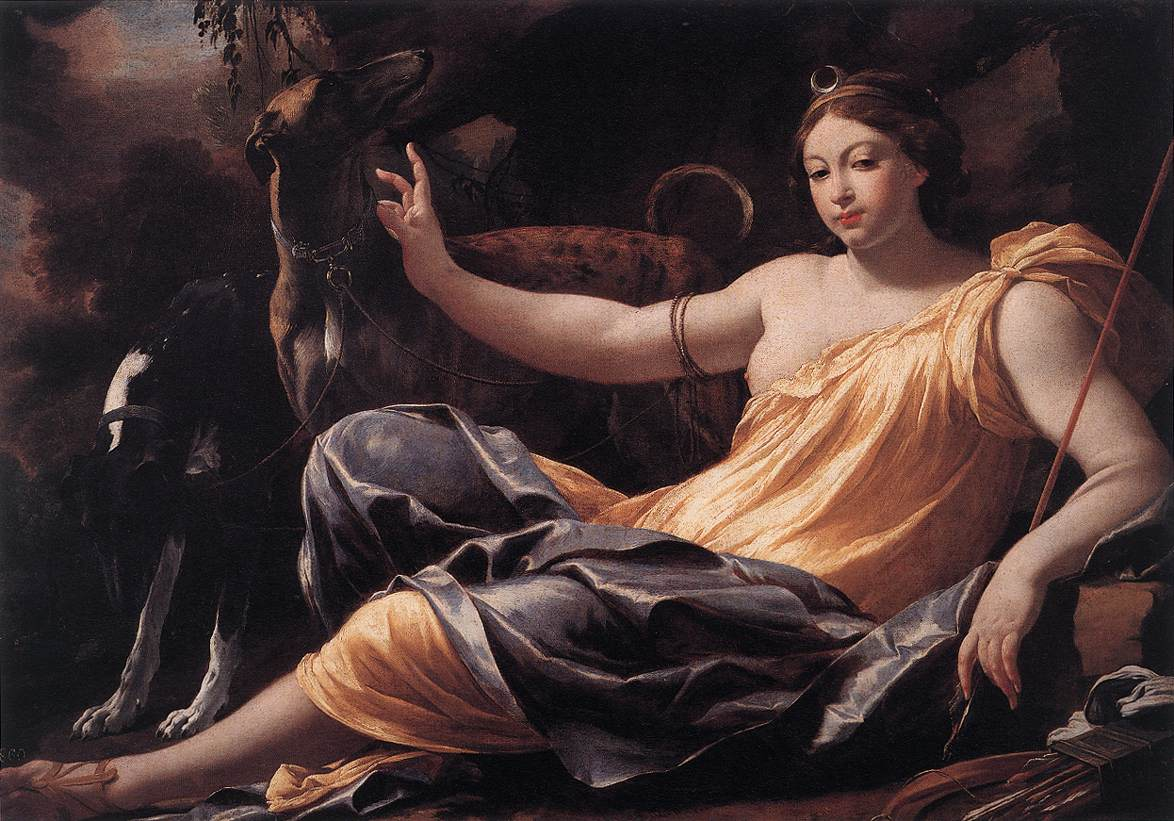
دیانا (۱۶۳۷), گالری کامبرلند، کاخ همپتون کورت
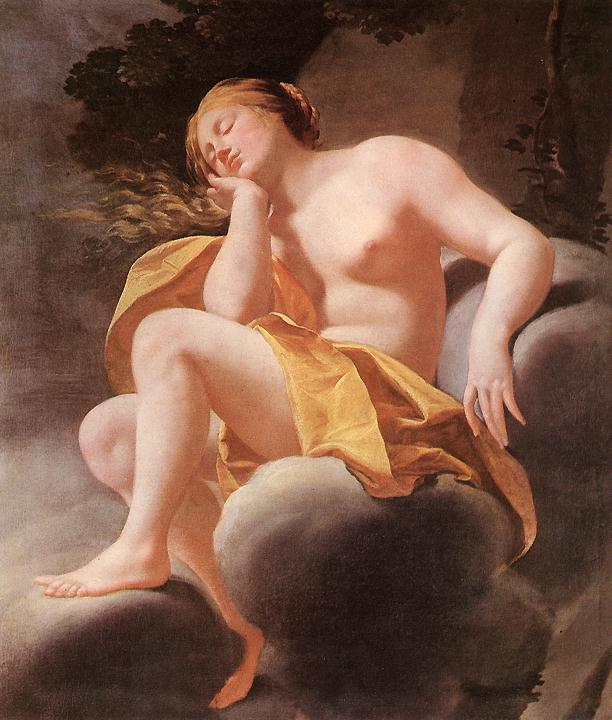
ونوس خوابیده (۱۶۳۰–۱۶۴۰), موزه هنرهای زیبا، بوداپست
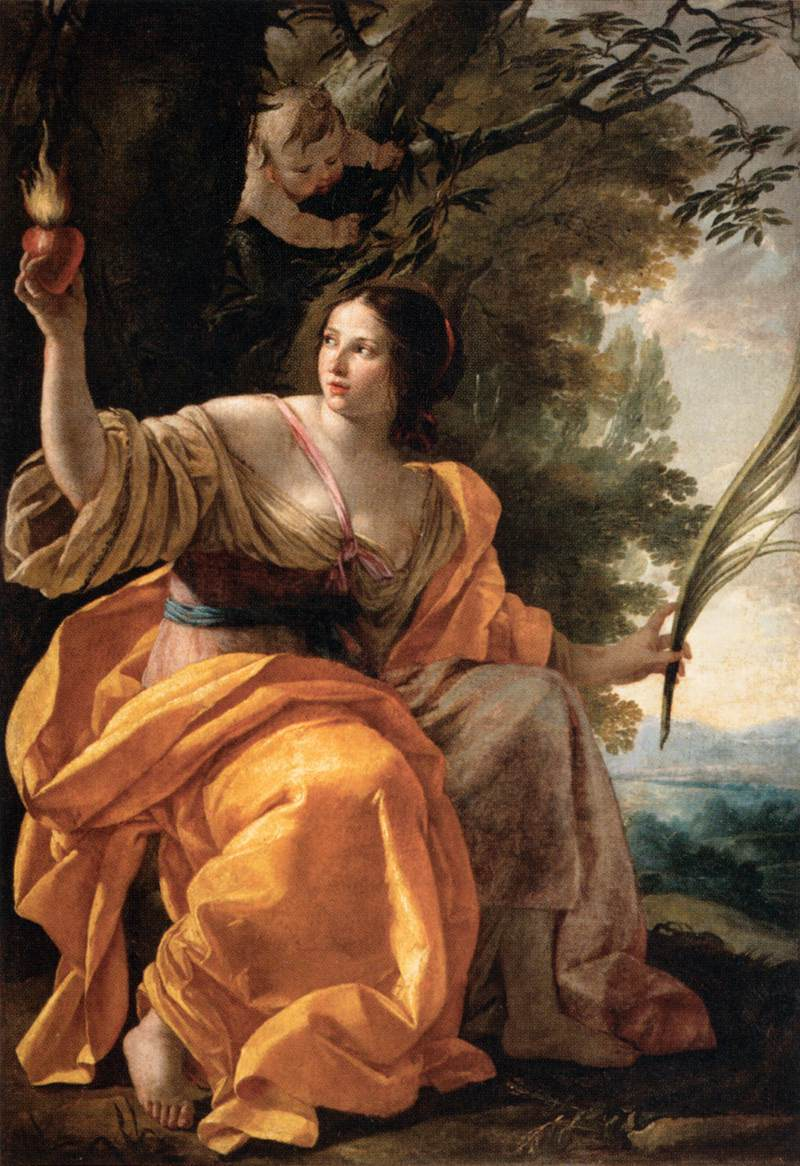
خیریه آسمانی (حدود ۱۶۴۰), لوور
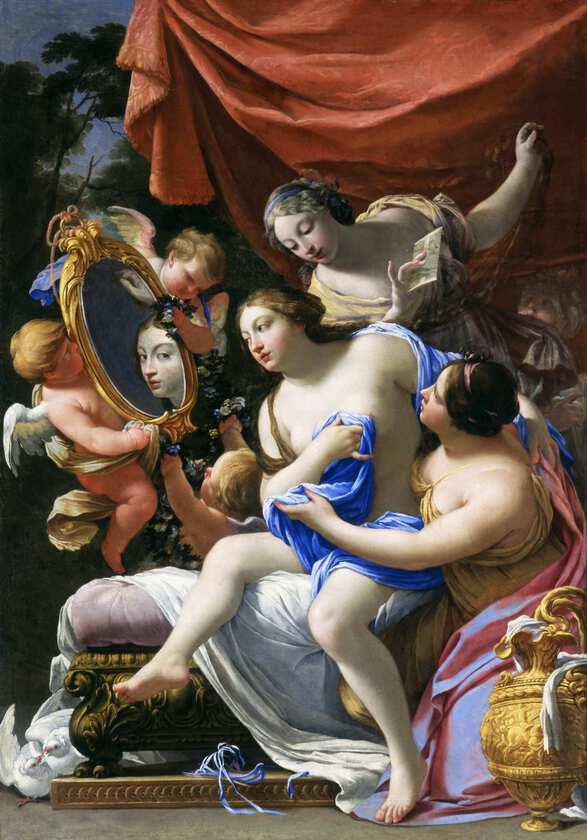
آرایش ونوس (حدود ۱۶۴۰), موزه هنر کارنگی، پیتسبرگ
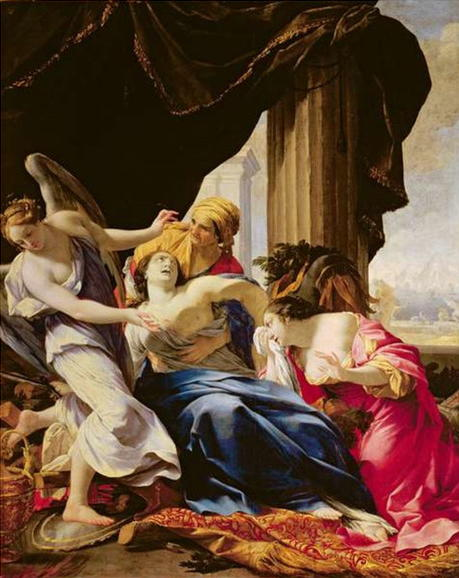
مرگ دیودو (حدود ۱۶۴۱), موزه هنرهای زیبا، دول
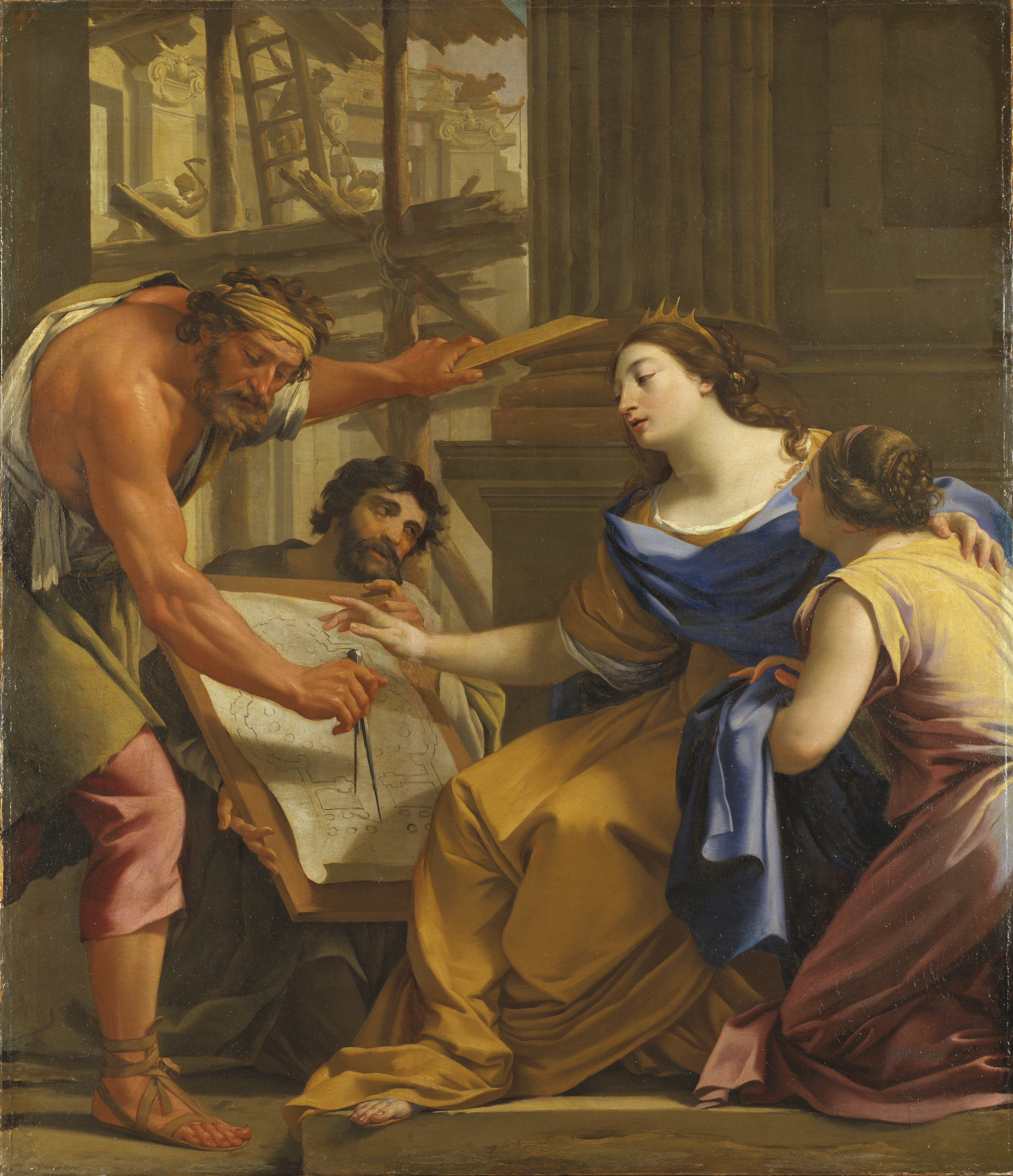
بنای آرامگاه آرتمیسیا (اوایل دهه ۱۶۴۰), ناسیونال موزه، استکهلم
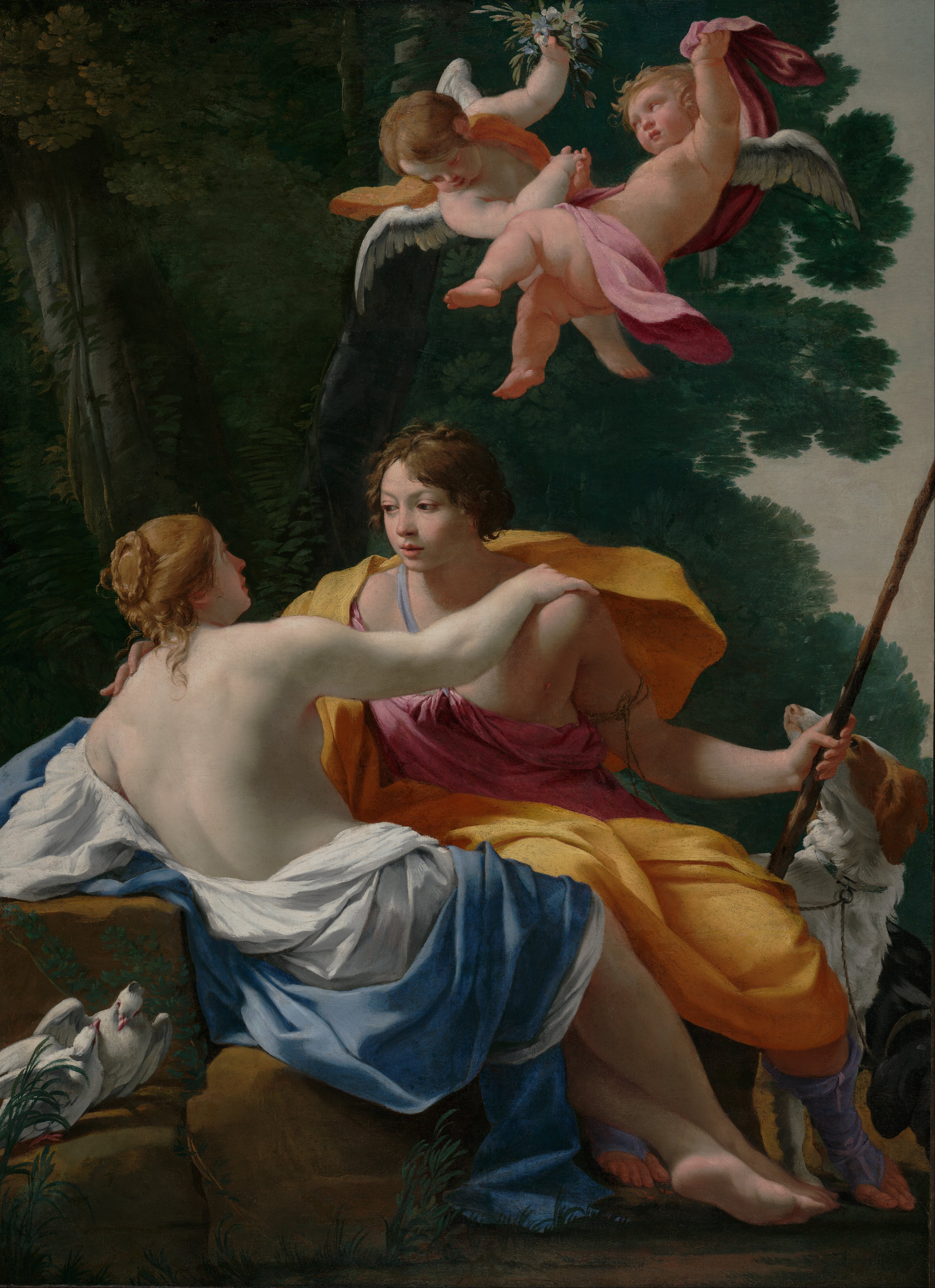
ونوس و آدونیس حوالی ۱۶۴۲ م. موزه جی. پال گتی
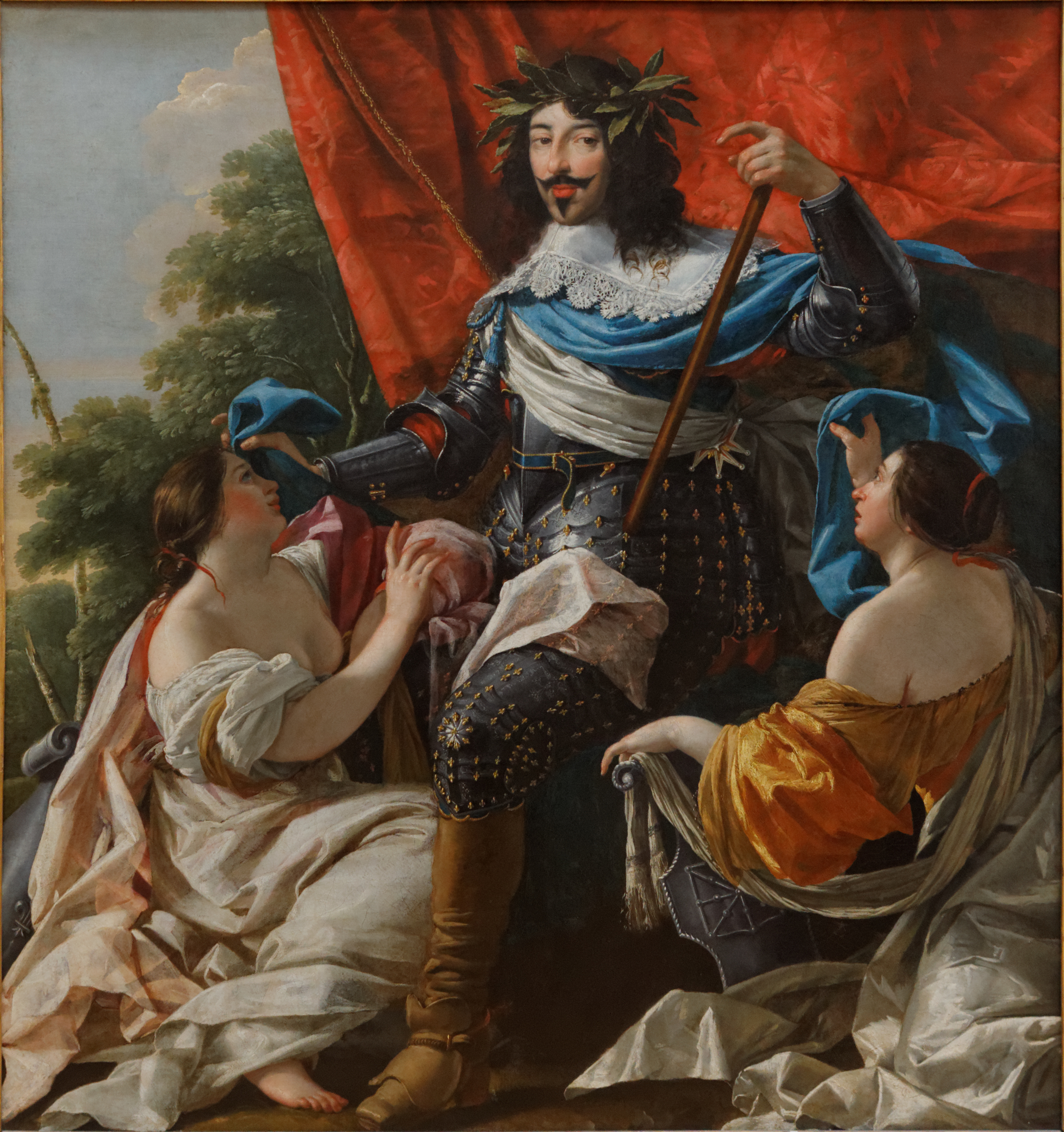
پرتره لوئی سیزدهم (۱۶۴۳)، لوور
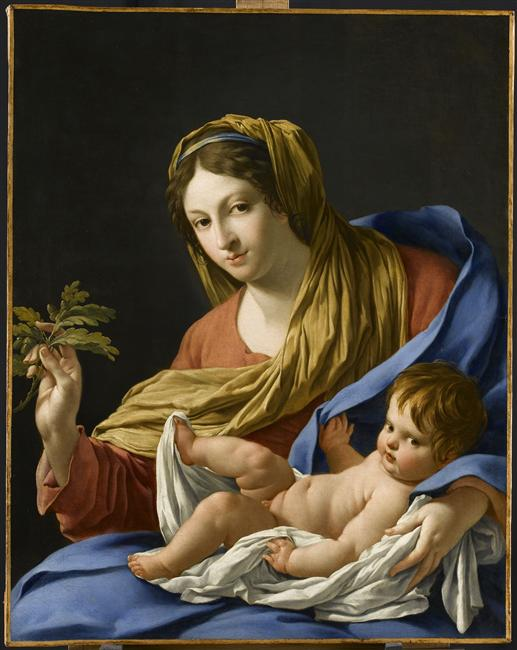
Hesselin Madonna یا مدونا با بلوط برش خورده (حدود ۱۶۴۰–۱۶۴۵), لوور
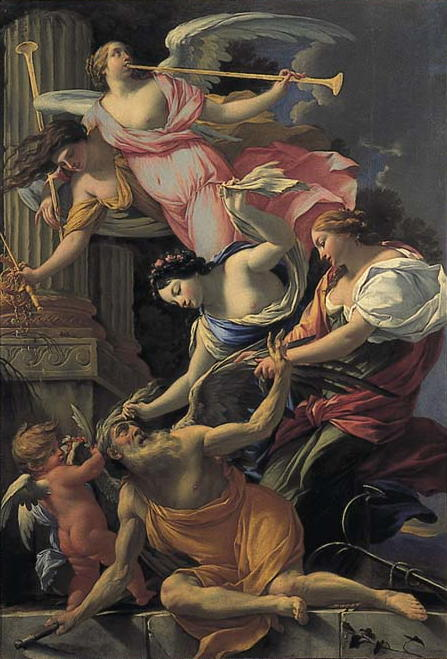
لحظه پیروزی با عشق، ونوس و امید (۱۶۴۰-۱۶۴۵), موزه هنرهای تزئینی، بورژ
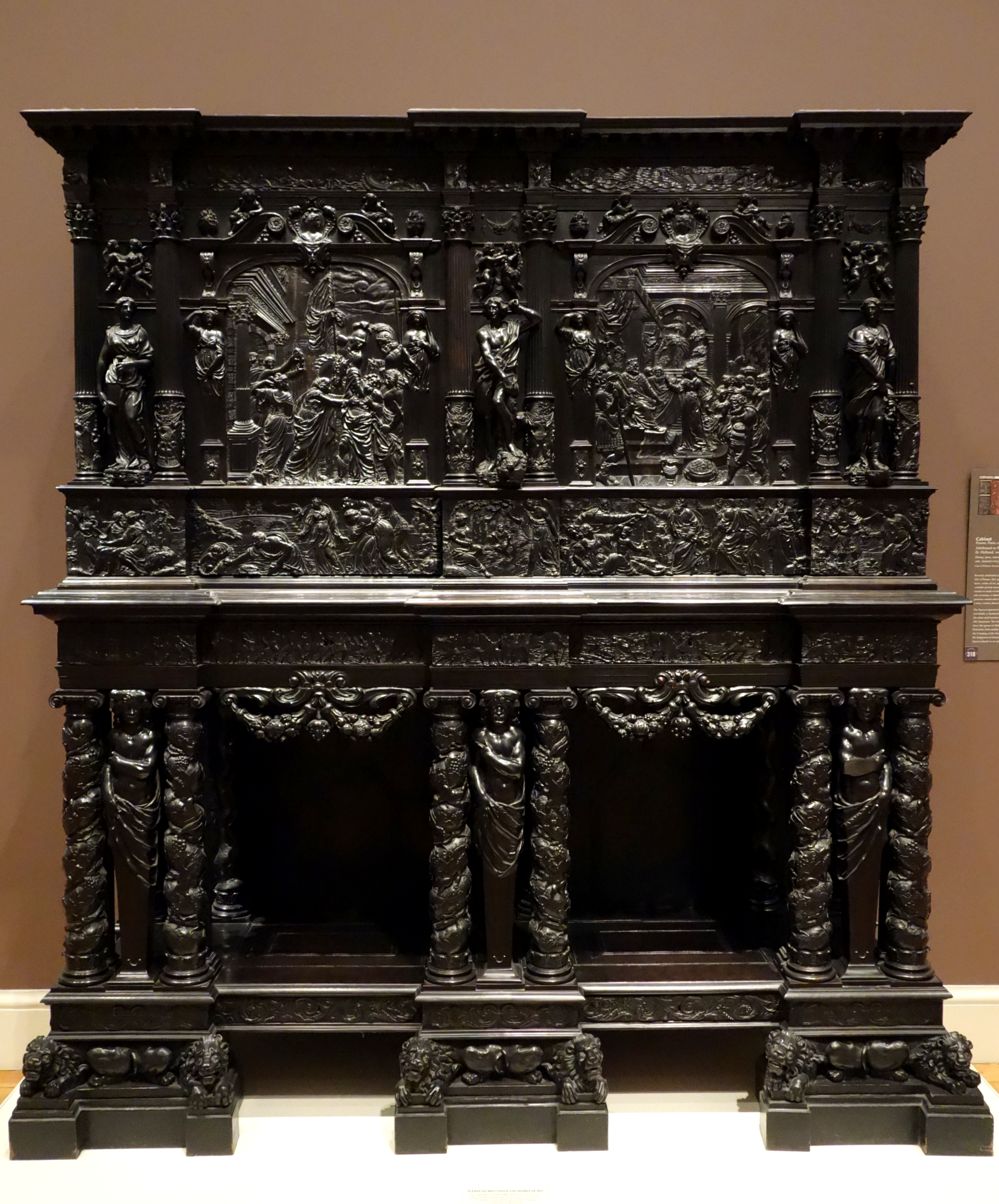
قفسه منسوب به پیر گول[۸] (c.1620-1684), لژیون هونر، سانفرانسیسکو

## گالری: تصاویر ووئه و خانواده‌اش

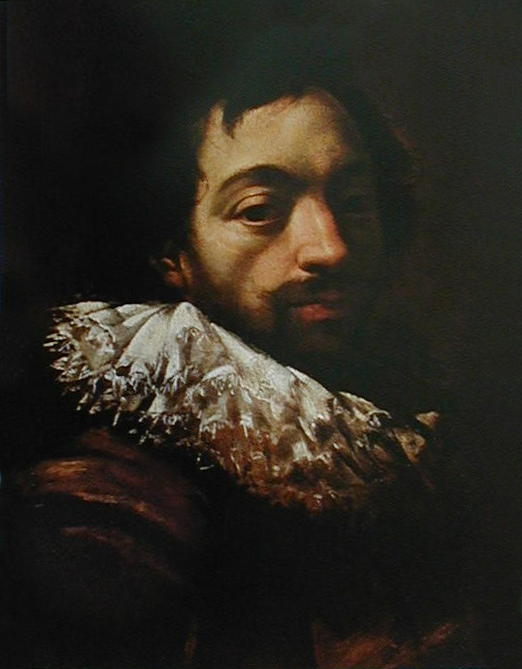
دایره سیمون ووئه، فرضیه پرتره سیمون ووئه (حدود ۱۶۱۵–۱۶۲۰)
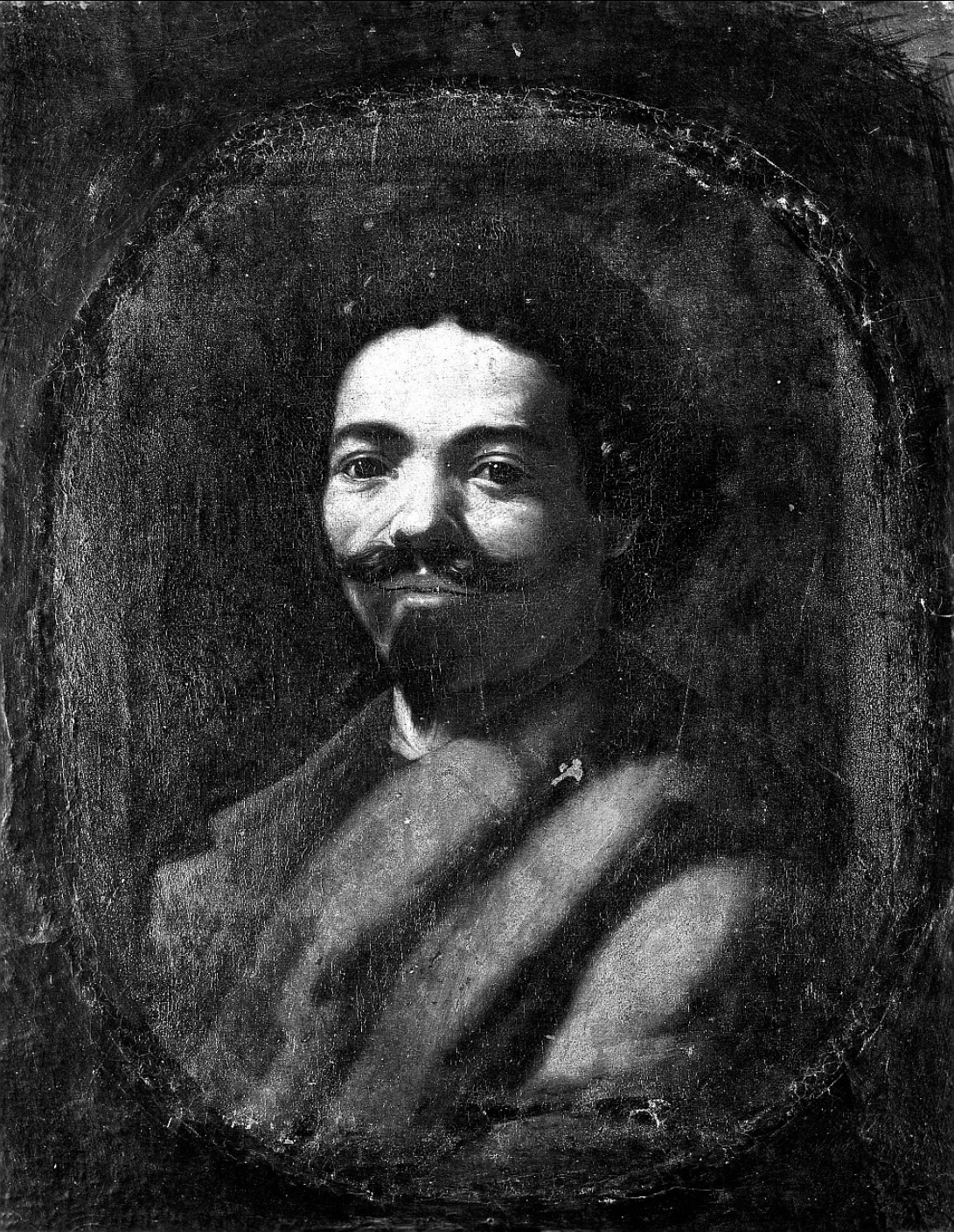
سیمون ووئه، خودنگاره, اوفیتزی
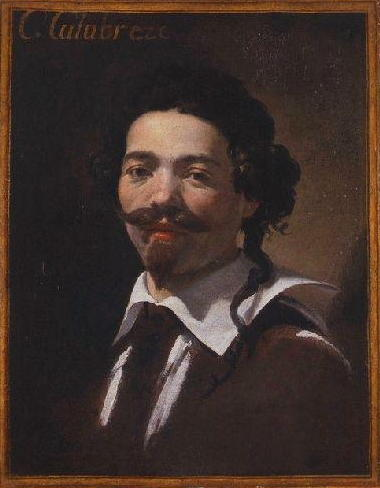
سیمون ووئه، احتمال دادن بر خودنگاره (حدود ۱۶۲۰-۱۶۲۵), موزه پیکاردی
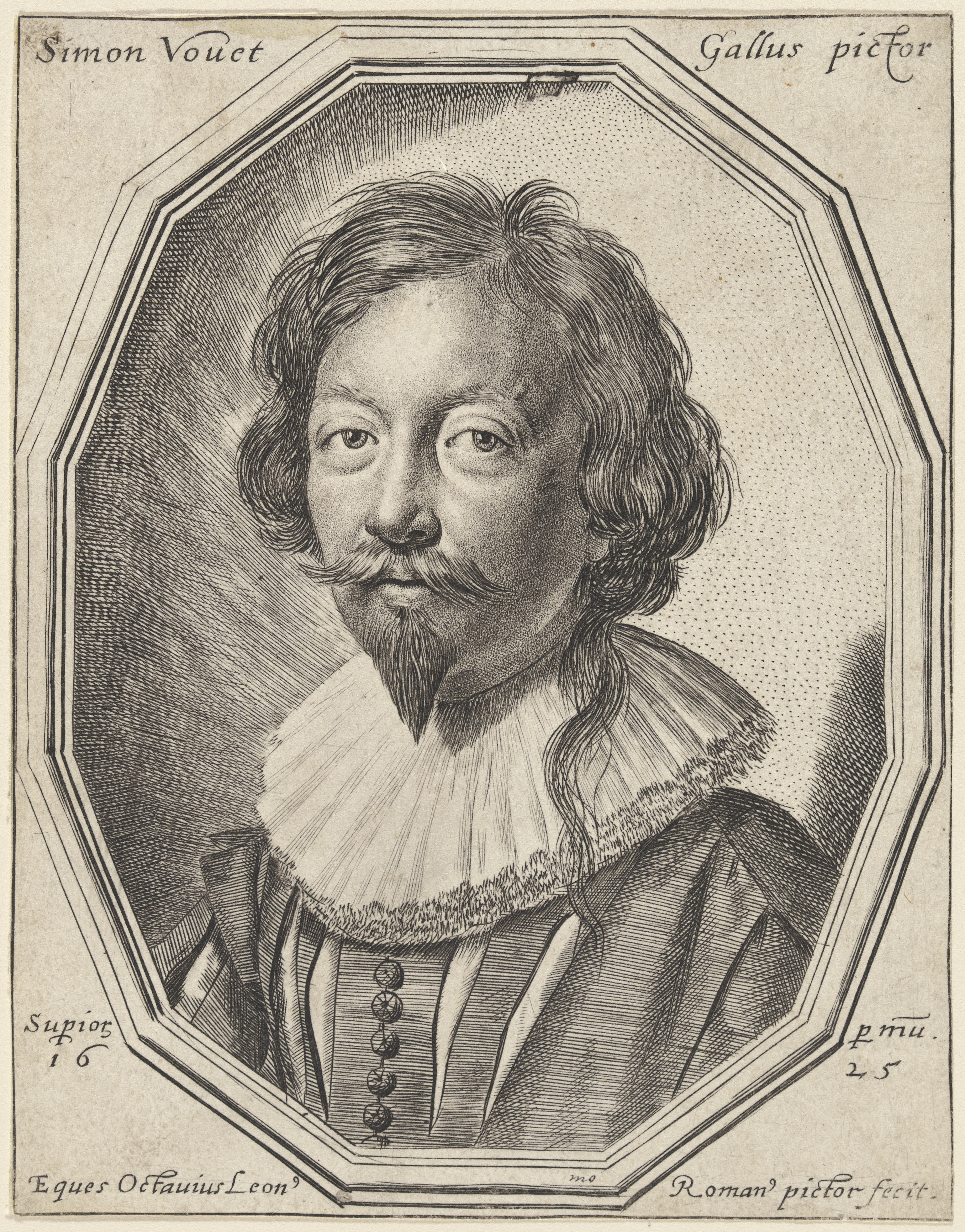
اتاویو لیونی، پرتره سیمون ووئه (۱۶۲۵)
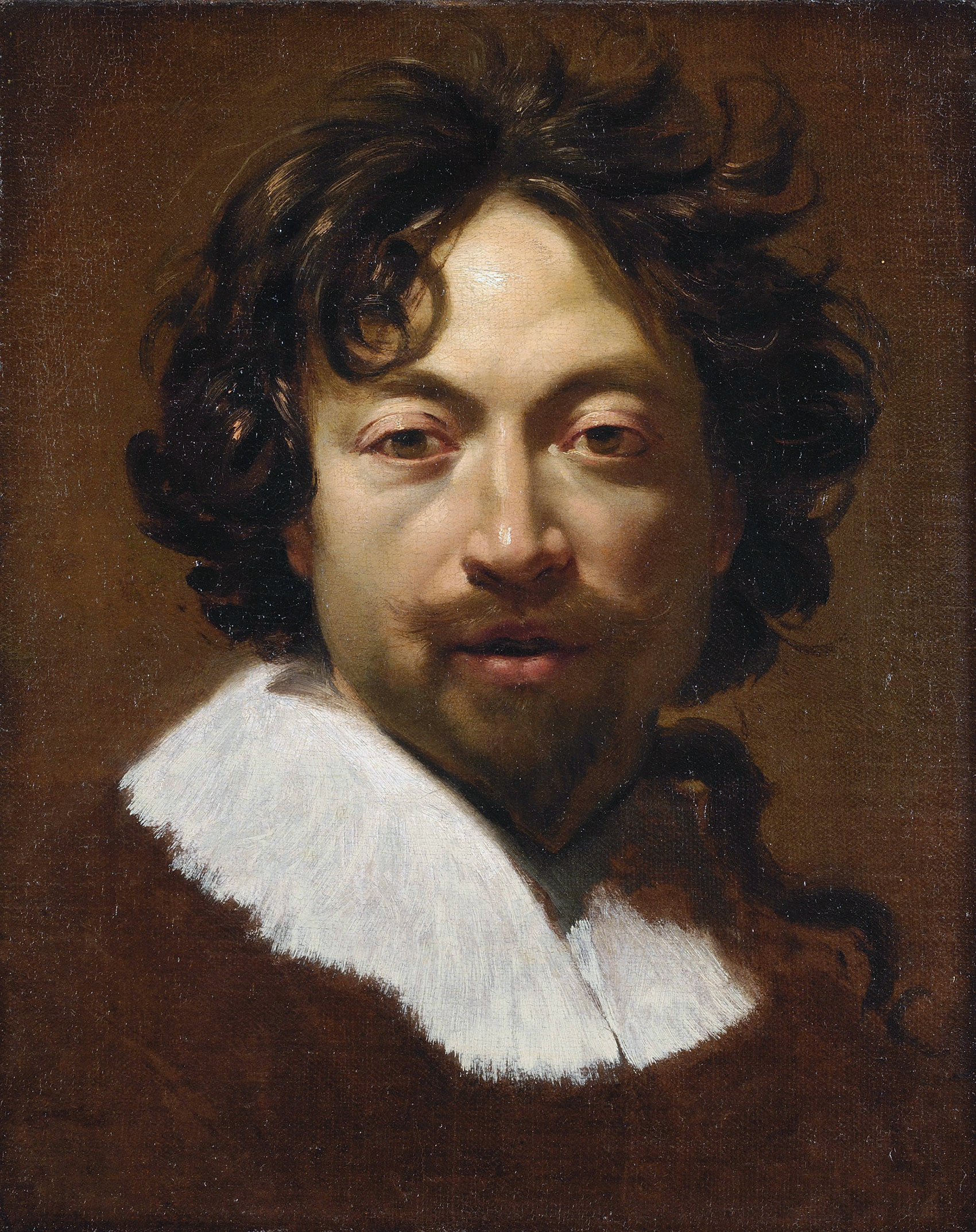
سیمون ووئه، خودنگاره (حدود ۱۶۲۶–۱۶۲۷) موزه هنرهای زیبای لیون
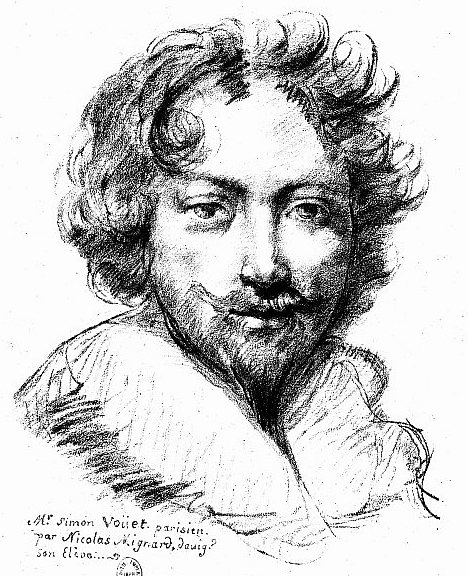
نیکولا مینیار، پرتره سیمون ووئه
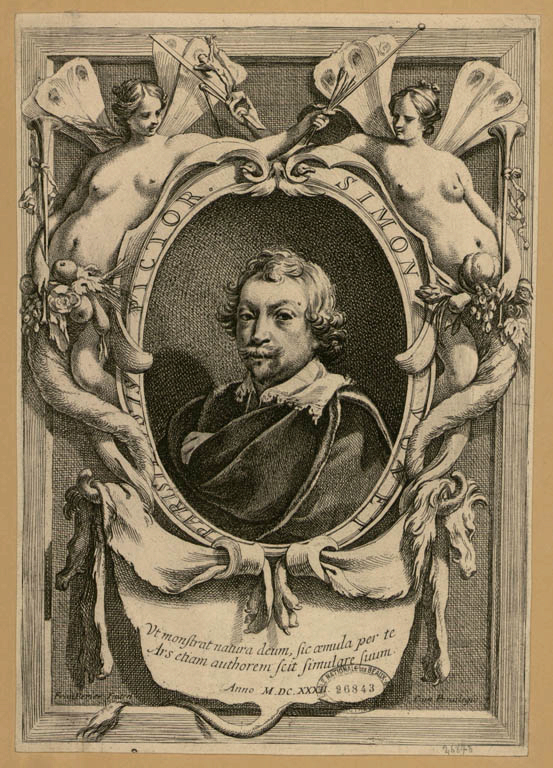
فرانسوا پریه، پرتره سیمون ووئه (۱۶۳۲)
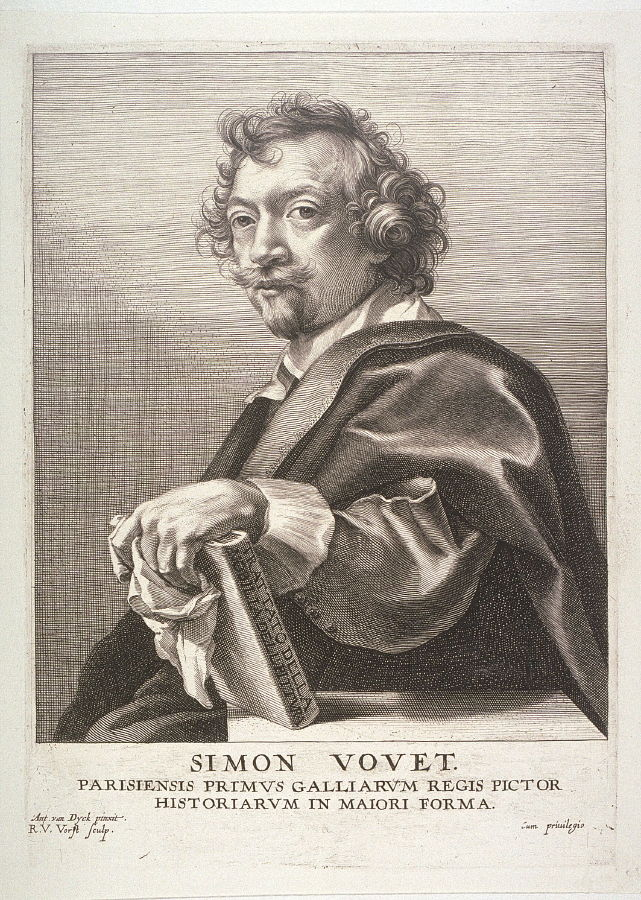
روبر ون وورس (بعد آنتونی فان دیک), پرتره سیمون ووئه
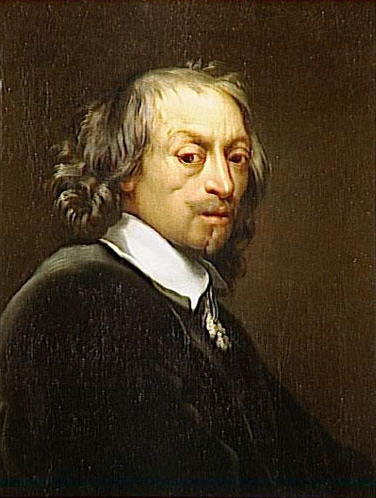
پرتره سیمون ووئه تئسط دامادش، فرانسوا تورتبا، کاخ ورسای
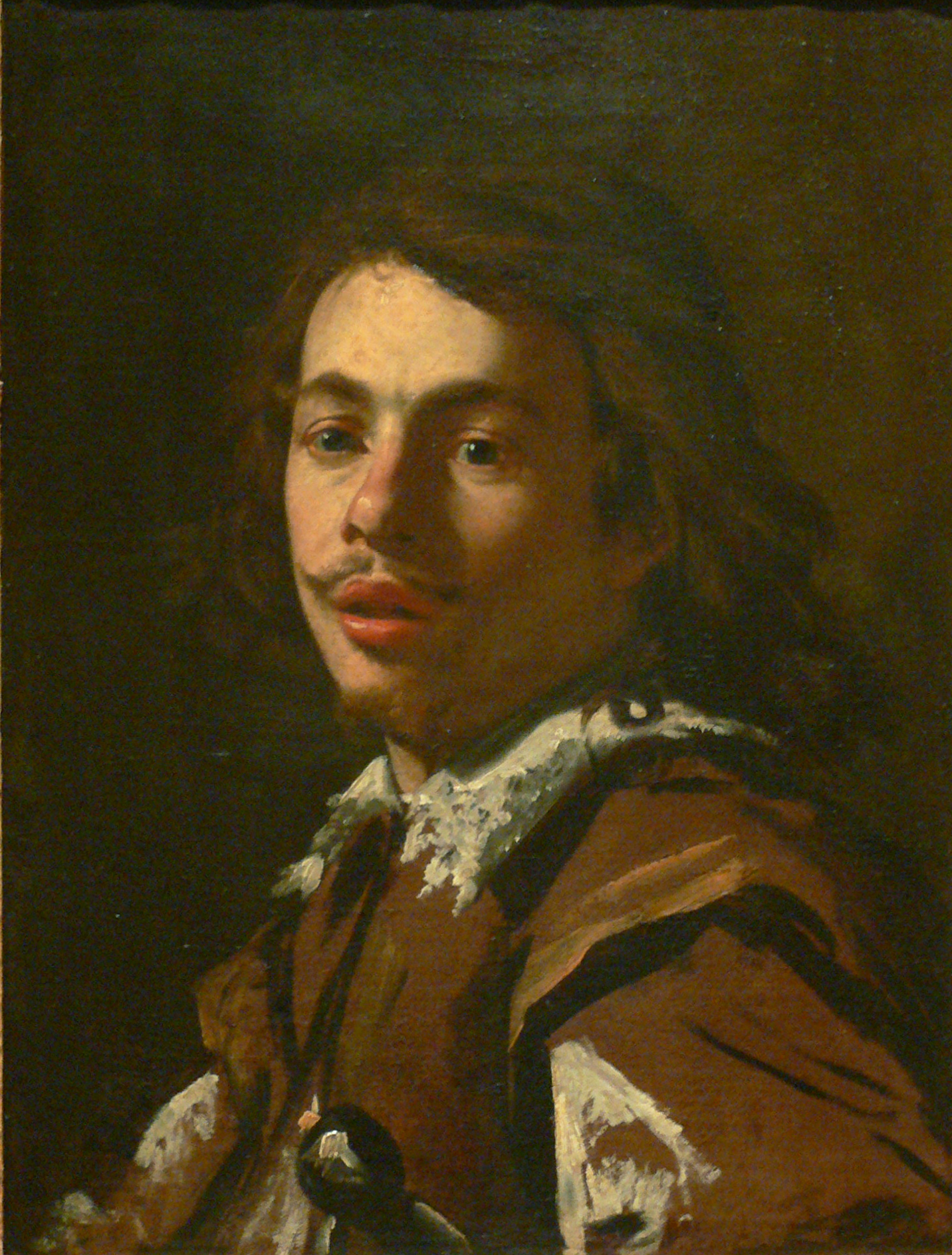
سیمون ووئه، احتمال می‌رود پرتره برادر هنرمند اوبین ووئه باشد، (حدود ۱۶۲۰), موزه راتو، آرل
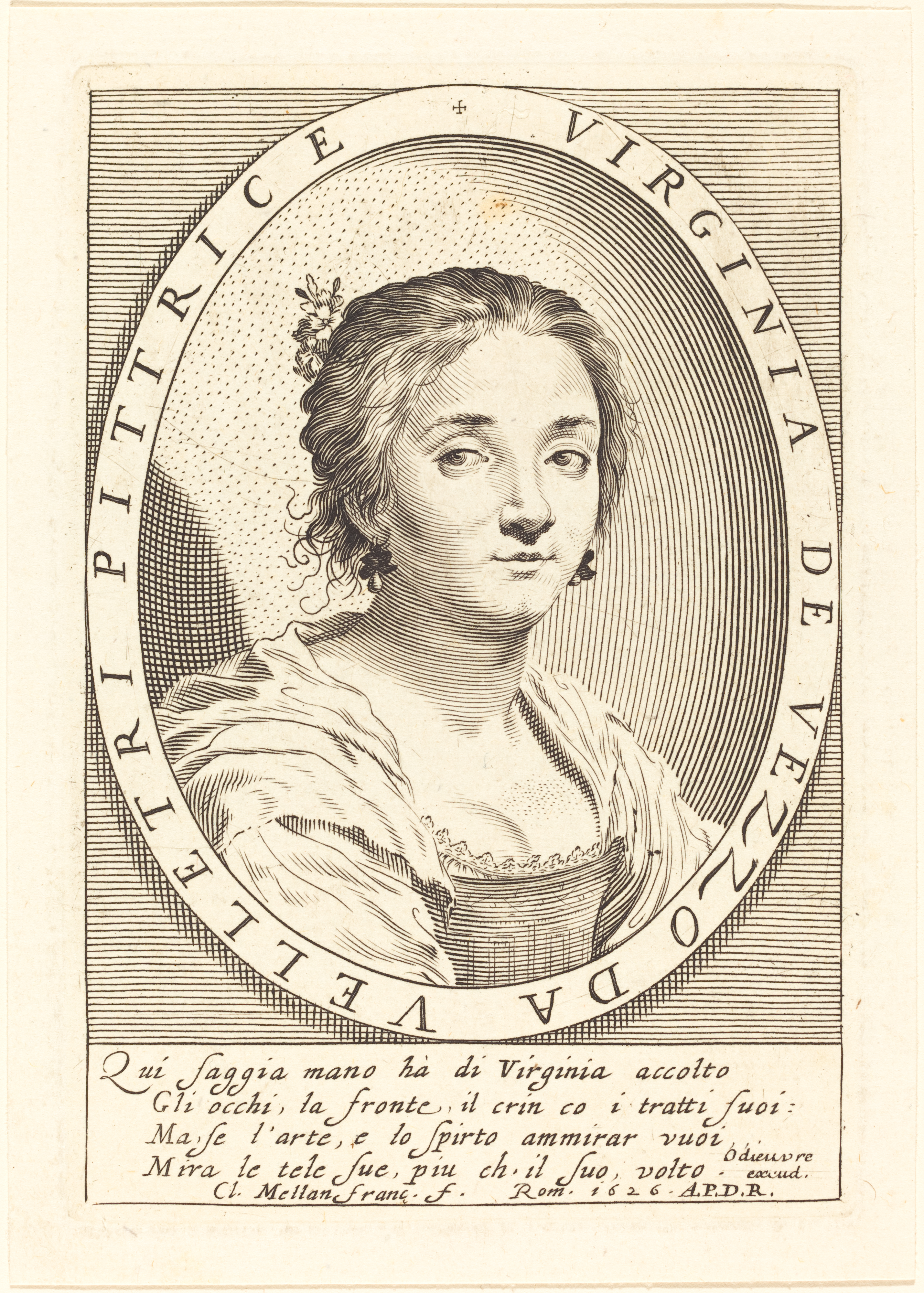
کلود ملان، پرتره ویرجینیا دا وتزو (۱۶۲۶), همسر سیمون ووئه
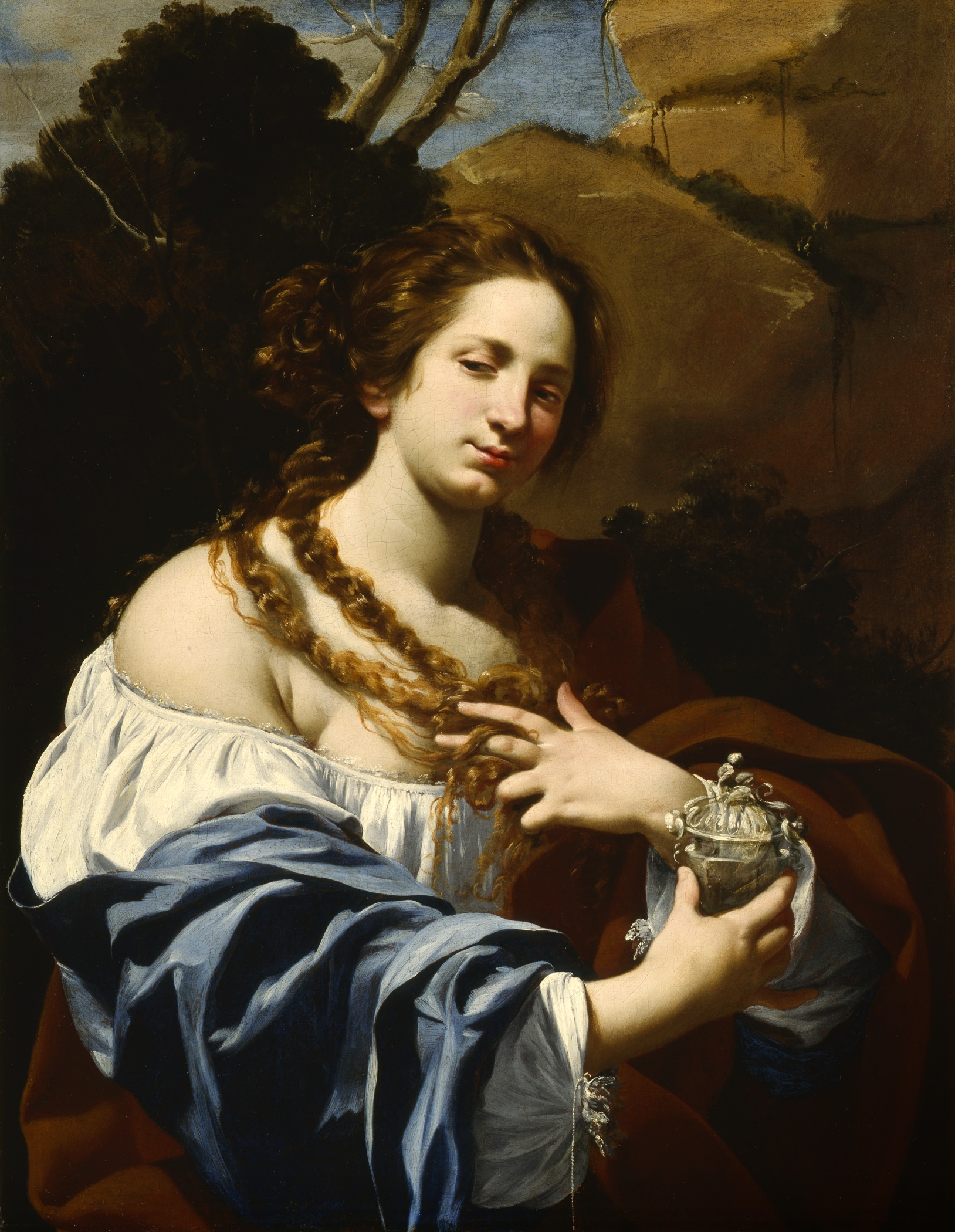
سیمون ووئه، ویرجینیا دا وتزو، همسر هنرمند، به عنوان مگدالین (حدود ۱۶۲۷), موزه هنر شهرستان لس‌آنجلس
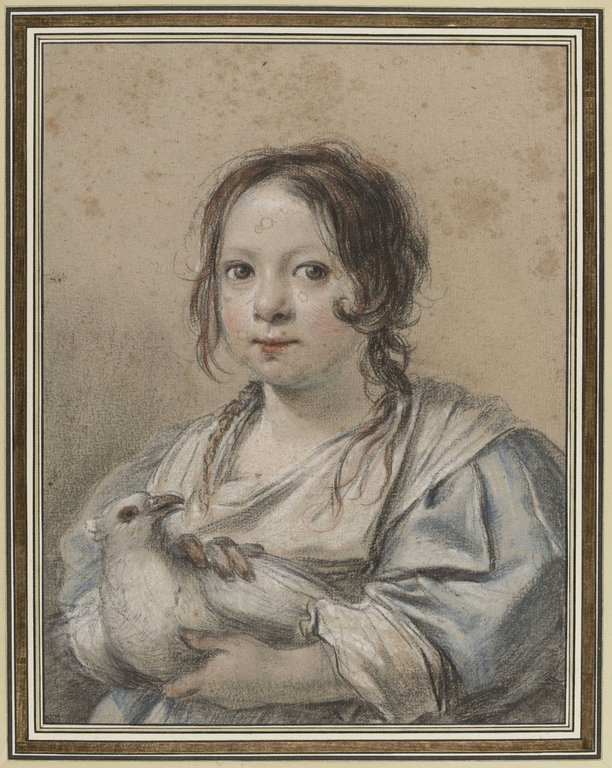
سیمون ووئه، پرتره آنجلیک ووئه[پیوند مرده] (خواهرش)، پاستل، لوور